# Liste der Straßen und Plätze in Berlin-Köpenick

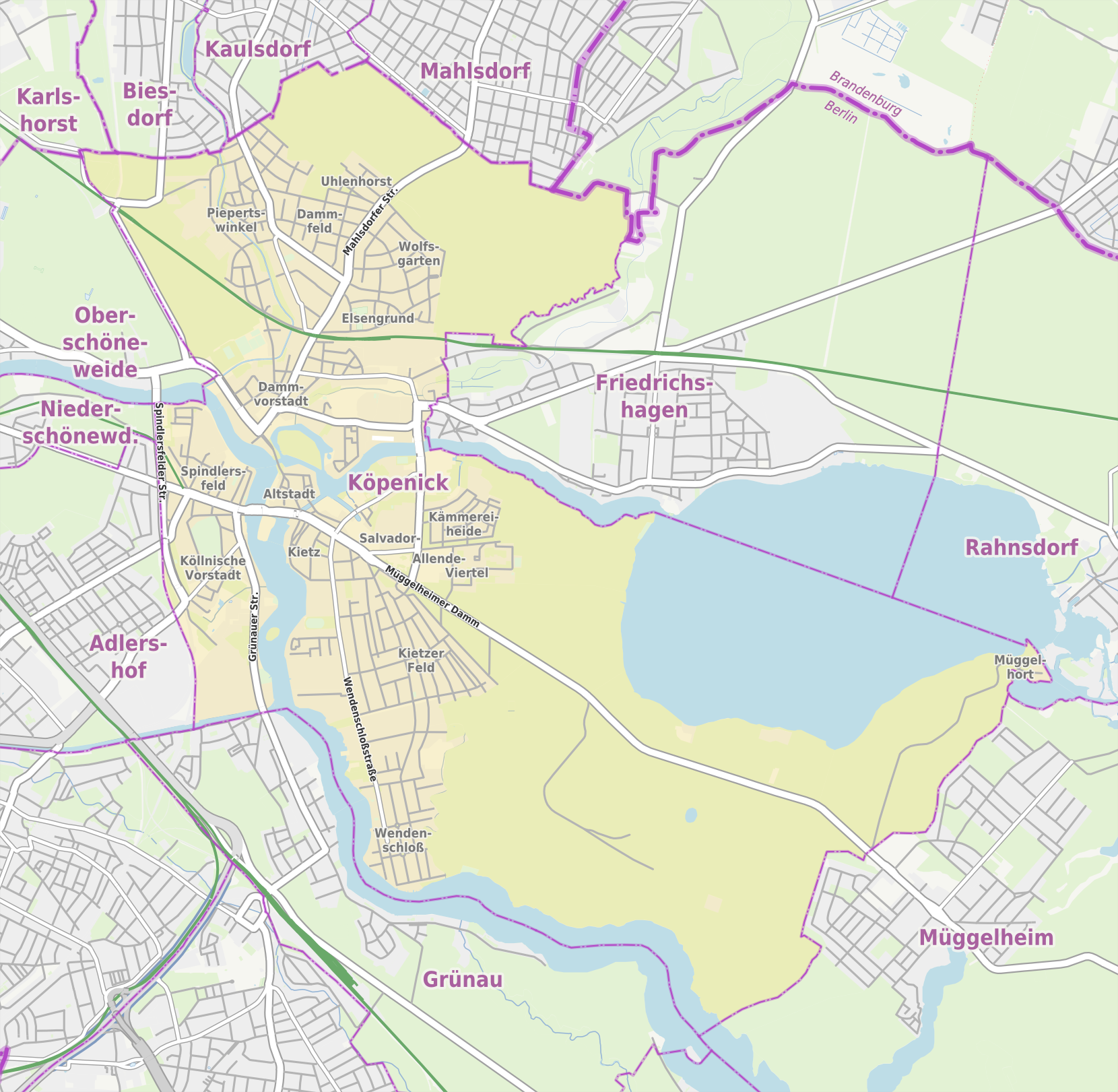
Übersichtskarte von Berlin-Köpenick

Die Liste der Straßen und Plätze in Berlin-Köpenick beschreibt das Straßensystem im Berliner Ortsteil Köpenick mit den entsprechenden historischen Bezügen. Gleichzeitig ist diese Zusammenstellung ein Teil der Listen aller Berliner Straßen und Plätze.

## Überblick

### Straßensystem und Prinzipien seiner Benennung
Köpenick hat 70.673 Einwohner (Stand: 31. Dezember 2023) und umfasst die Postleitzahlenbereiche 12459, 12555, 12557, 12559 und 12587. Im Ortsteil liegen 227 gewidmete Straßen und 14 benannte Plätze, hinzu kommen unbenannte Plätze im Straßenverlauf und Privatstraßen, wie etwa die fünf im Gewerbegebiet des Innovationsparks Wuhlheide. Von den aufgeführten Straßen führen 12 in die Nachbarortsteile mit gleichem Namen (inklusiver Berliner Straßennummer) weiter. Die gesamte Länge der (aufgeführten) Straßen im Ortsteil beträgt dabei 119,3 Kilometer.
Wie anfangs üblich, erhielten die ersten Straßen Benennungen nach der Richtung, in die sie verliefen, hier also Kaulsdorfer, Biesdorfer, Mahlsdorfer, Dahlwitzer, Müggelheimer oder Berliner Straße beziehungsweise Chaussee. Maler, bekannte Schriftsteller wie Slevogt, Goethe, Schiller, Begriffe aus der Natur wie Bäume und Blumen spielten bei der Namenswahl für die Straßen und Plätze auch eine wesentliche Rolle. Neun Straßen sind nach Märchenfiguren benannt und Bestandteil des Märchenviertels. Im Ortsteil finden sich 22 Straßen, die 1928 und in den 1930er Jahren nach Orten benannt wurden, die im Ergebnis des Versailler Vertrags zu Polen kamen. Weitere 56 Straßen tragen Namen von Personen, die in der Geschichte der früheren Stadt Köpenick eine Rolle spielten (Fischer, Fabrikanten, Grundbesitzer, Schlossbewohner, Bürgermeister, Politiker).
Einige Straßen hießen nach ihrem weiteren Ausbau zunächst „Verlängerte…“, von denen etwa die Hälfte später in den eigentlichen Straßenzug integriert wurde. Drei derartige Bezeichnungen sind noch erhalten (Stand: Juli 2017). In der Zeit nach dem Zweiten Weltkrieg erfolgten Umbenennungen vor allem von Straßennamen, die frühere Herrscher ehrten, stattdessen wurden Opfer oder Verfolgte aus der Zeit des Nationalsozialismus zu Namensgebern, wie Werner Seelenbinder, Ernst Grube oder Bruno Hämmerling.

### Grenzen zu den Nachbarortsteilen
Der Waldbestand, die angrenzenden Wasserflächen der Flüsse Dahme, Spree und Wuhle sowie der historische Ortskern des ehemaligen Fischerdorfs Köpenick, die Ortslagen Spindlersfeld und Wendenschloß sowie das Allende-Viertel I und II strukturieren den Verlauf und die Fläche des Ortsteils und damit das angelegte Straßensystem.

Der Ortsteil Köpenick grenzt südlich an Grünau, beginnend etwa in Höhe der Insel Großer Rohrwall im von der Dahme durchflossenen Langen See. Die Ortsteilgrenze verläuft weiter nordwest- bzw. nordwärts bis zur Mündung des Teltowkanals, von dort am Südufer des Kanals in Richtung Westen bis etwa 100 Meter vor der Bahnbrücke des Berliner Eisenbahnrings. Nun ändert die Grenze ihre Richtung: nordwärts östlich von Adlershof am Ostrand der Bahnanlage. Ab der Köllnischen Brücke über die S-Bahn-Strecke Schöneweide–Spindlersfeld grenzt Köpenick bis zur Wilhelm-Spindler-Brücke an Niederschöneweide. Von hier an verläuft die Grenze (jetzt zu Oberschöneweide) ostwärts am Südufer der Spree. Sie kreuzt in Höhe der Wuhlemündung die Spree, verläuft entlang des Westufers der Wuhle bis zur Pyramidenbrücke, die die Straße An der Wuhlheide überquert, und wendet sich dann nordwestwärts. Entlang der Rudolf-Rühl-Allee durchquert sie die Wuhlheide, erreicht über den S-Bahnhof Wuhlheide am Nordende der Rudolf-Rühl-Allee die Grenze zum Lichtenberger Ortsteil Karlshorst. Hier wendet sie sich nach Osten. Weitere nördlich benachbarte Ortsteile des Bezirks Marzahn-Hellersdorf sind Biesdorf, Kaulsdorf und Mahlsdorf. Im Nordosten ist die Berliner Stadtgrenze zur brandenburgischen Gemeinde Hoppegarten (Gemeindeteil Waldesruh) auch die Grenze Köpenicks. Nun beginnt die Grenze zu Friedrichshagen in Richtung Südwesten, zunächst am Ostrand der Mittelheide bis zur S-Bahn-Strecke nach Erkner (nahe dem S-Bahnhof Hirschgarten), dann südlich entlang der Hirschgartenstraße. Der Grünfließer Gang, das Ostufer des Neuenhagener Mühlenfließes und das Südufer der Müggelspree (in östlicher Richtung etwa ab Salvador-Allende-Brücke) bestimmen den weiteren Grenzverlauf, bevor vom Spreetunnel bis zur Siedlung Müggelhort der Große Müggelsee durchquert wird. Direkt auf dem See beginnt die Grenze zu Rahnsdorf. Schließlich bildet der Siedlungsrand von Müggelheim in südwestlicher Richtung die Ortsteilgrenze Köpenicks. Zwischen Jagen 192 in Müggelheim und Jagen 401 im Stadtforst Köpenick wird dann wieder der Lange See erreicht.

## Übersicht der Straßen und Plätze
Die nachfolgende Tabelle gibt eine Übersicht über die vorhandenen Straßen und Plätze im Ortsteil sowie einige dazugehörige Informationen.
- Name/Lage: aktuelle Bezeichnung der Straße oder des Platzes. Über den Link Lage kann die Straße oder der Platz auf verschiedenen Kartendiensten angezeigt werden. Die Geoposition gibt die Lage der ungefähren Mitte der Straßenlänge an.
- Im amtlichen Straßenverzeichnis nicht aufgeführte Verkehrswege sind mit * gekennzeichnet.
- Ehemalige oder nicht mehr gültige Straßennamen sind kursiv gesetzt. Für bedeutende ehemalige Straßen oder historische Straßennamen ist gegebenenfalls eine gesonderte Liste vorhanden.
- Länge/Maße in Metern:
Die in der Übersicht enthaltenen Längenangaben sind  gerundete Übersichtswerte, die in Google Earth mit dem dortigen Maßstab ermittelt wurden. Sie dienen Vergleichszwecken und werden, sofern amtliche Werte bekannt sind, ausgetauscht und gesondert gekennzeichnet.
Bei Plätzen sind die Maße in der Form a × b für rechteckige Anlagen und für (ungefähr) dreieckige Anlagen als a × b × c mit a als längster Seite angegeben.
Sofern die Straße auch in benachbarte Ortsteile weiterführt, gibt der Zusatz ‚im Ortsteil‘ an, wie lang der Straßenabschnitt innerhalb des Ortsteils dieses Artikels ist.
- Namensherkunft: Ursprung oder Bezug des Namens.
- Anmerkungen: weitere Informationen über anliegende Baudenkmale oder Institutionen, die Geschichte der Straße und historische Bezeichnungen.
- Bild: Foto der Straße oder eines anliegenden Objektes.

| Name/Lage                            | Länge/ Maße (in Metern)                                                | Namensherkunft | Datum der Benennung                        | Anmerkungen | Bild |
| ------------------------------------ | ---------------------------------------------------------------------- | --- | ------------------------------------------ | --- | --- |
| Adlershofer Straße (Lage)            | 0410                                                                   | Adlershof, benachbarter Ortsteil | Anfang 19. Jh.                             | Die Straße liegt zwischen der Rudower und der Glienicker Straße in der Ortslage Köllnische Vorstadt. Sie soll in ihrem Verlauf um 1812 angelegt worden sein, sodass der Name auf der ehemals direkten Verbindung zwischen Köpenick und Adlershof beruht. Auf der östlichen Seite wurde sie mit Wohnhäusern bebaut; gegenüber erstreckt sich der Friedhof der Laurentius-Gemeinde. | Baudenkmal Adlershofer Straße 7 |
| Adolf-Heyden-Straße (Lage)           | 0190                                                                   | Adolf Heyden (1838–1902), Architekt | 29. Juni 2019                              | Die Straße liegt in der Wasserstadt Spindlersfeld und führt von der Carl-Spindler-Straße zur Ottomar-Geschke-Straße. | Berlin-Köpenick Adolf-Heyden-Straße |
| Ahornallee (Lage)                    | 0400                                                                   | Ahorn, Laubbaum | vor 1925                                   | Die Straße in der Ortslage Berlin-Spindlersfeld wurde nach dem Bebauungsplan um 1891 als Weg zum Spindlersfelder Erholungshaus angelegt, wobei sie aus den Teilen Straße 157 und Straße 158 bestand. Sie führt von der Daheimstraße in südöstliche Richtung und mündet in die Mentzelstraße. | Ahornallee |
| Alfred-Randt-Straße (Lage)           | 1030                                                                   | Alfred Randt (1899–1945), Widerstandskämpfer gegen das NS-Regime | 16. Sep. 1981                              | Sie schlängelt sich treppenförmig zwischen der Erwin-Bock-Straße (westlich) und dem Müggelschlösschenweg durch ein in den 1980ern neu errichtetes Wohngebiet. In ihrer Nähe befinden sich drei soziale Einrichtungen: die Berliner Stadtmission, die Kita ,Rappelkiste’ und das Diakoniewerk Bethel e.V. Der früher hier verlaufende Strandschloßweg wurde in die Trasse integriert. Im Jahr 2014 hat der Senat von Berlin auf der bisher unbebauten Seite dieser Straße aus bunten Wohncontainern ein Heim zur Unterbringung von 400 Flüchtlingen errichten lassen. | Alfred-Randt-Straße, Blickrichtung Nord |
| Allendeweg (*) (Lage)                | 0230                                                                   | Salvador Allende (1908–1973), chilenischer Präsident 1970–1973 | 16. März 1998                              | Der Weg geht beiderseits von der Wendenschloßstraße in Höhe der Hausnummer 45 ab. Im amtlichen Verzeichnis ist er nicht notiert, er umfasst zehn Hausnummern. Im Allendeweg 1 befindet sich die bezirkliche Geschäftsstelle der Partei Die Linke. | |
| Alte Kaulsdorfer Straße (Lage)       | 0220                                                                   | Kaulsdorf, nördlicher Nachbarort | 5. Mai 1961                                | Der Verkehrsweg ist Teil einer früheren Verbindungsstraße zwischen Köpenick und dem Dorf Kaulsdorf. Sie hieß bis 1961 durchgängig Kaulsdorfer Straße. Mit der Bebauung der Gegend wurde der südliche Straßenverlauf neu trassiert. Er endet jetzt an der Mahlsdorfer Straße statt an der Straße Am Bahndamm. Der ursprüngliche Verlauf zwischen Kaulsdorfer Straße und Am Bahndamm erhielt zur Unterscheidung den Zusatz „Alt“. | Alte Kaulsdorfer Straße |
| Alter Markt (Lage)                   | 0180                                                                   | Marktplatz von Köpenick | überliefert (17. Jh.)                      | Die Straße besteht aus zwei Teilen – einer bildet ein Verbindungsstück zwischen Lüdersstraße (Nord) und Landjägerstraße (Süd). Der andere läuft in West-Ost-Richtung vom Schüßlerplatz bis zu(m) Katzengraben. Die Wohnhäuser (Nummern 2, 4 und 7) stehen unter Denkmalschutz. Außerdem befindet sich hier die 1876/77 erbaute Volksschule, ein dreigeschossiger Klinkerverblendbau, der bis 1990 als Sprachheilschule genutzt wurde. Im 21. Jahrhundert dient das Gebäude als Stadtteilbibliothek. Es wird mit einem baulich angepassten querstehenden Neubau zu einem Lern- und Ausstellungskomplex (Mittelpunktsbibliothek) erweitert. Im historischen Schulgebäude wird die Bibliotheksverwaltung untergebracht. | Alter Markt anno 1999 |
| Altgrabauer Straße (Lage)            | 0200                                                                   | ,Altgrabau’ bzw. ,Alt Grabau’, Ort in Westpreußen, seit 1920 Grabowo Kościerskie, Ortsteil von Nowa Karczma in Polen | 7. Jan. 1928                               | Bei der Anlage des Straßensystems wurde sie Straße 5a genannt. Sie verläuft in Nord-Süd-Richtung von der Bahrendorfer Straße zur Bachwitzer Straße. | Altgrabauer Straße |
| Alt-Köpenick (Lage)                  | 0320                                                                   | Zentrum der Siedlungsgründung Köpenick | 31. Juli 1947                              | Der Straßenzug oder einzelne Abschnitte trugen seit der Anlage der Straße folgende Namen: Schloßstraße, Breite Straße, Marktplatz, Schloßplatz, Schloßstraße, Litzmanndamm, Litzmannplatz, Max-Betcke-Straße sowie Max-Betcke-Platz. Es ist die älteste Straße Köpenicks, sie verbindet den Schloßplatz (im Süden) mit der Lindenstraße (im Norden). An dieser Straße sind die ältesten Wohnhäuser des Ortes erhalten und unter Denkmalschutz gestellt sowie das Rathaus Köpenick und die St.-Laurentius-Stadtkirche. Die Straße verläuft parallel zur Dahme, vom Köpenicker Schloss bis zur Dammbrücke. | Alt-Köpenick 18, eines der denkmalgeschützten Häuser · Rathaus, Ansicht von Alt-Köpenick her |
| Am Amtsgraben (*) (Lage)             | 0360                                                                   | Amtsgraben, benachbartes Fließ | 16. März 1998                              | Der Weg geht von Am Berg nach Südosten ab, kreuzt den Allendeweg und Am Schlossberg. Dann macht er einen 90-Grad-Knick und führt nordwestwärts als Fußweg auf die Wendenschloßstraße. Er ist nicht im amtlichen Verzeichnis enthalten. | Klappbrücke über den Amtsgraben im Zuge von Am Amtsgraben |
| Am Bahndamm (Lage)                   | 0500                                                                   | Damm entlang der Bahnlinie | vor 1925                                   | Die Straße verläuft nördlich parallel zur Bahntrasse. Sie verbindet die Hämmerlingstraße (West) mit der Mahlsdorfer Straße (Ost). Westlich setzt sie sich als Schubertstraße und östlich als Stellingdamm fort. | Am Bahndamm, nahe dem Bahnhofs-Parkhaus |
| Am Bahnhof Wuhlheide (Lage)          | 0105 (im Ortsteil)                                                     | S-Bahnhof Wuhlheide | 23. Dez. 1983                              | Die Straße verläuft von der Rudolf-Rühl-Allee bis unterhalb der Ostkante der Straßenbrücke. Der weiterführende Abschnitt liegt in Oberschöneweide. Ein früherer Straßenname ist nicht bekannt. | Am Bahnhof Wuhlheide mit Blick zur Rudolf-Rühl-Allee-Brücke |
| Am Berg (Lage)                       | 0080                                                                   | am früheren „Schwefelberg“ gelegen | 16. März 1998                              | Die Straße geht beidseitig von der Wendenschloßstraße ab, ihr Nordwestbereich ist eine Sackgasse. Die Nitritfabrik AG, Chemische Fabrik hatte hier ab 1830 ihre Abfälle entsorgt die langsam zu einer Halde angewachsen waren. Die Zufahrtsstraße dorthin hieß zunächst Straße 10. In den 1960er Jahren entstand auf der Halde ein kleiner Park. Wegen ihres Ursprungs hieß die Anlage im Volksmund „Schwefelberg“. Im Jahr 2005 wurde die Halde abgetragen, der Name der Straße blieb. | |
| Am Ernst-Grube-Park (Lage)           | 0120                                                                   | benachbarter Park, benannt nach Ernst Grube (1890–1945), Politiker und Widerstandskämpfer gegen das NS-Regime | 1. Apr. 2009                               | Der Weg liegt am Nordrand des namensgebenden Parks zwischen Angersteinweg und Ernst-Grube-Straße. Er ist keine Kraftfahrstraße. | |
| Am Filmlager (Lage)                  | 0100                                                                   | Auf dem Gelände der historischen Filmfabrik der Glanzfilm AG | 11. Sep. 2012                              | Die Straße geht ostwärts von Am Krusenick ab und führt auf das frühere Gelände der Filmfabrik Glanzfilm AG, wo sowohl historische Gebäude restauriert als auch Neubauten errichtet worden sind. Sie werden als Geschäfts- und Wohnbauten genutzt. Auf der Fläche knickt der Verkehrsweg nach Süden ab. | |
| Am Generalshof (Lage)                | 0180                                                                   | anliegender früherer Gutshof; diente bis 1806 den Kommandanten des in Köpenick stationierten reitenden Feldjägerkorps (salopp Generäle genannt) als Wohnung | 21. Apr. 1932                              | Die Straße bestand seit dem 19. Jahrhundert als Alte Fürstenwalder Straße. Bei der Bebauung wurde die Straßenführung so verändert, dass ein Teil der früheren Straße verschwand und der Rest den Namen Am Generalshof erhielt. Am Generalshof 1a steht das evangelische Gemeindehaus, 1927/1928 nach Plänen von Otto Firle im Stil des Neuen Bauens errichtet. Am Generalshof geht von der Friedrichshagener Straße südwestwärts ab und ist eine Sackgasse. Die hier aufgestellte Skulptur Die Wäscherin von Hans-Peter Göttsche (Bild) erinnert an die Geschichte des Viertels. | Am Generalshof, von der Friedrichshagener Str. aus gesehen. am linken Bildrand steht das genannte Gemeindehaus · Skulptur von H.-P. Goettsche Die Wäscherin                                                                                              |
| Am Kietzer Feld (Lage)               | 0240                                                                   | ,Kietzer Feld’, Name eines historischen Flurstücks | 24. Juni 1960                              | Die Straße verläuft zwischen dem Ufer der Dahme und Grüne Trift in West-Ost-Richtung. Sie umfasst 24 Hausnummern und entstand erst mit der Errichtung eines neuen Wohngebiets. | |
| Am Krusenick (Lage)                  | 0390                                                                   | Halbinsel Krusenick, die von der Straße erschlossen wird | 16. März 1998                              | Die Straße geht exakt südwärts von der Friedrichshagener Straße ab und führt auf die Müggelspree zu. Auf ihrem Weg bildet sie zwei westliche Seitenarme, die an einen Fußweg anschließen. Im Südbereich verläuft sie als Einbahnstraßensystem bogenförmig und umschließt eine größere Fläche. Der Name Krusenick soll aus dem Slawischen kommen und „Birnenort“ (‚kruscha‘ oder ‚kruschka‘ = die Birne) bedeuten. Daraus wird geschlossen, dass früher hier Birnbäume wuchsen oder angepflanzt worden waren. | Am Krusenick, Nähe Katzengrabensteg |
| Am Kutscherhaus (Lage)               | 0150                                                                   | Das Kutscher- und Werkstatthaus der ehemaligen Großwäscherei W. Spindler ist eines der Gebäude der Wasserstadt Spindlersfeld. | 29. Juni 2019                              | Die Straße liegt in der Wasserstadt Spindlersfeld und führt von der Ernst-Grube-Straße zur Carl-Spindler-Straße. | |
| Am Maria-Jankowski-Park (Lage)       | 0110                                                                   | benachbarter Park, nach Maria Jankowski (1887–1946) benannt; Widerstandskämpferin gegen das NS-Regime | 23. Juli 2007                              | Die Straße geht von der Bahnhofstraße nordwestwärts als Stichstraße ab und tangiert die Grünanlage. Zu Ehren des 120. Geburtstags der Politikerin wurden die Straße D7 und der anliegende Park benannt. Auf einer Seite der Straße steht ein im Jahr 1954 fertiggestelltes Postgebäude (am rechten Bildrand; rosa; Adresse Bahnhofstraße 61/62). | Am Maria-Jankowski-Park |
| Am Marienhain (Lage)                 | 0160                                                                   | Grünfläche zwischen dem Dahme-Ufer und der Wendenschloßstraße ,Marien’ könnte auf die Prinzessin Marie verweisen, die auf dem Schloss Köpenick wohnte. | 1. Okt. 2009                               | Die vorherige Straße 241 wurde 2009 umbenannt. Die Fläche wurde im 19. Jahrhundert von dem Meiereibesitzer Carl Bolle erschlossen und landwirtschaftlich genutzt, wechselte später mehrfach die Eigentümer. Die Straße geht südlich vom Segewaldweg zum Marienhain ab. | Am Marienhain |
| Am Müggelsee (*) (Lage)              | 2170                                                                   | Großer Müggelsee | überliefert (17. Jh.)                      | Diese Promenade entlang des Westufers vom Müggelsee verläuft vom Müggelschlößchenweg (Nordwest) bis zur Straße am Müggelhort (Ost). Sie ist ein nicht amtlich ausgewiesener Wander- und Radfahrweg. | Restaurant Terrassen Am See/Rübezahl an der Seepromenade |
| Am Schloßberg (Lage)                 | 0120                                                                   | Gegensatz zum „Schwefelberg“ und in Anlehnung an das Schloss Köpenick | nach 1998                                  | Am Schloßberg ist eine Privatstraße südöstlich von der Wendenschloßstraße abgehend. Sie mündet auf die Straße Am Amtsgraben. | |
| Am Spielplatz (Lage)                 | 0210                                                                   | Spielplatz | um 1927                                    | Die Straße in West-Ost-Führung teilt sich etwa in der Mitte und umschließt einen größeren Spielplatz auf einer Grünfläche. Sie verläuft von der Fliederstraße zur Erlenstraße, jenseits setzt sie sich als Cedernstraße in östliche Richtung fort. | Am Spielplatz, Blickrichtung Ost |
| Am Stadtforst (Lage)                 | 090                                                                    | Berliner Stadtforst, angrenzendes Waldgebiet | 11. Mai 2015                               | Die Straße liegt in einem Neubaugebiet und zweigt vom Sommerwiesenweg ab. | Berlin-Köpenick Am Stadtforst |
| Am Werksgarten (Lage)                | 0100                                                                   | Auf dem Gelände der historischen Filmfabrik der Glanzfilm AG | 11. Sep. 2012                              | Die kurze Straße geht ostwärts von Am Krusenick ab und führt auf das frühere Gelände der Filmfabrik (Friedrichshagener Straße), wo sowohl historische Gebäude restauriert als auch Neubauten errichtet worden sind. Sie werden als Geschäfts- und Wohnbauten genutzt. Auf der Fläche knickt der Verkehrsweg nach Süden ab. | Am Werksgarten, von Am Krusenick aus gesehen |
| Am Wiesengraben (Lage)               | 0300                                                                   | Wiesengraben oder Kuhgraben, der das Gelände in den Langen See entwässert | 24. Juni 1960                              | Die kleine Straße geht nordnordwestwärts von Am Kietzer Feld ab und erschließt das Siedlungsgebiet. | |
| Am Wuhleufer (Lage)                  | 0730                                                                   | Wuhle, Nebenfluss der Spree | nach 2000                                  | Die Straße im Innovationspark Wuhlheide ist eine Privatstraße für Anlieger und verlängert die Hämmerlingstraße nach Norden bis zur Wuhlebrücke im Verlauf der Hoppendorfer Straße. Die Zufahrt zum Gelände ist nachts und am Wochenende gesperrt. | Am Wuhleufer |
| Ambacher Straße (Lage)               | 080                                                                    | ,Ambach’, Ort in der Provinz Posen, seit 1945 Kozia Góra, Ortsteil von Wyrzysk in Polen | 7. Jan. 1928                               | Bei der Anlage des Straßensystems hieß der Verkehrsweg Straße 3. Die Ambacher Straße zweigt von der Argenauer Straße südwärts ab und endet als Sackgasse. | Ambacher Straße |
| Amtsstraße (Lage)                    | 0240                                                                   | Standort des früheren Amtshauses, dem Verwaltungssitz der Köpenicker Herrschaft | vor 1812                                   | Die Amtsstraße geht von der nördlichen Fahrbahn der Müggelheimer Straße in Ostnordost-Richtung ab, quert die Landjägerstraße und endet an den Wiesen des Amtsgrabens (früher auch als Kietzgraben bezeichnet). | |
| An der Filmfabrik (Lage)             | 0300                                                                   | Auf dem Gelände der historischen Filmfabrik der Glanzfilm AG | 11. Sep. 2012                              | Die Straße verläuft von der Friedrichshagener Straße (Nord) bis Am Krusenick (Süd) und erschließt die Wohn- und Geschäftsbauten. Sie umfasst die Hausnummern 1–21. | An der Filmfabrik |
| An der Villa Bolle (Lage)            |                                                                        | benachbarte Villa von Carl Bolle (1832–1910), Unternehmer | 13. Mai 2022                               | Die Straße liegt im Wohnquartier Marienufer westlich der Wendenschlossstraße. | |
| An der Wuhlheide (Lage)              | 0240 (im Ortsteil)                                                     | Wuhlheide, benachbarte Waldfläche | 7. Jan. 1928                               | Der Hauptteil der Straße befindet sich in Oberschöneweide. Bei der Verbreiterung des östlichen Abschnitts kam ein Teil der nördlichen Fahrbahn von der Pyramidenbrücke und dem alten Verlauf der Köpenicker Allee (seit 2011: Rudolf-Rühl-Allee) mit den Grundstücken 263 und 265 (ungerade) vor dem Sportgelände der Alten Försterei zum Ortsteil. | |
| Anemonenstraße (Lage)                | 0580                                                                   | Anemone, Zierpflanze aus der Familie der Hahnenfußgewächse | um 1927                                    | Die Anemonenstraße verläuft zwischen der Salvador-Allende-Straße und der Birkenstraße kreissegmentförmig in Ost-Nordost-Richtung. Sie wurde zu Beginn der 1920er Jahre angelegt. | Anemonenstraße, Blickrichtung Ost |
| Angersteinweg (Lage)                 | 0130                                                                   | Eduard Angerstein (1830–1896), Pädagoge und erster Vorsitzender des Deutschen Turnlehrervereins | 5. Nov. 1942                               | Der Angersteinweg, ursprünglich als Straße 153 angelegt, verbindet den Eiselenweg über den Harnischweg bis zum Ernst-Grube-Park. Er verläuft in Nord-Süd-Richtung. | Angersteinweg |
| Annenallee (Lage)                    | 0340                                                                   | Anna Oetting, Grundbesitzerin und Tochter des Kommunalpolitikers Friedrich Oetting | vor 1893                                   | Die Annenallee läuft vom Cardinalplatz in Ost-Südost-Richtung über Joachimstraße, Hämmerlingstraße bis zur Bahnhofstraße. | Annenallee |
| Argenauer Straße (Lage)              | 0300                                                                   | ,Argenau’, Stadt in der Provinz Posen, seit 1945 Gniewkowo in Polen | 7. Jan. 1928                               | Die Straße im Nordwestbereich von Köpenick hieß zuerst (um 1923) Straße 4. Sie beginnt an der Kaulsdorfer Straße als Fortsetzung des Wongrowitzer Steigs in westliche Richtung. An der Einmündung der Görsdorfer Straße wendet sie sich nach Nordwest und setzt sich später nach Nordosten als Piepertswinkel fort. Von hier verbindet sie nach Westen eine Fußgängerbrücke über die Wuhle mit der Straße Am Wuhleufer. | Argenauer Straße |
| Aschenbrödelstraße (Lage)            | 0130                                                                   | Aschenbrödel, Grimmsches Märchen | 26. Juli 1927                              | Die Straße wurde nach ihrer Anlage zu Beginn des 20. Jahrhunderts Straße B I genannt. Sie verbindet die Mahlsdorfer Straße (Nordwest) mit der Rotkäppchenstraße (Südost) und setzt sich etwa 100 Meter südöstlich der Rotkäppchenstraße als Rautendeleinweg fort. | Aschenbrödelstraße |
| Asseburgpfad (Lage)                  | 0340                                                                   | Karl Otto Asseburg (1836–1915), Kaufmann und Fabrikant aus Cöpenick; veranlasste die Anlage des Luisenhains auf seinem der Stadt Köpenick vererbten Grundstück | 13. Juni 1936                              | Bei der Anlage des Straßensystems hieß der Asseburgpfad Straße 271. Er liegt in dem Siedlungsgebiet Kietzer Feld und verbindet die Köpenzeile (West) im leicht geschwungenen Verlauf mit dem Sandschurrepfad (Ost). | Asseburgpfad |
| Azaleenstraße (Lage)                 | 0780                                                                   | Azaleen, Zierpflanze der Gattung Rhododendron | 1. Juli 2008                               | Die Straße hieß bis zur Vergabe eines Eigennamens Straße 299. Sie liegt zwischen Salvador-Allende-Straße und Birkenstraße, über die sie nordwärts hinweg führt, bis fast an die Müggelspree. In diesem Bereich bildet sie drei Erschließungsäste und ein Karree um den Amtsteich. | Azaleenstraße, Blickrichtung Ost |
| Bachstraße (Lage)                    | 0160                                                                   | Bach (1685–1750), Komponist | um 1929                                    | Sie liegt zwischen Mozartstraße und Hämmerlingstraße im Nordwestbereich von Köpenick. | Bachstraße |
| Bachwitzer Straße (Lage)             | 0260                                                                   | ,Bachwitz’, Ort in der Provinz Posen, seit 1945 Łukowiec, Ortsteil von Sicienko in Polen | 7. Jan. 1928                               | Bei der Anlage des Straßensystems um 1923 hieß sie Straße 5. Die Bachwitzer Straße verbindet die Argenauer Straße (West) mit der Kaulsdorfer Straße (Ost) und liegt im Nordwesten von Köpenick. | Bachwitzer Straße |
| Bahnhofstraße (Lage)                 | 1040                                                                   | Bahnhof Köpenick | nach 1840                                  | Die Bahnhofstraße ist die Hauptstraße der Dammvorstadt und verbindet den Elcknerplatz am S-Bahnhof Köpenick mit der Lindenstraße. Sie wird in gesamter Länge von der Straßenbahn durchfahren. Aus recycelten Ziegelsteinen wurde 1948 ein erstes Nachkriegswohnhaus errichtet (Hausnummer 40, oberes Bild). Die Wohnhäuser auf der Ostseite der Straße entstanden fast alle um die Wende des 19./20. Jahrhunderts, zwei sind als Baudenkmal geschützt. Die westliche Straßenseite südlich der Seelenbinderstraße wurde in den 1920er Jahren bebaut; auch diese Gebäude sind überwiegend denkmalgeschützt. Direkt am Bahnhof wurde 1997 das Forum Köpenick eröffnet. | Erster Wohnneubau in der Bahnhofstraße nach dem ZWK · Blick in die Bahnhofstraße vom Elcknerplatz aus, rechts Forum Köpenick |
| Bahrendorfer Straße (Lage)           | 0410                                                                   | ,Bahrendorf’, Ort in Westpreußen, seit 1945 Niedźwiedź, Ortsteil von Dębowa Łąka in Polen | 7. Jan. 1928                               | Die Bahrendorfer Straße hieß bei ihrer Anlage um 1922 Straße 5b. Sie verläuft vom Norden (Hoppendorfer Straße) in zwei leicht ostwärts abknickenden Führungen nach Süden (Kaulsdorfer Straße). | Bahrendorfer Straße |
| Barbenweg (Lage)                     | 0400                                                                   | Barben, ein Vertreter der Karpfenfische | 24. Juni 1960                              | Der Barbenweg verbindet den Asseburgpfad mit der Dregerhoffstraße in Nordwest-Südost-Führung. Er befindet sich im Bereich Wendenschloss. | Barbenweg |
| Bellevuestraße (Lage)                | 0330                                                                   | „Bellevue“ = schöne Aussicht, bezieht sich auf einen ehemaligen Weinberg, den 1766 die auf Schloss Köpenick wohnende Prinzessin Henriette Marie ihrem Hofprediger de Saint Aubin schenkte, der sich ein Schlößchen erbauen ließ, das im Zweiten Weltkrieg zerstört und Anfang der 1950er Jahre abgerissen wurde. Der umgebende Bellevuepark reichte zum Zeitpunkt der Benennung im Osten bis zur Bellevuestraße. Der Westteil des Parkes existiert noch heute, der Ostteil wich in den 1920er Jahren einem Gewerbegebiet. | vor 1907                                   | Die Bellevuestraße ist ein kurzes Nord-Süd-Verbindungsstück zwischen Brandenburgplatz und der Kreuzung Fürstenwalder Damm / Salvador-Allende-Straße. Die Anlage erfolgte vermutlich in Zusammenhang mit dem Bau der 1906 eröffneten Straßenbahnlinie. Die Straße, ursprünglich etwa so lang wie heute, wurde in den 1920er Jahren in Richtung Süden zur Spree verlängert und war 1932 noch unbebaut. In den 1930er Jahren wurde die Weiterführung verändert und erfolgte jetzt um etwa 150 Meter in Richtung Osten in Richtung Friedrichshagen. Der Südteil zur Spree wurde daraufhin Verlängerte Bellevuestraße genannt, dort entstanden einige Bootshäuser, die später der Wohnbebauung wichen. Beide Verlängerungen wurden umbenannt: der Abschnitt in Richtung Osten ist seit 1958 in den Fürstenwalder Damm einbezogen, der in Richtung Süden gehört seit der Eröffnung der Salvador-Allende-Brücke 1981 zur Salvador-Allende-Straße. | Bellevuestraße, von der Wendenschloßbrücke gesehen |
| Bendigstraße (Lage)                  | 0280                                                                   | Adolf Bendig (1876–1943), Stadtrat in Köpenick bis 1933, Sozialdemokrat | 31. Juli 1947                              | Die Straße befindet sich im Siedlungsbereich Wendenschloss. Bei der Erschließung des Wohngebietes wurde sie Fontanestraße (bis 1937), danach Günther-Roß-Straße genannt. Die Bendigstraße verläuft in Nordwest-Südost-Richtung zwischen Lienhardweg und Logauweg. Entlang der Straße wurden kleinere Villen errichtet. Eine Villa in dieser Straße (Parzelle 11) wurde in den 1960er Jahren für die Verwaltung eines in Gründung befindlichen Instituts für elektronische Bauelemente genutzt. Deren Aufgabe war die Vorbereitung eines Großforschungszentrums Mikroelektronik, das mit dem Beschluss eines Parteitags 1970 aufgegeben wurde. Einige Bereiche dieses Instituts zogen dann nach Friedrichshain. Die Villa befindet sich inzwischen wieder in Privatbesitz und wurde im Jahr 2007 aufwendig restauriert (siehe unteres Bild). | Bendigstraße von Südosten gesehen · Bendigstraße 11 |
| Berlewitzweg (Lage)                  | 0720                                                                   | Jürgen Berlewitz (14./15. Jh.), Ratsreiter | 23. Nov. 1933                              | Der 1933 vergebene Name für einen Teil der Straße erinnert an eine wenig bekannte Person der Köpenicker Geschichte: Berlewitz hatte dem Besitzer der verpfändeten Burg und Stadt Köpenick, dem Burggrafen Friedrich VI. von Nürnberg, am 26. September 1413 die Nachricht überbracht, dass das Pfand nun ausgelöst wurde. Mit dem daraus folgenden Vertrag gelangte Köpenick in den Besitz der Hohenzollernschen Markgrafen. Die Straße im Siedlungsbereich Wendenschloss wurde nach ihrer Anlage um 1930 Hoher Weg nach seiner Lage genannt. Der Südabschnitt behielt diesen Namen noch bis 1961. Der Berlewitzweg verläuft von der Charlottenstraße zum Lossowweg, darüber hinaus bildet er eine Sackgasse. | Berlewitzweg |
| Biesdorfer Weg (Lage)                | 0190 (im Ortsteil)                                                     | Biesdorf, Richtung zum benachbarten Marzahn-Hellersdorfer Ortsteil | um 1929                                    | Der Weg verläuft zwischen der Hadubrandstraße im Ortsteil Biesdorf und Am Wuhleufer. Die Ortsteilgrenze wird zwischen Bismarcksfelder und Bischofstaler Straße überschritten. Der Biesdorfer Weg wurde 1969 von der Bischofstaler Straße südwärts verlängert, um über die Tiergartenstraße die Verbindung zwischen dem S-Bahnhof Wuhlheide und der Hoppendorfer Straße wiederherzustellen. Die Direktverbindung über die Straße 26 war durch den Bau der (inzwischen abgerissenen) Akademie für marxistisch-leninistische Organisationswissenschaft (AMLO) unterbrochen worden. Der Weg ist auf Köpenicker Gebiet unbebaut. | Biesdorfer Weg |
| Birkenstraße (Lage)                  | 0110                                                                   | Birken, weit verbreitete europäische Laubbäume | Dez. 1924                                  | Sie verläuft von der Azaleenstraße zur Dahlienstraße und liegt östlich des Allende-Viertels in der ehemaligen Kämmereiheide. Angelegt wurde die Birkenstraße vermutlich um 1920. | Flatow-Oberschule, Birkenstraße 11 |
| Birnbaumer Straße (Lage)             | 0490                                                                   | ,Birnbaum’, Stadt in der Provinz Posen, seit 1945 Międzychód in Polen | 28. Sep. 1935                              | Bei der Anlage des Straßensystems um 1910 erhielt der Verkehrsweg die Bezeichnung Beethovenstraße. Die Birnbaumer Straße beginnt im Nordwesten, läuft zunächst bis in Höhe der Schubertstraße. Dann wendet sie sich gen Osten, quert die Hämmerlingstraße und führt als Sackgasse bis an das Westufer der Wuhle. Von dort verläuft sie als Fußweg über eine Brücke der Wuhle, quert einen namenlosen Weg (die südliche Verlängerung der Görsdorfer Straße) bis zu einem neuen befahrbaren Abschnitt der Birnbaumer Straße. Sie überquert danach die Kaulsdorfer Straße und endet östlich an dem Knick der Hoernlestraße. | Birnbaumer Straße |
| Bischofstaler Straße (Lage)          | 0200 (im Ortsteil)                                                     | ,Bischofsthal’, bis 1892 und seit 1945 wieder polnisch Tuszkowo, Ortsteil der Gemeinde Sośno Ort im früheren westpreußischen Kreis Wirsitz, seit 1945 in Polen | 7. Jan. 1928                               | Die Straße, um 1922 als Straße 9 angelegt, geht westlich der Kaulsdorfer Straße ab und führt bis zum Wendehammer vor der Ortsteilgrenze am Ostufer der Wuhle. Sie setzt sich ohne Verbindung über die Wuhle mit den Grundstücken 20–26 im Bezirk Marzahn-Hellersdorf fort. Hier bildet der Westrand der Straße die Grenze bis zum Biesdorfer Weg. Ein am Ostufer der Wuhle entlangführender Fuß- und Radweg verbindet die Bischofstaler Straße mit der Hoppendorfer Straße in Nord-Süd-Richtung. | Bischofstaler Straße |
| Blütenweißweg (Lage)                 | 080                                                                    | Der Name nimmt Bezug auf die früher hier ansässige Großwäscherei. | 29. Juni 2019                              | Die Straße liegt in der Wasserstadt Spindlersfeld und zweigt von der Carl-Spindler-Straße ab. | |
| Bockmühlenweg (Lage)                 | 0150                                                                   | Bockmühle | 1. Okt. 2009                               | Der Weg entstand aus der Straße 234 und Straße 239. Er bildet ein „T“ und liegt zwischen Marienhütter Weg und (als Abzweig) Zum Dahmeufer. Der Bockmühlenweg befindet sich im Bereich westlich der Wendenschloßstraße. Das hier bis zur Dahme reichende Straßennetz erhielt anfangs ein Nummernsystem zwischen 230 und 241, das erst nach und nach durch Eigennamen ersetzt wird. | Bockmühlenweg |
| Borgmannstraße (Lage)                | 0300                                                                   | Gustav Borgmann (1838–1908), Bürgermeister von Köpenick 1871–1904 | 1908                                       | Die Borgmannstraße verbindet den Elcknerplatz (Nord) mit dem Mandrellaplatz (Süd). Sie verläuft östlich der Bahnhofstraße. Sie befindet sich in der Ortslage Dammvorstadt. Hervorhebenswert ist hier der Schulgebäudekomplex (Nummer 3 und Kiekebuschstraße 6), der 1902/1903 als 6. und 9. Gemeindeschule errichtet wurde. | Baudenkmal Borgmannstraße 2/3 |
| Böttcherstraße (Lage)                | 0090                                                                   | Böttcher, historische Bezeichnung für einen Holzgefäßhersteller | 17. Jh.                                    | Die Böttcherstraße in Köpenicks Altstadt erinnert an zwei der hier ansässig gewesenen Handwerker der Dienstherrensiedlung. Sie verläuft zwischen Rosenstraße (Nord) und Grünstraße (Süd), wobei sie für Kraftfahrzeuge nicht durchgängig ist. | Böttcherstraße, 1991 |
| Brandenburgplatz (Lage)              | 0060 × 70 (unregel- mäßig)                                             | Brandenburg an der Havel, Stadt | um 1900                                    | Der Brandenburgplatz bildet den nördlichen Bereich der Straßengabel Seelenbinderstraße, Bellevuestraße, Zur Güterbahn. Er ist als städtebaulicher Platz kaum wahrnehmbar, sein südwestlicher Teil wird von der Seelenbinderstraße durchschnitten, auf seinem nordöstlichen Teil liegen einige Gleisabschnitte der ehemaligen Güterbahn. Die zugehörige Grünanlage ist ungepflegt (Zustand August 2014). | Brandenburgplatz |
| Brassenpfad (Lage)                   | 0550                                                                   | Brassen, niederdeutsche Bezeichnung für die Fischart Bleie | 13. Juni 1936                              | Der Brassenpfad hieß bei seiner Anlage um 1900 Straße 63. Er befindet sich im Nordwestbereich der Siedlung Wendenschloss zum Müggelforst hin. Er verläuft vom Mayschweg bis Pritstabelstraße. Seine nördliche Fortsetzung ist die Grüne Trift. | Brassenpfad |
| Breite Gasse (Lage)                  | 0060                                                                   | Straßenbreite bei der Anlage | 18. Feb. 1927                              | Sie verläuft vom Ostufer der Dahme, Bucht Frauentog, bis Kietz. Inoffiziell wurde sie zuvor als Wassergasse bezeichnet, weil sie für die Feuerwehr als Zugang zum Wasser angelegt worden war. Für die Öffentlichkeit ist sie von 9 Uhr bis zum Einschalten der Straßenbeleuchtung zugänglich. | Breite Gasse, Sicht zum Kietz |
| Bukesweg (Lage)                      | 0350                                                                   | Michael Bukes, Mitglied einer seit dem 17. Jh. in Köpenick ansässigen Fischerfamilie | 13. Juni 1936                              | Der Bukesweg verbindet den Asseburgpfad (Nord) über die Dregerhoffstraße (Süd) hinweg mit einem unbezeichneten West-Ost-Fußweg. Südwärts setzt sich der Verkehrsweg ebenfalls weiter fort, ist aber nicht amtlich benannt. Um 1922 wurde er als Straße 7 angelegt. Der Name Bukes wird mit einem Köpenicker Bürger noch 1936 erwähnt: Alfred Bukes, Stadtinspektor. | Bukesweg |
| Cardinalplatz (Lage)                 | 0030 × 30                                                              | Georg Friedrich Cardinal von Widdern (1721–1804), Bürgermeister der Stadt Köpenick 1756–1785, auf dem St.-Laurentius-Friedhof begraben | 10. Okt. 1936                              | Der Platz im Nordbereich von Köpenick Richtung Wuhlheide wurde nach seiner Anlage Bismarckplatz nach dem deutschen Reichskanzler Otto von Bismarck genannt. Der Cardinalplatz bildet die nördliche Spitze am Zusammenstoß der Cardinalstraße (früher: Kurfürstenallee) mit der Annenallee. | Cardinalplatz |
| Cardinalstraße (Lage)                | 0260                                                                   | Georg Friedrich Cardinal von Widdern (1721–1804), Bürgermeister der Stadt Köpenick 1756–1785 | 10. Okt. 1936                              | Die Straße wurde zeitgleich mit dem Bismarckplatz um 1885 angelegt und als Kurfürstenallee nach Friedrich Wilhelm, Kurfürst des Heiligen Römischen Reiches bezeichnet. | Cardinalstraße |
| Carl-Spindler-Straße (Lage)          | 0210                                                                   | Carl Spindler (1841–1902), Unternehmer und Ehrenbürger von Köpenick | 29. Juni 2019                              | Die Straße liegt in der Wasserstadt Spindlersfeld. Sie führt zunächst von der Ernst-Grube-Straße Richtung Spree, knickt dann vor dem Spreeufer rechtwinklig ab und führt bis zum Ende des Eiselenwegs. | |
| Cedernstraße (Lage)                  | 0280                                                                   | Zedern (Cedrus), Pflanzengattung der Kieferngewächse | um 1926                                    | Die Cedernstraße, etwa 1920 angelegt, erschließt die Kämmereiheide. Sie verläuft im leichten Bogen von der Birkenstraße (Nordost) zur Erlenstraße (Südwest). | Cedernstraße, Blickrichtung Nordost |
| Charlottenstraße (Lage)              | 0580                                                                   | Prinzessin Charlotte von Preußen (1798–1860), später als Alexandra Fjodorowna Kaiserin von Russland | vor 1893                                   | Die Charlottenstraße ist eine reine West-Ost-Straße, die als Verlängerung der Gartenstraße bis Grüne Trift führt. Sie befindet sich in der Villenkolonie Wendenschloss Nord. Direkt am Ufer, unter der Parzellennummer 1 hat sich der Arthur Becker Club Drachenbootsportverein eingerichtet. | |
| Claus-Dieter-Sprink-Weg              | 0100 Länge ist geschätzt; im Okt. 2015 wird an dem Weg noch gearbeitet | Claus-Dieter Sprink (1954–2006), langjähriger Leiter des Köpenicker Heimatmuseums | 27. Nov. 2014                              | Der neu bezeichnete Fußweg führt vom Alten Markt hinter der Mittelpunktsbibliothek entlang und bildet die Fortsetzung des Katzengrabens. Mit der Namensvergabe ehrt das Bezirksamt Treptow-Köpenick die Verdienste von Sprink bei der Pflege des historisch-kulturellen Erbes im Fusionsbezirk Treptow-Köpenick. | Claus-Dieter-Sprink-Weg |
| Daheimstraße (Lage)                  | 0150                                                                   | Privatvilla „Daheim“ in der Ortslage Spindlersfeld | 13. Juni 1936                              | Zuerst, um 1922 war sie die Straße C. Im Jahr 1937 wurde die Straße D mit einbezogen. Ursprünglich verlief sie (1937) zwischen Gloriastraße und Anschlussgleis. Drei Wohnhäuser, benannt nach ihren Eigentümern, waren zu dieser Zeit errichtet. Daraus kann geschlossen werden, dass später das südliche Stück ausgegliedert wurde. Die Daheimstraße ist eine Sackgasse und ein kleiner nordwärts führender Zipfel der Ahornallee. | Daheimstraße |
| Dahlienstraße (Lage)                 | 0270                                                                   | Dahlien, Pflanzengattung Korbblütler, Herbstblume | um 1926                                    | Die Dahlienstraße, etwa 1920 angelegt, verbindet die Birkenstraße über die Schmale Gasse mit der Heimgartenstraße im Bereich Kämmereiheide. | Dahlienstraße, Blickrichtung Nord |
| Dammheidestraße (Lage)               | 0300                                                                   | Dammheide, Forstgebiet zwischen Köpenick und Kaulsdorf | 13. Juli 1934                              | Die Straße entstand durch Umbenennung der Eschenstraße und ihre Zusammenführung mit einem Abschnitt der Eichenallee (jetzt Pflanzgartenstraße), die beide um 1913 angelegt wurden. Sie befindet sich in der Ortslage Uhlenhorst und verläuft in West-Ost-Richtung von der Filehner Straße zur Pflanzgartenstraße. | Dammheidestraße |
| Däumlingsweg (Lage)                  | 0220                                                                   | Däumling, Grimmsches Märchen | 18. Feb. 1927                              | Der Weg, anfangs als Straße H bezeichnet, verbindet die Genovevastraße in Nord-Süd-Richtung mit der Straße Mittelheide. Er ist unbefestigt, nur einseitig bebaut und auf seiner Westseite liegt der Köpenicker Forst. | Däumlingsweg |
| Dornröschenstraße (Lage)             | 0780                                                                   | Dornröschen, Grimmsches Märchen | 6. Juli 1927                               | Die Dornröschenstraße verläuft im leichten Bogen zwischen Mahlsdorfer Straße und Genovevastraße im Märchenviertel. Sie wurde als Straße C um 1920 angelegt. Diese Straße ist Teil einer berlinweiten Baumpflanzaktion, die bis 2017 insgesamt 10.000 neue Bäume im Stadtraum vorsieht. Die Finanzierung erfolgt über Spenden und aus Landesmitteln. Ab dem 19. November 2012 wurden entlang der Dornröschenstraße 198 junge Straßenbäume gepflanzt. | Dornröschenstraße |
| Dorotheenstraße (Lage)               | 0300                                                                   | Dorothea, Kurfürstin von Brandenburg, Gattin des Kurfürsten Friedrich Wilhelm | 1886                                       | Die Dorotheenstraße verbindet die Wendenschloßstraße (West) mit dem Müggelheimer Damm. Jedoch ist das östliche Endstück nur ein Fußweg. Die Wohnbebauung erfolgte um 1850 herum, die Häuser Nummer 3 und 4 stammen aus dieser Zeit. | Dorotheenstraße |
| Dregerhoffstraße (Lage)              | 1270                                                                   | Dregerhoff, alteingesessene Fischerfamilie aus Köpenick. Ein Vertreter soll 1773 Schöffe in Köpenick gewesen sein. | 23. Nov. 1933                              | Die Dregerhoffstraße im östlichen Siedlungsbereich Kietzer Feld gelegen, verläuft zwischen Wendenschloßstraße (West) und Sandschurrepfad (Ost). Ein kleines Stück führt sie noch weiter nach Osten. Das Straßensystem entstand um 1930. | Dregerhoffstraße |
| Druschiner Straße (Lage)             | 0350 (im Ortsteil)                                                     | ,Druschin’, Stadt in Westpreußen, seit 1945 Drużyny, Ortsteil von Bobrowo in Polen | 16. Aug. 1928                              | Die Straße liegt zwischen der Egersfelder Allee und der Ortsteilgrenze am Graben zur Wuhle. Sie wurde zwischen 1910 und 1920 trassiert und zuerst Straße 18 genannt. Ein Teil befindet sich in Kaulsdorf-Süd. Nördlich der Straße liegt die Dammheide, die Südseite (bebaute Grundstücke 24–52) gehört zu Köpenick. | Druschiner Straße |
| Egersfelder Allee (Lage)             | 0530                                                                   | ,Egersfeld’, Ort in Oberschlesien, seit 1920 Kamien, Ortsteil von Rybnik in Polen | 7. Jan. 1928                               | Die Egersfelder Allee wurde als Straße 25 um 1920 angelegt. Sie reicht von der Hohenkircher Allee (West) mit einer Unterbrechung kurz vor der Kreuzung mit der Kaulsdorfer Straße bis zur Druschiner Straße (Nordost). | Egersfelder Allee |
| Eiselenweg (Lage)                    | 0230                                                                   | Ernst Wilhelm Bernhard Eiselen (1792–1846), Turn- und Fechtlehrer in Berlin | 5. Nov. 1942                               | Der Eiselenweg, angelegt als Straße 155, befindet sich im Nordbereich der Ortslage Spindlersfeld. Er verläuft in West-Ost-Richtung ab dem Angersteinweg über die Ernst-Grube-Straße hinaus. An seinem östlichen Ende führt ein Fußweg direkt an das westliche Dahme-Ufer, der Teil einer namenlosen Grünanlage ist. | Eiselenweg |
| Eitelsdorfer Straße (Lage)           | 0610                                                                   | Eitelsdorf, Ort in der Provinz Posen, seit 1945 Nowawieś Pałucka, Ortsteil von Gąsawa in Polen | 17. Mai 1930                               | Bis zu ihrer Benennung hieß sie Straße D30. Die Eitelsdorfer Straße im Bereich Uhlenhorst verbindet die Semliner Straße mit der Mahlsdorfer Straße in etwa West-Ost-Führung. Die östliche Fortsetzung des Straßenzuges ist die Rautendeleinstraße. | Eitelsdorfer Straße |
| Ekhofplatz (Lage)                    | 0060 (rund)                                                            | Konrad Ekhof (1720–1778), Schauspieler, wegen seines realistischen Darstellungsstils „Vater der deutschen Schauspielkunst“ genannt | 15. März 1939                              | Der Ekhofplatz, um 1892 im Südbereich der Villenkolonie Wendenschloß als Schillerplatz angelegt, bildet einen Kreisverkehr an der Kreuzung der Ekhofstraße (West-Ost) und Ostendorfstraße (Nord-Süd). Die gleichnamige Straße setzt sich quer über den Platz als Fußweg fort. | |
| Ekhofstraße (Lage)                   | 0410                                                                   | Konrad Ekhof (1720–1778), Schauspieler, wegen seines realistischen Darstellungsstils „Vater der deutschen Schauspielkunst“ genannt | 15. März 1939                              | Die Ekhofstraße, um 1892 im Südbereich der Villenkolonie Wendenschloß als Schillerstraße angelegt, verläuft in West-Ost-Richtung von der Niebergallstraße bis zum Slevogtweg. Sie wird durch den gleichnamigen Platz unterbrochen. In Höhe des Slevogtwegs geht sie als Feldweg im anschließenden Landschaftsschutzgebiet weiter (siehe Bild). | |
| Elcknerplatz (Lage)                  | 0120 × 110 × 40 (dreieckig)                                            | Johann Friedrich Wilhelm Elckner (1746–1812), Kartograf, Mechanikus der Königlich-Preußischen Akademie der Wissenschaften, erstellte 1815 das Feldkataster der Gemarkung Cöpenick. | 25. Juli 1935                              | Der Platz wurde nach 1870 aus einem Teilstück der Straße zum Güterbahnhof angelegt. Der Elcknerplatz ist der südliche Vorplatz des S-Bahnhofs Köpenick. Er liegt zwischen Bahnhof- und Borgmannstraße und setzt sich östlich etwa 100 Meter als Sackgasse fort. Die eigentliche Platzfläche ist sehr gering, sodass der Charakter als städtebaulicher Platz kaum wahrgenommen wird. | Elcknerplatz |
| Elseneck (Lage)                      | 0090                                                                   | Kleinsiedlung ,Elsengrund’, die hier zu Beginn der 1920er Jahre von einer gemeinnützigen Siedlungsgesellschaft errichtet wurde. | 9. Nov. 1926                               | Das Elseneck ist eine kurze nordwärts vom Waldburgweg abgehende Stichstraße im Bereich Mittelheide. | Elseneck |
| Erlenstraße (Lage)                   | 0370                                                                   | Erlen, europäische Laubbäume, die Feuchtigkeit lieben | um 1926                                    | Die Erlenstraße, um 1920 angelegt, verbindet den Müggelschlößchenweg mit der Anemonenstraße in Süd-Nordführung. Der Südabschnitt bis zur Heimgartenstraße wurde erst nach 1927 hinzugefügt. Ein kurzes Nordstück ist eine Sackgasse, die sich als namenloser Fußweg im anschließenden Waldgebiet fortsetzt. | Erlenstraße, Sicht Richtung Nord ab Müggelschlößchenweg |
| Ernst-Grube-Straße (Lage)            | 0780                                                                   | Ernst Grube (1890–1945), Tischler und Opfer des NS-Regimes | 4. Mai 1962                                | Der Verkehrsweg entstand in der Siedlung Spindlersfeld in den 1930er Jahren und erhielt am 13. Juni 1936 die Bezeichnung Spindlersfelder Straße. Die Ernst-Grube-Straße verläuft vom Eiselenweg (Nord) mit einigen Verschwenkungen bis zur Ottomar-Geschke-Straße kurz vor deren Kreuzung mit der Oberspreestraße. An ihr liegt der S-Bahnhof Spindlersfeld. Südlich des Ernst-Grube-Parks gibt es einen westwärts führenden Erschließungsast. Zwischen der Ernst-Grube-, der Oberspreestraße und der Ottomar-Geschke-Straße gibt es eine weitläufige vom Grünflächenamt gepflegte aber namenlose Parkanlage. (unteres Bild) | Gebäude der Spindler-Werke in der Ernst-Grube-Straße · Park zw. Ernst-Grube- und O.-Geschke-Str. mit einer Bronzeskulptur Familie |
| Erpetaler Weg (Lage)                 | 0170                                                                   | Erpetal, ein Tal der Erpe, das als Namensgeber für die Kleingartenanlage ,Erpetaler Weg’ diente | um 1944                                    | Der Weg mit den Grundstücken 1–14 liegt in der Mittelheide und führt im Ortsteil als Waldweg über den ehemaligen Schießplatz Mittelheide nach Süden. Er grenzt im Norden an Hoppegarten, erschlossen ist er durch die Zufahrt über Mahlsdorf-Süd. Der ehemalige Gestellweg ist am wahrscheinlichsten nach der KGA ,Erpetal’, die während des Zweiten Weltkriegs als Behelfsheimsiedlung für Ausgebombte entstand. | Bild gesucht BW |
| Erwin-Bock-Straße (Lage)             | 0540                                                                   | Erwin Bock (1908–1939), Klempner und Opfer des Nationalsozialismus | 19. Sep. 1981                              | Die Erwin-Bock-Straße wurde bei der Erweiterung des Salvador-Allende-Viertels angelegt. Sie geht südwärts vom Müggelschlößchenweg ab und erreicht nach einem leichten Schwenk südwestwärts den Müggelheimer Damm. | Erwin-Bock-Straße, Sicht Richtung Nord ab Strandschloßweg |
| Essenplatz (Lage)                    | 0040 × 40 (trapezförmig)                                               | Paul von Essen (1886–1933), Schlosser und Opfer des Nationalsozialismus | 31. Juli 1947                              | Der Platz besteht im Wesentlichen aus dem Kreuzungsbereich Schmausstraße (von Norden), Waldburgweg (von Osten) und Stellingdamm (von Westen). Bei der Errichtung der Kleinhaussiedlung Elsengrund (um 1920) bildete die damals Dahlwitzer Platz genannte Anlage das Zentrum. In der NS-Zeit wurde er in Gleuelplatz nach Ronald Gleuel umbenannt, einem Mitglied des SA-Sturms aus Köpenick. An der Seite des Platzes, in einer kleinen Grünanlage, steht ein Gedenkstein für die hier mit Straßennamen geehrten Opfer der Köpenicker Blutwoche. | Essenplatz · Essenplatz, Gedenkstein |
| Falkendamm (Lage)                    | 0250                                                                   | Flurname Falkenhain, sicherlich abgeleitet von hier beobachteten Falken | 10. Okt. 1936                              | Der Verkehrsweg wurde im 19. Jahrhundert angelegt und zunächst Falkendammer Straße genannt. Der Falkendamm liegt im Bereich Wendenschloß Süd und verbindet die Bendigstraße mit dem Straßenzug Hirtengarten. Er führt darüber hinaus noch als Stichstraße ostwärts. Von hier geht ein Fußweg durch den Forst bis zur Straße Neue Wiesen. | Falkendamm |
| Färberstraße (Lage)                  | 0460                                                                   | Färber, Handwerker, der Textilien dauerhaft färbt | nach 1887                                  | Die Färberstraße verläuft vom Mentzelpark westsüdwestwärts bis zur Oberspreestraße. Der Straßenname nimmt Bezug auf den Seidenfärbermeister und Wäschereiunternehmer Carl Spindler, der die Ortslage Spindlersfeld gegründet hatte. In dieser Straße und der parallel angelegten Mentzelstraße befindet sich die frühere Werksiedlung für die Spindlerschen Fabriken. Sie gilt als erste Berliner Arbeitersiedlung. In der Färberstraße 17/19 wurde 1887 ein Musterhaus für den „Centralverein für das Wohl der arbeitenden Klassen“ als dreigeschossiger Klinkerverblendbau mit sparsamer Gliederung errichtet. Ein etwas aufwändigerer Bau ist die Villa (Färberstraße 26), die um 1890 in historisierenden Formen entstand (unteres Bild). | Färberstraße · Färberstraße 26 |
| Fehleweg (Lage)                      | 0060                                                                   | Barthel Fehle, Fischer in Köpenick (17. Jh.) | 23. Nov. 1933                              | Der Fehleweg ist eine vom Finkeldeweg ostwärts abgehende Erschließungsstraße (Sackgasse) in der Villenkolonie Wendenschloß. | Fehleweg |
| Feldblumenweg (Lage)                 | 0390                                                                   | Feldblumen, Sammelbezeichnung für wild wachsende Blumen, die zuvor zahlreich auf dem Kietzer Feld beobachtet wurden | 24. Juni 1960                              | Der Weg wurde als Straße 287 angelegt. Er geht zunächst ostwärts von Grüne Trift ab und liegt damit im Bereich Kietzer Feld. Nach etwa 80 Metern knickt er nach Süden ab und führt bis über den Lienhardweg hinaus, der in der Villenkolonie Wendenschloß liegt. Um 2014 entstehen auf der Ostseite des Weges neue Wohnhäuser, die als ,Villenkolonie Feldblume’ vermarktet werden. | Feldblumenweg |
| Filehner Straße (Lage)               | 0640                                                                   | ,Filehne’, Stadt in der Provinz Posen, seit 1945 Wieleń in Polen | 9. Juni 1933                               | Die Filehner Straße beginnt an der Gehsener Straße und läuft dann in Nordost-Richtung bis zur Dammheidestraße. An der Gehsener Straße bildet sie einen südwestwärts verlaufenden Erschließungsast. Bei der Anlage des Verkehrswegs wurde er Straße D11 genannt. | Filehner Straße |
| Finkeldeweg (Lage)                   | 1040                                                                   | Finkelde, auch Finkeldey; Fischerfamilie in Köpenick (16. Jh.) | 23. Nov. 1933                              | Der Finkeldeweg beginnt nördlich des Kürißwegs und verläuft dann fast geradlinig südwärts bis zur Dregerhoffstraße. Er erschließt den Mittelabschnitt der Villenkolonie Wendenschloß. | Finkeldeweg |
| Flansweg (Lage)                      | 0380                                                                   | Georg von Flanß, auch von Flans, (16. Jh.), Schlosshauptmann zu Köpenick | 23. Nov. 1933                              | Der Weg wurde bei seiner Anlage Straße F genannt. Bei der Vergabe des Eigennamens wurde auch die vorherige Straße 264 einbezogen. Der Flansweg, im Südbereich vom Kietzer Feld gelegen, verbindet den Riebekeweg mit dem Brassenpfad. | Flansweg |
| Flemmingstraße (Lage)                | 0390                                                                   | Clara Mathilde Adelheid von Flemming (1832–1907), Besitzerin eines Gutshofs in Köpenick, der 1871 an Carl Spindler verkauft wurde. Ihr Gutshaus blieb noch bis 1929 stehen. | um 1900                                    | Die Flemmingstraße, die sich zuerst ohne Doppel-m schrieb, liegt in der Ortslage Spindlersfeld. Sie verläuft vom Südwestufer der Dahme geradlinig westsüdwestwärts bis zur Oberspreestraße. An dieser Einmündung befindet sich die Stadtteilbibliothek. Gegenüber der Einmündung der abknickenden Gutenbergstraße gibt es einen Fuß- und Radweg, der zur Mentzelstraße verbindet. | Flemmingstraße |
| Fliederstraße (Lage)                 | 0360                                                                   | Flieder, Zierstrauch | um 1926                                    | Die Straße entstand um 1920 im Bereich Kämmereiheide. Sie verbindet die Azaleenstraße (Nord) mit dem Müggelschlößchenweg (Süd). Die Verkürzung ab Azaleenstraße und die Verbindung zum Müggelschlößchenweg entstanden erst nach der amtlichen Namensvergabe, denn im Adressbuch von 1927 ist ihr Verlauf zwischen Forst und Heimgartenstraße angegeben. | Fliederstraße, Blickrichtung Nord |
| Frau-Holle-Straße (Lage)             | 0220                                                                   | Frau Holle, Grimmsches Märchen | 26. Juli 1927                              | Bei der Anlage des Straßensystems um 1920 hieß sie Straße J. Sie verbindet die Uhlenhorster Straße (West) mit der Sterntalerstraße (Ost). | Frau-Holle-Straße |
| Freiheit (Lage)                      | 0230                                                                   | Befreiung von Steuern und vom Militärdienst für die hier zu Beginn des 18. Jh. angesiedelten Hugenotten. | um 1765                                    | Die Straße entstand durch Uferaufschüttung an der damaligen Alten Wassergasse am Buschgraben (später Katzengraben) um 1705. In ursprünglicher Schreibweise hieß sie Kurfürstliche Freyheit, bald darauf nur noch Freyheit. Hier wurden zunächst acht Wohnhäuser für französische Wollweber gebaut. Später entstanden gesonderte Gebäude für die Woll-Manufakturen, von denen zwei erhalten und denkmalgeschützt sind (Hausnummern 12 und 12a/b). Das Haus Freiheit 1/2 wurde 1875 nach Plänen der Architekten Albert Eveking und Joseph Schewe für die (erste) Köpenicker Bank errichtet. Das Pfarrhaus für die evangelisch-reformierte Schloßkirchengemeinde trägt die Hausnummer 14. Weitere Baudenkmale sind die Nummer 15, eine Schule, sowie Nummer 16, das ehemalige Amtsgericht. Freiheit liegt im Nordbereich der Köpenicker Altstadt und verbindet Alt-Köpenick in West-Ost-Führung mit der Straße Katzengraben. An der Parzelle Nummer 8, später neu bebaut, stand bis 1938 eine Synagoge, die in der berüchtigten Pogromnacht zerstört wurde (oberes Bild: Gedenktafel). | Freiheit Nummer 8: Gedenktafel für die 1938 zerstörte Synagoge |
| Friedenstraße (Lage)                 | 150                                                                    | soll sich auf die ruhige und friedliche Lage der Straße beziehen | Dez. 1919                                  | Die Friedenstraße beginnt etwa 50 Meter westlich der Hämmerlingstraße, kreuzt diese und endet vor der Bahnstrecke Berlin–Frankfurt (Oder). Bei der Trassierung dieses Nordbereichs von Köpenick verlief die Friedenstraße lediglich zwischen der Biesdorfer Straße (spätere Hämmerlingstraße) und der Bahnstrecke. Im Jahr 1940 wurde sie westwärts um zwei Grundstücke bis zur „Gemarkung Wuhlheide“ verlängert. | Friedenstraße |
| Friedrichshagener Straße (Lage)      | 1500 +540 (Nordschleife)                                               | Friedrichshagen, östlicher Nachbarort | um 1920                                    | Die Straße wurde um 1893 auf einem Teilstück eines historischen Postwegs angelegt und wegen der Richtung Friedrichshagener Chaussee, zeitweilig auch Friedrichshagener Damm genannt. Sie verbindet die Bahnhofstraße (West) mit der Salvador-Allende-Straße (Ost). Etwa in der Mitte bildet die Friedrichshagener Straße eine Ausstülpung nordwärts östlich des Bellevueparks für einen Gewerbekomplex, der nach 1990 hier errichtet wurde. Erwähnenswert ist unter der Hausnummer 6 ein denkmalgeschützter Kalkofen der Baufirma Paul Selchow. Des Weiteren sind die Fabrikgebäude des Betriebs VEB Fotochemische Werke (Nummer 9; hervorgegangen aus der in den 1920er Jahren gegründeten Vereinigten Glanzfilm AG) und des Kabelwerks Köpenick (Nummer 11; das frühere Hauptwerk der in den 1910er Jahren gegründeten Vogel AG) erhalten. Fast der gesamte Denkmalskomplex ist von Geerbefirmen belegt, besonders hervorhebenswert ist das Stadttheater Köpenick. An die Nordseite der Friedrichshagener Straße grenzt schließlich der Bellevuepark, der anstelle des früheren Weinbergs angelegt wurde. Auf der dem Wasser zugewandten Straßenseite haben sich etliche Wassersportvereine angesiedelt, auch die Musikschule „Joseph Schmidt“ ist hier zu finden. | Baudenkmal Friedrichshagener Straße 9–12; Filmfabrik · Friedrichshagener Str.9 |
| Fürstenwalder Damm (Lage)            | 0150 (im Ortsteil)                                                     | Fürstenwalde, Zielrichtung der Straße | 21. Apr. 1932                              | Frühere Namen im 19. Jahrhundert waren Cöpenicker Straße und Fürstenwalder Chaussee sowie Berliner Straße und Straße 50. Der Fürstenwalder Damm beginnt östlich am Straßenzug Bellevuestraße/Salvador-Allende-Straße. Nur die Grundstücke 237 und 257a–g gehören zu Köpenick, für die die Straße einen nordwärtigen Arm bildet. Sein Köpenicker Teil wird vom Neuenhagener Mühlenfließ unterflossen. Der Damm schließt den Verkehr von Friedrichshagen vierspurig an die Bellevue-/Salvador-Allende-Straße und den Gegenverkehr zweispurig in einer durch die Trasse der Straßenbahnlinien 60 und 61 getrennten südlichen Fahrbahn an. | Fürstenwalder Damm |
| Funkelgang (Lage)                    | 0440                                                                   | Christian Funkel, 1652 Schulze auf dem Kietz. Funkel war einer der wenigen Überlebenden im Cöpenicker Kietz nach dem Dreißigjährigen Krieg | 13. Juni 1936                              | Der Funkelgang erhielt bei seiner Anlage in den 1920er Jahren die Bezeichnung Straße 54. Er verläuft zwischen Asseburgpfad und über die Dregerhoffstraße hinweg bis zu einem namenlosen Fußweg entlang des Waldgebietes. Die Bezeichnung „Gang“ lässt auf einen Fußweg schließen, was hier jedoch nicht zutrifft. | Funkelgang |
| Futranplatz (Lage)                   | 0100 × 60                                                              | Alexander Futran (1877–1920), Ingenieur und Kommunalpolitiker (USPD) in Berlin, beim Kapp-Putsch durch ein Freikorps ermordet. | 31. Juli 1947                              | Der Platz liegt zwischen Freiheit, Lüdersstraße und Am Katzengraben, die postalische Adresse ist das Gebäude Nummer 1 am Südrand des Platzes. Die südliche Platzbegrenzung heißt ebenfalls Futranplatz. Der Stadtplatz ist eine Rasenfläche mit Spielplatz und mit Bäumen und Büschen umstanden. Nach seiner Fertigstellung 1894 hieß er Friedrich-Wilhelm-Platz. Der dort aufgestellte Gedenkstein wurde 1947 auf Futran umgewidmet (Foto). Am 25. September 2013 enthüllte der Köpenicker Bürgermeister Oliver Igel mit dem Künstler Ben Wargin hier eine neue Granitplatte zu Ehren des Politikers Futran. Sie trägt die Inschrift „1933–1938–1945 Zerstörte Vielfalt“. | Gesamtansicht des Futranplatzes mit Kinderspielplatz · Gedenkstein Alexander Futran |
| Gartenstraße (Lage)                  | 0670                                                                   | eingezäuntes Gelände, das die Bewohner zum Schutz gegen durchziehende Viehherden hinter ihren Wohnhäusern angelegt hatten | 19. Jh.                                    | Die Gartenstraße in der Ortslage Kietz verläuft erst westsüdwestwärts von der Müggelheimer Straße, vereinigt sich nach rund 260 Metern mit dem Südzipfel der Straße Kietz. Ab hier wendet sie sich erst südwärts, dann führt sie im leichten Bogen südostwärts am Ostufer der Dahme entlang bis zur Charlottenstraße. Bei ihrer Entstehung nach 1750 wurde sie Hinter dem Gehege genannt. Auf der Ostseite der Straße siedelten sich frühzeitig Bootsbauunternehmen und Wassersportvereine an. An der Parzelle Nummer 25/25a wird 1922 eine Badeanstalt angegeben. Die Wohnbauten aus der zweiten Hälfte des 19. Jahrhunderts (Nummern 11, 22, 23, 31 und 33) waren bis in die 1990er Jahre Baudenkmale. Die Hausnummernzählung wurde in späteren Jahren verändert, sodass die früheren historischen Gebäude (Nr. 25) nunmehr die Nummern 42–48 sind. Hier befindet sich ein Kommunikations- und Ausbildungszentrum mit Jugendhilfeverein, Gaststätte Krokodil, die seit 1897 betriebene Freibadeanstalt mit schönem Sandstrand sowie das Hostel Am Flussbad in einem dreigeschossigen Backsteinbau. Außerdem sind in der Gartenstraße Wohnhäuser aus verschiedenen Bauperioden erhalten, teilweise auch saniert, die wegen zu vieler baulicher Änderungen nicht unter Denkmalschutz stehen. Hervorhebenswert sind die Hausnummern 57, 61, 63 (siehe unteres Bild), 67, 69 und 71. | Gartenstraße |
| Gehsener Straße (Lage)               | 0810                                                                   | ,Gehsen’, Ort in Ostpreußen, seit 1945 Jeże, Ortsteil von Pisz in Polen | 19. März 1938                              | Die Gehsener Straße verläuft zwischen der Kaulsdorfer Straße und der Mahlsdorfer Straße in Nordwest-Südost-Richtung. Der weiterführende Straßenabschnitt heißt Mittelheide. Der Straßenname wurde vergeben in Erinnerung an ein Infanterieregiment, das Anfang des 20. Jahrhunderts in Köpenick stationiert war und im Ersten Weltkrieg 1915 bei dem Ort Gehsen ein erstes Gefecht bestanden hatte. Am Haus Gehsener Straße 103 befand sich an der Straßenfront zur Mahlsdorfer Straße von 1938 bis 1945 ein Relief, das auf das Gefecht verwies. Die Gehsener Straße ist beiderseits mit zusammenhängenden einheitlich gestalteten dreigeschossigen Wohntrakten bebaut, die aus der Zeit der Anlage der Straße stammen und fast genau in der Mitte platzähnlich zurückgesetzt sind. Hier führt die Filehner Straße im Südbereich der Gehsener Straße durch einen Wohnblock hindurch. Am Zusammentreffen von Kaulsdorfer Straße, Alte Kaulsdorfer und Gehsener Straße befindet sich ein kleiner dreieckiger mit Bäumen bestandener namenloser Platz (unteres Bild). | Gehsener Straße · Gehsener Straße / namenloser Platz |
| Gelnitzstraße (Lage)                 | 0270                                                                   | Michael Gelnitz (17. Jh.), 1614 als einer der Bürgermeister von Cöpenick genannt | 4. Dez. 1930                               | Die Gelnitzstraße verläuft im leichten Südostbogen zwischen der Thürnagelstraße und der Seelenbinderstraße. Sie wurde in den 1920er Jahren in der Dammvorstadt angelegt und um 1928 als Straße 201 bezeichnet. | Gelnitzstraße |
| Genovevastraße (Lage)                | 0720                                                                   | Genoveva von Brabant, frühmittelalterliche Sagengestalt | 26. Juli 1927                              | Bei der Anlage des Straßensystems erhielt sie die Bezeichnung Straße AII. Die Genovevastraße, im Märchenviertel gelegen, führt von der Mahlsdorfer Straße in Verlängerung von Unter den Birken südostwärts zum Däumlingsweg entlang der Mittelheide. Nordöstlich tangiert sie die Kleingartenanlage (KGA) ,Im alten Wolfsgarten‘. | Genovevastraße |
| Gladiolenstraße (Lage)               | 0300                                                                   | Gladiolen, farbenreiche Zwiebelpflanzen der Familie Schwertliliengewächse | vor 1927                                   | Diese Straße wurde um 1920 im Bereich Kämmereiheide angelegt. Sie verbindet geradlinig von Nord nach Süd die Azaleenstraße mit der Heimgartenstraße. | Gladiolenstraße, Blickrichtung Süd |
| Glasberger Straße (Lage)             | 0550                                                                   | ,Glasberg’, Dorf in der Provinz Posen, seit 1945 Głażewo, Ortsteil von Międzychód in Polen | 7. Jan. 1928                               | Die Glasberger Straße, in den 1920er Jahren als Straße D angelegt, beginnt am Südrand der Dammheide (Nord) und läuft dann südwärts bis zum Wongrowitzer Steig. | Glasberger Straße |
| Glienicker Straße (Lage)             | 0900                                                                   | Glienicke, Richtung zum benachbarten Ortsteil | vor 1920                                   | Die Glienicker Straße in der Köllnischen Vorstadt ist ein wichtiger Verkehrsweg zwischen der Grünauer Straße (Nordost) und der Spindlersfelder Straße (Südwest). Sie endet an der Ortsteilgrenze zu Adlershof und setzt sich als Glienicker Weg fort. Entlang der Straße war um 1750 die Wohnkolonie Grünerlinde angelegt worden, deren erste Bauten nicht mehr existieren. Die an ihrer Stelle in der zweiten Hälfte des 19. Jahrhunderts entstandenen Wohnhäuser waren ein- oder zweigeschossig und bereits architektonisch gestaltet. | Glienicker Straße |
| Gloriastraße (Lage)                  | 0250                                                                   | Gloria, spezielles Seidengewebe, das aus Seidenfäden und Kammgarn gewebt wird | 13. Juni 1936                              | Die Gloriastraße, um 1926 wurde sie Straße A angelegt, befindet sich in der Ortslage Spindlersfeld. Sie geht von der Ernst-Grube-Straße nordwestwärts ab. Nach der Verzweigung mit dem Spinnpfad wird sie zur Sackgasse. Die Namensgebung der Straße nimmt einen Begriff aus dem hier angesiedelten Spindlerschen Unternehmen auf. | Gloriastraße |
| Görsdorfer Straße (Lage)             | 0170                                                                   | Görsdorf, Ortsteil der Gemeinde Dahmetal in Brandenburg | 7. Jan. 1928                               | Die Görsdorfer Straße verbindet die Argenauer Straße südwärts mit der Straße Zum Wuhleblick. Entsprechend dem Bebauungsplan wurde sie zu Beginn der 1920er Jahre als Straße 2 angelegt. | Görsdorfer Straße |
| Grünauer Straße (Lage)               | 1840                                                                   | Grünau, Richtung zum Nachbar-Ortsteil | vor 1920                                   | Der Verkehrsweg im Bereich Köllnische Vorstadt verläuft vom Köllnischen Platz/Rudower Straße entlang des Westufers der Dahme bis zur Grünauer Brücke über den Teltowkanal. Hier haben sich anfangs wegen der Wassernähe zahlreiche Wäschereibetriebe angesiedelt. Am 8. März 1935 kam die Südverlängerung bis zur Grenze nach Grünau zur Grünauer Straße hinzu. Die meisten Wohnhäuser befinden sich im Nordwestbereich und entstanden in der zweiten Hälfte des 19. Jahrhunderts. Sie sind weitestgehend erhalten und stehen unter Denkmalschutz. | Grünauer Straße |
| Grüne Trift (Lage)                   | 2130                                                                   | Trift, Bezeichnung für den Weg, auf dem Hausvieh getrieben wurde | 1700                                       | Die Straße verläuft auf dem Kietzer Feld und liegt zwischen Müggelheimer Damm und Lienhardweg. Auf der Grünen Trift wurde das Vieh der Köpenicker Ackerbürger auf die vor dem Stadtforst liegenden Weideplätze getrieben. In den 1930er Jahren bezeichnete man den Verkehrsweg auch als Siedlung an der grünen Trift. Die Wohnhäuser waren zu dieser Zeit noch nach ihren Eigentümern benannt. Im südöstlichen Bereich befindet sich seit 2006 die Bildungseinrichtung Evangelische Schule Köpenick – Gymnasium. | |
| Grüne Trift am Walde (Lage)          | 1170                                                                   | Grüne Trift, Bezeichnung für den Weg, auf dem Hausvieh getrieben wurde | überliefert (18. Jh.)                      | Die Straße liegt zwischen Mayschweg und Pritstabelstraße und geht über letztere als Sackgasse weiter. Auf der Grünen Trift wurde das Vieh der Köpenicker Ackerbürger auf die vor der Vorderheide liegenden Weideplätze getrieben. Die östliche Seite der Straße ist nicht mit Wohnhäusern bebaut, sondern grenzt an Wald, der Teil eines Naturschutzparks ist. | Grüne Trift am Walde |
| Grünfließer Gang (Lage)              | 0290 (im Ortsteil)                                                     | ,Grünfließ‘, Ort in Ostpreußen, seit 1945 Napiwoda, Ortsteil von Nidzica in Polen | 10. Apr. 1931                              | Dieser Weg, zuerst Fußweg 303, liegt zwischen Hirschgartenstraße und Jastrower Weg in Friedrichshagen. Nur die auf der westlichen beziehungsweise südlichen Straßenseite vorhandenen Grundstücke 1–25 gehören zu Köpenick. | Grünfließer Gang, von der Hirschgartenstraße aus gesehen |
| Grünstraße (Lage)                    | 0160                                                                   | Grün, üppige Bepflanzung zwischen Fischerdorf und Schloss | überliefert (18. Jh.)                      | Die Grünstraße ist nach der Schloßstraße (Alt-Köpenick) die zweitälteste Straße Köpenicks und erhielt vermutlich im 17. Jahrhundert ihre erste Pflasterung. Mehrere Wohnhäuser (Nummern 4, 5, 6, 9, 10, 16, 21, 22, 23, 24) sind gelistete Baudenkmale. Noch bis zur Mitte des 20. Jahrhunderts reichten die Seitenflügel der Häuser mit kleinen Gärten und Lauben bis zum Frauentog. Mit der Umgestaltung der Umfahrung Köpenick und der Verbreiterung der südlichen Straße am Schloßplatz verlor sie den historischen Charakter. Bis zum Jahr 2000 fuhr hier die Straßenbahn in Richtung Osten (oberes Foto von 1990). – Die Straße verläuft zwischen Schloßplatz und Kietzer Straße. Zwischen zwei Häusern in dieser Straße befindet sich eine Brachfläche, die 2017 bebaut werden soll. Als Zwischennutzung unterstützte das Bezirksamt das Projekt Kunst und Architektur an diesem Ort: zwischen den Hausgiebeln war ein Metallkletterseil gespannt, das im Dezember 2016 abgebaut und verschrottet wurde. | Grünstraße(1976): Ecke Kietzer Straße mit Straßenbahnverkehr · Grünstraße Ecke Böttcherstraße |
| Güldenauer Weg (Lage)                | 0980                                                                   | ,Güldenau’, Ort in der Provinz Posen, seit 1945 Połajewo in Polen | vor 1927                                   | Der Güldenauer Weg verbindet die Straße im Walde (Nordost) mit der Gehsener Straße (Südwest). Mit der neuen Namensgebung 1933 wurden die Amselstraße (bis zur Kleinschewskystraße) und die Straße D 14 (bis zur Gehsener Straße) zusammengeführt. | Güldenauer Weg |
| Gutenbergstraße (Lage)               | 0390                                                                   | Johannes Gutenberg, Erfinder des Buchdrucks | um 1900                                    | Die Gutenbergstraße erschließt den Nordostbereich der Köllnischen Vorstadt. Sie geht von der Flemmingstraße zunächst ostwärts ab, dann wendet sie sich südwärts und endet an der Oberspreestraße am Köllnischen Platz. Der Straßenname wurde vom Besitzer einer Zeitungsdruckerei, der das Flemmingsche Grundstück gekauft hatte, mit ausgewählt. | Gutenbergstraße: neue Wohnblocks, 1957 |
| Hämmerlingstraße (Lage)              | 1460                                                                   | Bruno Hämmerling (1886–1944), Arbeiter in Köpenick und Opfer des Nationalsozialismus, wohnte in dieser Straße | 24. Apr. 1948                              | Sie war eine frühere Verbindung zum Dorf Biesdorf (18. Jh.) und trug deshalb bis 1948 die Bezeichnung Biesdorfer Straße. Die Hämmerlingstraße ist die Fortsetzung der Straße Am Wuhleufer. Hier am nördlichen Ende kreuzt als Querstraße die Verlängerte Hämmerlingstraße. Die Hämmerlingstraße führt im Westbereich der Ortslage Dammfeld südwärts, unterquert die S-Bahnlinie nach Erkner und endet an der Annenallee in der Dammvorstadt. Renovierte Miethäuser an der Kreuzung Schubertstraße / Schmale Straße tragen den Hinweis auf den 1908 gegründeten Beamten-Wohnungs-Verein zu Köpenick, der wohl hier mit der Bebauung begonnen hatte (unteres Bild). | Hämmerlingstraße · Hämmerlingstr. mit Hinweis auf das Wohnungsunternehmen von 1908 |
| Harnischweg (Lage)                   | 0140                                                                   | Christian Harnisch (1787–1864), Theologe und Lehrer; erwarb besondere Anerkennung bei der Entwicklung des Volksschulwesens | 5. Nov. 1942                               | Der Harnischweg, in den 1920er Jahren als Straße 154 angelegt, ist eine kurze West-Ost-Straße in der Ortslage Spindlersfeld. Er verbindet den Angersteinweg mit der Ernst-Grube-Straße. | Harnischweg |
| Heidekrugstraße (Lage)               | 0400                                                                   | Historische Ausflugsgaststätte „Heidekrug“, an der Grenze zwischen Köpenick und Mahlsdorf gelegen | 5. Juli 1922                               | Die Heidekrugstraße, um 1900 als Straße D angelegt, beginnt nördlich an der Mittelheide als Verlängerung der Sterntalerstraße und führt dann südwärts bis zum Waldburgweg. Die Straße befindet sich in der Ortslage Elsengrund. | Heidekrugstraße |
| Heimgartenstraße (Lage)              | 0560                                                                   | Heimgarten, veraltete Bezeichnung für kleine Gärten, die zur Selbstversorgung der Stadtbewohner angelegt werden | vor 1930                                   | Die Heimgartenstraße bildet den südlichen Rand der Ortslage Kämmereiheide. Sie verläuft nördlich parallel des Müggelschlößchenwegs zwischen Gladiolenstraße und Dahlienstraße. | Heimgartenstraße, Blickrichtung Ost |
| Helmut-Rupprecht-Straße (Lage)       |                                                                        | Helmut Rupprecht (1908–1990), Botaniker, Direktor des Instituts für Zierpflanzenbau Berlin-Köpenick | 13. Mai 2022                               | Die Straße liegt im Wohnquartier Marienufer westlich der Wendenschlossstraße. | |
| Henriette-Lustig-Straße (Lage)       | 0300                                                                   | Henriette Lustig (1808–1888), Gründerin einer Wäscherei in Köpenick | 29. Juni 2019                              | Die Straße liegt in der Wasserstadt Spindlersfeld und führt von der Ahornallee bis zur Spree. | Berlin-Köpenick Henriette-Lustig-Straße |
| Hirschgartenstraße (Lage)            | 0130 (im Ortsteil)                                                     | Hirschgarten, anliegendes Waldstück | um 1913                                    | Die Hirschgartenstraße bildet am östlichen Ende der Seelenbinderstraße eine Querstraße. Die Grundstücke 2–14 (gerade) sowie die Straße liegen im Ortsteil. Die Ortsteilgrenze verläuft am Ostrand der Straße, die Grundstücke 5–11 (ungerade) gehören zu Friedrichshagen. | Hirschgartenstraße |
| Hirtengarten (Lage)                  | 0130                                                                   | vermutlich nach Unterkünften für die Hirten der Köpenicker Viehhalter | vor 1930                                   | Hirtengarten ist eine vom Falkendamm nordwärts abgehende kurze Stichstraße. | NAME=Hirtengarten |
| Hirtestraße (Lage)                   | 0380                                                                   | Albert Hirte, Bankier, Bauherr und Gründer der ,Kolonie Hirschgarten‘ (1870) | um 1920                                    | Die Hirtestraße verläuft im leichten Südostbogen zwischen Mahlsdorfer Straße und Stellingdamm in der Ortslage Elsengrund. Hier befindet sich die Wendeschleife der Straßenbahnlinie 68 (unteres Bild). | Hirtestraße · Hirtestraße, Straßenbahn |
| Hoernlestraße (Lage)                 | 0520                                                                   | Edwin Hoernle (1883–1952), Politiker und Schriftsteller | 5. Mai 1961                                | Die Straße, angelegt als Straße D12, liegt im Bereich Dammfeld und erschließt das zu Beginn der 1960er Jahre entstandene Neubauviertel. Sie verläuft von der Kaulsdorfer Straße zur Mahlsdorfer Straße in Südostrichtung. | Hoernlestraße |
| Hohenkircher Allee (Lage)            | 0180                                                                   | ,Hohenkirch’, Ort in Westpreußen, seit 1920 Książki in Polen | 7. Jan. 1928                               | Die Allee, angelegt als Straße 6, verbindet das Straßendreieck Bahrendorfer Straße / Egersfelder Allee / Hohenkircher Allee im Norden mit Piepertswinkel (Süd). | Bild gesucht BW |
| Hoppendorfer Straße (Lage)           | 0730                                                                   | ,Hoppendorf’, Ort in Westpreußen, seit 1945 Hopowo, Ortsteil von Somonino in Polen | 16. Aug. 1928                              | Der Verkehrsweg beginnt an der Druschiner Straße und führt südwestwärts über die Kaulsdorfer Straße und die Hoppendorfer Brücke über die Wuhle hinweg bis zum Biesdorfer Weg. Bis 1969 endete er an der Brücke und setzte sich als Straße 26 fort, die zum S-Bahnhof Wuhlheide führte. | Hoppendorfer Straße |
| Hugo-Wolf-Steig (Lage)               | 0130                                                                   | Hugo Wolf (1860–1903), österreichisch-slowenischer Komponist | 15. März 1939                              | Der Steig ist eine von der Wendenschloßstraße im Südbereich bis zur Dahme führende Erschließungsstraße. Bei der Anlage des Straßensystems in der Villenkolonie Wendenschloß um 1893 hieß er Dahmeweg nach dem Fluss. | Hugo-Wolf-Steig |
| Igelsteig (Lage)                     | 0150                                                                   | Igel, Kleinsäugetiere; vermutlich wegen der ländlichen Lage, die für Igel gute Lebensbedingungen bietet | 5. Mai 1961                                | Der Igelsteig ist eine Privatstraße in der Ortslage Kietzer Feld zur Erschließung des Wohngebietes. Er geht von der Straße Am Kietzer Feld nordwärts ab. | Igelsteig |
| Jägerstraße (Lage)                   | 0090                                                                   | der Name bezieht sich entweder auf (a) die in Köpenick stationiert gewesene Kompanie Feldjäger oder die Straße benennt (b) den Weg, den diese zum Amthaus benutzten | überliefert (18. Jh.)                      | Die Jägerstraße verbindet die Kietzer Straße mit Alter Markt in Nordost-Richtung. Hier stehen mehrere historische Gebäude unter Denkmalschutz (Nummern 1/2, 4, 5). | Baudenkmal Jägerstraße 3 |
| Janitzkystraße (Lage)                | 0510                                                                   | Erich Janitzky (1900–1933), Maschinenbauer und Kommunist, Opfer der Köpenicker Blutwoche | 31. Juli 1947                              | Die vorherigen Namen des Verkehrsweges waren Ravensteiner Straße (um 1920; nach dem Örtchen Ravenstein, bis 1933) und Kleinstraße (nach Franz Klein, einem Anhänger des Nationalsozialismus). Die Straße verläuft im leichten Bogen von der Hirtestraße (West) zur Schmausstraße in der Nähe des Essenplatzes (Ost). Entlang dieser Straße ist eine zweietagige Wohnbebauung in gleich gestalteten Vierfamilienhäusern zu verzeichnen, wie im Foto zu sehen. | Janitzkystraße |
| Jeanne-Baret-Straße (Lage)           |                                                                        | Jeanne Baret (1740–1807), französische Botanikerin | 13. Mai 2022                               | Die Straße liegt im Wohnquartier Marienufer westlich der Wendenschlossstraße. | |
| Joachimstraße (Lage)                 | 0270                                                                   | Joachim Oetting, Grundbesitzer in Köpenick und Sohn des Köpenicker Kommunalpolitikers und Kaufmanns Friedrich Wilhelm Oetting | vor 1893                                   | Die Joachimstraße verbindet die Lindenstraße (Südwest) mit der Annenallee (Nordost). | Joachimstraße |
| Judisgasse (Lage)                    | 0070                                                                   | W. Judis, Wäschereibesitzer | vor 1929                                   | Die Gasse diente der Wäscherei W. Judis als Zugang zum Wasser. Sie ist die westwärtige Verlängerung der Luisenstraße, von der Gabel Kietz/Gartenstraße abgehend Richtung Dahme/Frauentog. | |
| Karlstraße (Lage)                    | 0500                                                                   | Karl, Prinz von Preußen (1801–1883), ein Sohn des preußischen Königs Friedrich Wilhelm III. und der Königin Luise | 1877                                       | Die Karlstraße läuft im leichten Nordostbogen von der Charlottenstraße bis über die Landjägerstraße hinweg. Zur Wendenschloßstraße hin bildet sie einen Ast, wo sich eine Polizeiwache befindet. | Karlstraße |
| Katzengraben (Lage)                  | 0210                                                                   | Katzengraben, ein künstlich angelegter Wasserlauf vom Südufer der Spree im Bereich Altstadt | 10. Mai 1951                               | Die Straße verläuft entlang des Grabens, der zur Entwässerung der Kietzer Wiesen ausgehoben worden war. Dadurch entstand außerdem die Baumgarteninsel. Vom nördlichen Ende dieser Straße gibt es seit 2001 eine Fußgängerbrücke zur anderen Seite der Spree: den Katzengrabensteg. Er führt zur Halbinsel Krusenick und der gleichnamigen Straße. Die begleitende Straße bestand ursprünglich aus der Wilhelmstraße (ab dem 18. Jh.) und Am Katzengraben (ab 1927). Sie wurden bei der Neubenennung zusammengefasst. | Baudenkmal |
| Kaulsdorfer Straße (Lage)            | 1970 (im Ortsteil)                                                     | Kaulsdorf, nördlicher Nachbarort | Mitte 19. Jh.                              | Die Straße liegt zwischen Mahlsdorfer Straße (nahe am S-Bahnhof Köpenick) und der Ortsteilgrenze zu Kaulsdorf rund 70 Meter nördlich der Bischofstaler Straße. Sie setzt sich dort unter gleichem Namen fort. | Kaulsdorfer Straße |
| Kaumanns Gasse (Lage)                | 0070                                                                   | Kaumann, Fischerfamilie (17. Jh.) | 18. Feb. 1927                              | Die Straße geht westlich von Kietz ab. Die kurze schmale Gasse (eine ursprünglich zu Feuerlöschzwecken angelegte Wassergasse) bildet zwischen den Grundstücken Kietz 25 und 26 einen Durchgang zum Frauentog. Obwohl im amtlichen Straßenverzeichnis noch als Straße ausgewiesen, ist sie öffentlich nicht jederzeit zugänglich. Die aus Stralau eingewanderte Fischerfamilie Kaumann war seit 1670 auf dem Kietz (Fischersiedlung, bis 1898 selbstständige Dorfgemeinde) ansässig. | Kaumanns Gasse, Sicht zur Uferbank |
| Kiekebuschstraße (Lage)              | 0110                                                                   | Albert Kiekebusch (1870–1935), Lehrer in Köpenick 1890–1901 und Naturforscher | 24. Jan. 1938                              | Der Verkehrsweg wurde bei seiner Anlage um 1890 Kaiser-Friedrich-Straße genannt. Die dann in Kiekebuschstraße umbenannte Straße trug kurzzeitig (1945–1947) den Namen des Kommunisten Albert Beyer, wurde jedoch amtlich nicht bestätigt. Sie verbindet die Parrisiusstraße in Nord-Süd-Richtung mit der Seelenbinderstraße. Auf dem Grundstück Nummer 6 steht das Baudenkmal der ehemaligen 6. und 9. Gemeindeschule (linke Seite, Backsteingebäude). | Kiekebuschstraße |
| Kienappelweg (Lage)                  | 0300                                                                   | Kienappel, Berlinisch für die Zapfen einer Kiefer | 2. Nov. 2005                               | Der Weg geht vom Müggelheimer Damm südwärts bis zu Grüne Trift am Walde. Seine Trasse nutzt einen früheren Forstweg. | Kienappelweg |
| Kietz (Lage)                         | 0270                                                                   | Kietz, zur Burg gehörende Dienstsiedlung | überliefert (18. Jh.)                      | Der slawische Kietz wurde erstmals 1355 urkundlich erwähnt und blieb Jahrhunderte ein Fischerdorf. Erst 1898 wurde er nach Köpenick eingemeindet. Hier sind viele restaurierte Fischerhäuser (eingeschossige Putzbauten mit Satteldächern) zwischen im späten 19. Jahrhundert errichteten Gründerzeitgebäuden erhalten. Gelistete Baudenkmale sind die Nummern 8, 10–21, 22b und 22c, 27. Die Häuser Nummern 4, 6, 18, 20, 23–25 und 28 stehen ebenfalls im Denkmalschutz, sind jedoch nicht mehr im ursprünglichen Zustand. | Kietz, 1982 · Ansicht der Straße Kietz von der Wasserseite, über die Havelbucht Frauentog, 1999 |
| Kietzer Straße (Lage)                | 0180                                                                   | Kietz, zur Burg gehörende Dienstsiedlung | vor 1922                                   | Die Kietzer Straße geht von der Rosenstraße südwärts als Sackgasse ab. Nördlich führt sie als Kirchstraße in die Altstadt. Im Jahr 1922 war sie noch mit der Müggelheimer Straße verbunden. | Baudenkmal Kietzer Straße 6 |
| Kinzerallee (Lage)                   | 0280                                                                   | Hugo Kinzer (1874–1929), Stadtbaumeister in Köpenick, Architekt, Kommunalpolitiker | 27. März 1939                              | Der Verkehrsweg hieß nach seiner Anlage um 1909 zunächst Stubenrauchstraße nach Ernst von Stubenrauch. Die Kinzerallee verläuft in West-Ost-Richtung. Sie geht beidseitig von der Bahnhofstraße ab und verbindet die Hämmerlingstraße mit der Puchanstraße. | Kinzerallee Ecke Bahnhofstraße |
| Kirchstraße (Lage)                   | 0180                                                                   | St.-Laurentius-Stadtkirche | 1290                                       | Sie verläuft von Alt-Köpenick (Nordwest) südostwärts bis zur Rosenstraße. | Kirchstraße 4 (Baudenkmal) |
| Kleingartenstraße (Lage)             | 0160                                                                   | Kleingarten, bezieht sich auf die hier angelegte Kleingartensiedlung | nach 1930                                  | Sie liegt in der Ortslage Kämmereiheide und verbindet die Cedernstraße (Nordwest) mit der Dahlienstraße (Südost). Kurzzeitig wurde auch ein Platz so benannt. | Kleingartenstraße, Blickrichtung Südost |
| Kleinschewskystraße (Lage)           | 1010                                                                   | Hermann Kleinschewsky, Metallwarenfabrikant („Kochapparate und Petroleum Heizöfen“) und Grundbesitzer in Köpenick, der sein Land parzellieren ließ und zur Bebauung verkaufte | um 1920                                    | Sie bildet eine West-Ost-Verbindung zwischen Kaulsdorfer und Mahlsdorfer Straße in der Ortslage Dammfeld. | Kleinschewskystraße |
| Klepschweg (Lage)                    | 0130                                                                   | Klepsch, alteingesessene Bauernfamilie aus Köpenick | 23. Nov. 1933                              | Der Klepschweg ist ein Querweg der Grünen Trift in deren nördlichem Drittel. Er wurde um 1930 als Straße H angelegt. Im Jahr 1866 wird im Berliner Adressbuch ein C. Klepsch ausgewiesen als „Gewächshändler“, und eine Witwe G. C. Klepsch mit einer „Bollen-, Gurken- und Saamenhandlung“. Im östlichen Zweig dieses Weges sind im 21. Jahrhundert zwei Schulgebäude sowie eine Turnhalle zu finden. | Klepschweg, westwärts (Sackgasse) · Klepschweg, ostwärts, mit Schulgebäude |
| Klingenburger Straße (Lage)          | 0140                                                                   | ,Klingenburg’, Ort in der Provinz Posen, seit 1919, wie vor 1906, Pławce, Ortsteil von Środa Wielkopolska in Polen | 7. Jan. 1928                               | Der Verkehrsweg wurde als Straße 7 um 1920 angelegt. Sie verbindet Piepertswinkel in West-Ost-Führung mit der Hohenkircher Allee und befindet sich in der Ortslage Dammfeld. | Bild gesucht BW |
| Köllnischer Platz (Lage)             | 0100 × 60                                                              | Cölln, vermutlich wegen der Richtung nach einer der beiden Ursprungsorte von Berlin | 1908                                       | Der Platz in Köllnischen Vorstadt gelegen, wird von der Langen Brücke, der Oberspreestraße und der Rudower Straße begrenzt. Nach Süden geht die Grünauer Straße ab, nordwärts führt die Gutenbergstraße zum Spree-Eck. Ein Teil des Platzes hieß zuvor Rüdnischer Markt. Der übrige Teil schrieb sich wie damals üblich mit „C“, also Cöllnischer Platz. Der eher dreieckige Platz dient als Parkplatz, am Häuserblock auf seiner Westseite verweist eine Bronzetafel auf das Architektenkollektiv für die Bebauung des Platzes und umliegender Straßen, das 1986 den „Architekturpreis der Hauptstadt der DDR“ erhielt. | Köllnischer Platz |
| Köpenicker Straße (Lage)             | 0720 (im Ortsteil)                                                     | Straße von Biesdorf nach Köpenick | vor 1838                                   | Die Köpenicker Straße liegt zwischen der Rudolf-Rühl-Allee (nahe dem S-Bahnhof Wuhlheide) und der Ortsteilgrenze zu Biesdorf. Sie führt nordwärts bis zur Straße Alt-Biesdorf weiter und grenzt im Ortsteil mit der Parzellennummer 325 an den Innovationspark Wuhlheide. | Köpenicker Straße |
| Köpenzeile (Lage)                    | 1520                                                                   | Köpen beziehungsweise Köppen, alteingesessene Familie in Köpenick; Martin Köpen (1607) und Jacob Köpen (1644) waren Schulzen auf dem Kietz | 13. Juni 1936                              | Die Köpenzeile liegt im Bereich Nachtheide. Sie verläuft vom Mayschweg (Nordwest) unter anderem über Dregerhoffstraße, danach leicht südwärts verschwenkt, bis auf den Feldblumenweg. Sie wurde anlässlich ihrer Benennung 1936 aus der Straße 62 und Straße 286 zusammengefasst. Bemerkenswerte Bauten sind drei zu verschiedenen Zeiten errichtete Gebäude, seit den 1990er Jahren als ,Freie Montessori-Schule’ zusammengefasst. Dieser Baukomplex (Köpenzeile 125) wurde zwischen 2010 und 2014 mit Mitteln aus dem Europäischen Fonds für regionale Entwicklung saniert: Dach, Fenster, Fassaden, Heizungs- und Lüftungssystem. Der dazugehörige Schultypenbau aus DDR-Zeiten heißt bei den Anwohnern auch „Bleistiftschule“, weil die zur Straße gerichtete Giebelwand mit Riesen-Buntstiften bemalt ist. | Schulkomplex der Montessori-Stiftung |
| Kürißweg (Lage)                      | 0090                                                                   | Martin Küriß (17. Jh.), Fischer in Köpenick | 23. Nov. 1933                              | Der Kürißweg in der Stadtrandsiedlung Kietzer Feld befindet sich am nördlichen Ende des Finkeldewegs und bildet dort eine ostwärts führende Sackgasse mit acht Parzellen. | Kürißweg |
| Landgartenweg (Lage)                 | 0210                                                                   | alter Flurname Landgarten | 23. Nov. 1933                              | Nach dem Bebauungsplan hieß der Weg zunächst Straße C. Der Landgartenweg verbindet den Minkwitzweg (Nord) mit der Dregerhoffstraße (Süd). Er liegt im östlichen Bereich der Wendenschloß-Villenkolonie. | Landgartenweg |
| Landjägerstraße (Lage)               | 0270                                                                   | Landjäger, frühere Bezeichnung für Gendarmen, soll sich konkret auf ein entsprechendes Wohnhaus beziehen | um 1910                                    | Bei der Anlage des Straßensystems um 1800 hieß der Weg Große Trift und nahm damit Bezug auf den Viehtreibweg. Die Straße beginnt auf der Landjägerbrücke über den Kietzer Graben (als Fortsetzung von Alter Markt) und läuft südostwärts bis zur Wendenschloßstraße. | |
| Langerhansstraße (Lage)              | 0280                                                                   | Georg Langerhans (1870–1918), Jurist, Bürgermeister von Köpenick 1904–1918 | 9. Nov. 1926                               | Die Langerhansstraße geht nordostwärts von der Kinzerallee ab. Nach Querung der Seelenbinderstraße bildet sie eine Sackgasse. Zuerst hieß der Verkehrsweg Straße 13, nach der Namensvergabe schrieb man sie bis 1932 Langerhannsstraße (mit Doppel-n). | Langerhansstraße |
| Laurenzstraße (Lage)                 | 0060                                                                   | Hl. Laurenzius, auch Namensgeber für die nahe gebaute Kirche | überliefert (18. Jh.)                      | Die Laurenzstraße liegt mitten in der Altstadt. Sie verbindet Alt-Köpenick (West) mit der Kirchstraße (Ost) und umfasst lediglich zwei Hausnummern. An ihre Nordseite grenzt das Grundstück der St.-Laurentius-Stadtkirche. | |
| Lienhardweg (Lage)                   | 0580                                                                   | Friedrich Lienhard (1865–1929), Schriftsteller | 15. März 1939                              | Um 1892 wurde hier die Eichhornstraße angelegt. Der Lienhardweg liegt zwischen Feldblumenweg (Ost), quert die Wendenschloßstraße und führt bis dicht an das Dahmeufer heran (West). Lienhard war von 1893 bis 1895 Redakteur der deutschnationalen Zeitschrift Das Zwanzigste Jahrhundert. | |
| Lindenhof (Lage)                     | 0160                                                                   | Wohnhof, bepflanzt mit Linden | um 1921                                    | Die Straße Lindenhof wurde im Bereich Mittelheide in der Siedlung Lindenhof angelegt. Sie verbindet die Janitzkystraße (Nord) (zuerst Ravensteiner Straße) mit Stellingdamm (Süd) (zuerst Dahlwitzer Straße) in leichtem Bogen. | Lindenhof |
| Lindenstraße (Lage)                  | 0920                                                                   | Linde, Laubbaum | um 1880                                    | Die Lindenstraße ist eine verkehrsreiche Straße, die die Straße An der Wuhlheide im Ortsteil Oberschöneweide mit der Dammbrücke verbindet und sich als Alt-Köpenick in der Köpenicker Altstadt fortsetzt. Im mittleren Bereich (Grundstück Nr. 33) wird eine Fläche zwischen der Straße und dem Spreeufer gemäß einem 2012 veröffentlichten Bebauungsplan (B.-Plan XVI-13-1) gärtnerisch gestaltet und ein Uferweg angelegt. Das Gebäude im oberen Bild steht unter Denkmalschutz. Es wurde als ,Höhere Knabenschule’ (Realgymnasium) 1909/1910 nach einem Entwurf des Köpenicker Stadtbaurats Hugo Kinzer errichtet. Der Komplex besteht aus dem Aula-Gebäude, dem eigentlichen Schulbau und dem damals üblichen Rektorenwohnhaus. 1953 übernahm ein Institut für Lehrerbildung das Gebäude, ab 1987 hatte eine Pädagogische Schule für Kindergärtnerinnen hier ihren Sitz. Nach deren Auflösung übernahm die BEST-Sabel-Oberschule das Lehrgebäude. Sehenswert und denkmalgeschützt sind in der Lindenstraße die Wohngebäude 38/39 und 40/41, das als Post- und Paketamt Köpenick 1 errichtete Haus Nummer 42 mit einem Türmchen an der Hofseite (seit 1997 BEST-Sabel-Berufsakademie, Fachbereich Design), die katholische St.-Josef-Kirche Nummer 43 sowie eine Villa Nummer 44. Letztere stammt aus dem Jahr 1875, wurde 1880 erstmals umgebaut, in der DDR-Zeit noch einmal. Damals diente sie als Sitz der Verwaltung der Sozialversicherung des FDGB in Köpenick. Die Tankstelle (unteres Bild), zu DDR-Zeiten Minol, seit um 1990 Shell, steht am Nordostrand der Straße kurz vor der Wuhle an der Ortsteilgrenze. | ehemaliges Realgymnasium (unter Denkmalschutz), Lindenstraße 1 (1991) · Ehemaliges Kleinstkinderwochenheim „Hans Scholl“, Lindenstraße 5 (1991) · Lindenstraße 29–31 (2013) · Ehemalige Post Lindenstraße 42 (2009) · Tankstelle, Lindenstraße 21 (1991) |
| Lobitzweg (Lage)                     | 0860                                                                   | Lobitz, alteingesessene Familie auf dem Kietz Martin Lobitz war 1577 Schulze, Lorenz Lobitz um 1678 Schlossvogt in Köpenick | 23. Nov. 1933                              | Der Lobitzweg in der Villenkolonie Wendenschloß verbindet den Mayschweg mit der Dregerhoffstraße. Bei der Anlage um 1892 hieß der Weg Straße F. | Lobitzweg |
| Logauweg (Lage)                      | 0260                                                                   | Friedrich von Logau (1605–1655), Dichter des Barock, Jurist | 15. März 1939                              | Der Logauweg in der Villenkolonie Wendenschloß geht von der Straße Zum Langen See ostwärts ab. Nach der Einmündung der Bendigstraße führt er als Sackgasse bis zum Waldrand. Bei der Anlage des Straßensystems um 1892 hieß er Willibald-Alexis-Straße. | |
| Lossowweg (Lage)                     | 0270                                                                   | Otto von Lossow (15. Jh.), Adliger; um 1416 Burghauptmann von Köpenick | 23. Nov. 1933                              | Der Lossowweg in der Villenkolonie Wendenschloß, um 1920 angelegt als Straße E, verbindet den Lobitzweg mit Grüne Trift in West-Ost-Richtung. | Lossowweg |
| Lüdersstraße (Lage)                  | 0120                                                                   | Else Lüders (1872–1948), Frauenrechtlerin und 1947 Mitbegründerin des DFD | 10. Mai 1951                               | Die Lüdersstraße im Altstadtbereich verbindet Freiheit mit Alter Markt in Nord-Süd-Führung. Die Ostseite grenzt an einen Grünbereich, die Westseite ist mit wenigen Häusern bebaut. Bei der Erweiterung des Straßensystems im 19. Jahrhundert hieß sie Friedrichstraße. | |
| Luisenstraße (Lage)                  | 0370                                                                   | Luise von Preußen (1808–1870), Prinzessin von Preußen und der Niederlande | 1877                                       | Die Luisenstraße führt vom Straßenzug Kietz/Gartenstraße ostwärts bis zur Wendenschloßstraße (ursprünglich: Marienstraße). Die dreigeschossigen Wohnhäuser entstanden als geschlossene Anlage 1926/1927 nach Plänen von Heinrich Peter Kaiser im Auftrag der ,Gemeinnützigen Baugesellschaft Berlin-Ost’ und sind denkmalgeschützt. In der Straße stehen jedoch weitere Wohngebäude, die bis zu vier Stockwerke hoch sind und eher Einzelbauten aus verschiedenen Jahren darstellen. | |
| Mahlower Straße (Lage)               | 0370 + viermal je 100                                                  | Mahlow, Ortsteil einer Gemeinde in Brandenburg | 31. März 1989                              | Die Straße im Bereich Köllnische Vorstadt verläuft kammartig mit vier westwärts führenden Armen, ein kleiner Abschnitt nach Osten dient der Zufahrt zu einer Kleingartensiedlung. Der nördliche Arm mündet in die Glienicker Straße, danach wird der Verkehrsweg zur Adlershofer Straße. Der südliche Arm führt jenseits der Glienicker Straße als Rudower Straße weiter. | Mahlower Straße |
| Mahlsdorfer Straße (Lage)            | 2290                                                                   | Mahlsdorf, Richtung | vor 1893                                   | Zuerst hieß die Straße Köpenicker Allee. Sie verbindet den Hultschiner Damm im Ortsteil Mahlsdorf mit der Bahnhofstraße in Köpenick. Die ,Gemeinnützige Baugesellschaft Berlin-Ost’ hat hier 1926/1927 mehrere Wohnhäuser in Randbebauung (Nummern 16–25 sowie an den Einmündungen Hirtestraße, Mittelheide und Dornröschenstraße) nach Plänen von Ernst Engelmann und Emil Fangmeyer errichten lassen. Die Gebäude sind einheitlich symmetrisch gegliedert, über den Treppenhäusern befinden sich Rechteckgiebel mit abschließenden Dreiecksmotiven. Ornamenten und figürliches Dekor schmückt die Hauseingänge. Ein weiterer Wohnkomplex, im Auftrag der ,Berliner Baugenossenschaft’ von Hans Kraffert entworfen und um 1928 gebaut, besteht aus einem dreiflügeligen Wohnhof zwischen zwei Wohnzeilen. | Mahlsdorfer Straße · Gedenktafel vor einem eh. Jüdischen Altenheim, Mahlsdorfer Straße 94 |
| Mandrellaplatz (Lage)                | 0090 × 60 langgestrecktes Rondell                                      | Rudolf Mandrella (1902–1943), Jurist, Opfer des Nationalsozialismus | 31. Juli 1947                              | Der Mandrellaplatz wird von der Kreuzung Seelenbinderstraße (West-Ost) und dem Straßenzug Puchanstraße–Borgmannstraße gebildet. Als er um 1900 angelegt wurde, bekam er den Namen Hohenzollernplatz. 1937, in der NS-Zeit wurde er in Kirdorfplatz umbenannt. Eine Seite des Stadtbezirksgerichts Köpenick liegt entlang dieses Platzes. Auf dem Platz in der kleinen dreieckigen Grünanlage befindet sich eine Gedenkstele für den Richter Rudolf Mandrella, der 1943 im Zuchthaus Brandenburg umgebracht wurde. Im Hofgelände das Amtsgerichts schließt sich das Zellengefängnis an, das von der Puchanstraße aus zugängig ist und als Gedenkstätte für die Köpenicker Blutwoche dient(e). | Mandrellaplatz, Amtsgericht Köpenick · Gedenktafel Rudolf Mandrella |
| Marienhütter Weg (Lage)              | 0160                                                                   | Marienhütte, eine ehemalige Glasfabrik in Köpenick | 1. Okt. 2009                               | Der Marienhütter Weg befindet sich im Bereich westlich der Wendenschloßstraße, die zuvor die Marienstraße war und damit wohl als Namensgeber der Fabrik diente. Bei der späteren Erweiterung des Wegesystems erhielten die Straßen Nummern, von 234 bis 241. Schrittweise wurden die Nummern durch Eigennamen ersetzt. Der Marienhütter Weg, von etwa 1920 bis zum Jahr 2009 Straße 240, verläuft von der Wendenschloßstraße westwärts bis zum Ufer der Dahme. Die neue Namensvergabe ehrt das Engagement des Fabrikanten Ludwig Wolf, der 1869 etwa auf der heutigen Fläche des Straßensystems eine Fabrik zur Produktion von Hohlglas eröffnete und diese „Marienhütte“ nannte. Die Straße diente dabei als Zugang zum Wasser, auf dem Kohle und das Rohmaterial, Quarzsand aus Schlesien, hergebracht und die fertigen Erzeugnisse, hauptsächlich Haushaltglas, Flaschen und Gläser, abtransportiert wurden. Die Marienhütte wurde stetig erweitert und produzierte noch bis 1939, dann wurde sie verkauft und im Zweiten Weltkrieg weitestgehend zerstört. | Marienhütter Weg |
| Marienuferallee (Lage)               |                                                                        | Marienufer, Gelände an der Dahme | 13. Mai 2022                               | Die Straße liegt im Wohnquartier Marienufer westlich der Wendenschlossstraße. | |
| Markstädter Straße (Lage)            | 0460                                                                   | ,Markstädt’, Ort in der Provinz Posen, seit 1945 Mieścisko in Polen | 7. Jan. 1928                               | Die Straße verläuft von Südost zwischen Glasberger Straße und über die Egersfelder Allee hinweg bis Nordwest zur Hoppendorfer Straße. Vorher hieß sie Straße 16. | Bild gesucht BW |
| Mayschweg (Lage)                     | 0440 + 220                                                             | Jürgen (auch Gürge) Maysch (17. Jh.), Hausstellenbesitzer auf dem Kietz; einer der Köpenicker Überlebenden des Dreißigjährigen Kriegs | 23. Nov. 1933                              | Der Weg verläuft in West-Ost-Richtung zwischen Wendenschloßstraße und Müggelheimer Damm und ist zweimal unterbrochen. Einerseits führt er als Fußweg zwischen Grundstücken hindurch und andererseits ist der Abschnitt zwischen Grüne Trift und Köpenzeile bebaut und der Weg geht versetzt weiter. | |
| Mentzelstraße (Lage)                 | 0490                                                                   | Albert Mentzel (1839–1922), Unternehmer, Mitinhaber des Spindlerschen Färberei- und Wäschereiunternehmens | nach 1873                                  | Die Mentzelstraße, in der Ortslage Spindlersfeld gelegen, führt vom Mentzelpark (Nordost) zur Oberspreestraße (Südwest). Sie verläuft am früheren Grundbesitz von Albert Mentzel entlang. Vor dem Bau der Villa hieß der Zugang Neuer Weg. In den 1920er Jahren wurde die Straße nordwärts bis zum Wasser durchgezogen und Verlängerte Mentzelstraße genannt. Zwischen dieser Straße und der parallel angelegten Färberstraße erstreckt sich die frühere Werksiedlung für die Spindlerschen Fabriken. Sie gilt als erste Berliner Arbeitersiedlung und umfasst vier Mehrfamilienhäuser, die zwischen 1873 und 1885 bezugsfertig wurden. Ein Wohngebäude für Angestellte (Nummer 22) gehört ebenfalls zu den gelisteten Baudenkmalen. | Mentzelstraße |
| Militscher Weg (Lage)                | 0340                                                                   | ,Militsch’, Stadt in Niederschlesien, seit 1945 Milicz in Polen | 17. Mai 1930                               | Der Militscher Weg verläuft im Dreieck zwischen der Ottomar-Geschke-Straße (südöstlich), Oberspreestraße (nördlich) und Spindlersfelder Straße (westlich). Er wurde als Straße 22 um 1920 angelegt. | Militscher Weg |
| Minkwitzweg (Lage)                   | 0270                                                                   | Minckwitz, sächsisches Adelsgeschlecht ab dem 12. Jhd. | 23. Nov. 1933                              | Der Minkwitzweg, im Bereich Villenkolonie Wendenschloß als Straße B angelegt, verbindet den Lobitzweg in West-Ost-Führung mit Grüne Trift. Die Namensvergabe wird im Zusammenhang mit Handelsbeziehungen zwischen den Besitztümern der Adligen (Finsterwalde, Lübbenau) und Berliner Bürgern („Lindholz“) interpretiert. | Minkwitzweg |
| Mittelheide (Lage)                   | 0790                                                                   | Flurname Mittelheide | 7. Jan. 1928                               | Die Straße (früher auch Mittelheider Straße) liegt zwischen Mahlsdorfer und Heidekrugstraße und besitzt im Verlauf drei platzartige Erweiterungen nach Süden. Westwärts setzt sie sich als Gehsener Straße fort. Östlich gibt es eine Verbindung zum Däumlingsweg. Um 1927 wurde sie als Straße K angelegt. Straßen und Bebauung gehen auf die ,Gemeinnützige Baugesellschaft Berlin Ost m.b.H. (Johannisthal)’ zurück, die hier die ,Stadtrandsiedlung Mittelheide’ 1928/1929 nach Plänen von Otto Rudolf Salvisberg realisieren ließ. Salvisberg griff auf Elemente der Siedlung Elsengrund zurück, für die er bereits tätig gewesen war (siehe unteres Bild). | Mittelheide: In der Mittelheider Straße in Köpenick entstehen 10 Wohnhäuser mit 51 Wohnungen. 6. September 1952 · Mittelheide 6–12 |
| Möllhausenufer (Lage)                | 0380                                                                   | Balduin Möllhausen (1825–1905), Schriftsteller und Reisender | 15. März 1939                              | Bei ihrer Anlage um 1893 hieß sie Kleiststraße. Das Haus Nr. 2/4 ist gelistetes Baudenkmal. Die Uferstraße nördlich des Langen Sees verbindet die Wendenschloßstraße ganz an deren Südende mit dem Seebad Wendenschloß und endet auf der Straße Am Langen See (bereits im Ortsteil Müggelheim). Besonders auffällig sind zwei ehemalige Gästehäuser Möllhausenufer 27 und 29, die nach Plänen von Otto Seegert 1911/1912 errichtet wurden. Sie werden durch einen Eckturm mit rundem offenem Umgang und einer Kupferhaube abgeschlossen. Sie waren in den 1980er Jahren Baudenkmale. | Statue vom Bildhauer Walter Lerche am Möllhausenufer 1 · Möllhausenufer 28 |
| Mozartstraße (Lage)                  | 0460                                                                   | Mozart, Musiker und Komponist | vor 1926                                   | Die Mozartstraße liegt im Bereich Dammvorstadt. Sie verbindet im leichten Bogen die Birnbaumer Straße über die Hämmerlingstraße hinweg mit der Wuhle. Der über eine Brücke führende Fußweg geht bis Zum Wuhleblick als Mozartstraße weiter. | Mozartstraße |
| Müggelbergallee (Lage)               | 0560                                                                   | Müggelberge, Erhebung im südlichen Forst | 24. Juni 1960                              | Die Müggelbergallee läuft vom Yachthafen Wendenschloß (West) über Wendenschloßstraße, Müggelbergplatz bis an den Waldrand (Ost). Hier setzt sie sich unbenannt als Fußweg im Forst fort und führt auf die Straße Zum Müggelturm. Bei der Anlage des Straßensystems um 1893 wurde der Verkehrsweg Goethestraße genannt. Von 1939 bis 1960 hieß er Laubingerstraße. | |
| Müggelbergplatz (Lage)               | 0060 (rund)                                                            | Müggelberge, Erhebung im südlichen Forst | 24. Juni 1960                              | Der kreisrunde Müggelbergplatz unterbricht die Müggelbergallee. Er hieß entsprechend der Straße zuerst Goetheplatz, von 1939 bis 1960 dagegen Laubingerplatz. Auf der Grünanlage befindet sich ein Gedenkstein für Werner Sylten, der vielen Menschen in der NS-Zeit geholfen hat. (unteres Bild) | Müggelbergplatz |
| Müggelheimer Damm (Lage)             | 5600 (im Ortsteil)                                                     | Müggelheim, Ortsteil | 8. Aug. 1935                               | Der Müggelheimer Damm, die längste Straße im Ortsteil Köpenick, setzt die Müggelheimer Straße in südöstliche Richtung fort. Der Damm, zuerst Müggelheimer Landstraße genannt (um 1896) liegt zwischen der Pablo-Neruda-Straße und der Ortsteilgrenze in Höhe der Straße Alt-Müggelheim. | Müggelheimer Damm |
| Müggelheimer Straße (Lage)           | 0800                                                                   | Müggelheim, Ortslage | vor 1893                                   | Die Müggelheimer Straße liegt zwischen der Langen Brücke und der Pablo-Neruda-Straße. Sie setzt sich mit der Bezeichnung Müggelheimer Damm ostwärts nach Müggelheim fort. Sie entwickelte sich aus der Großen Trift, einem viel benutzten Viehweg der Köpenicker Bauern. | Müggelheimer Straße Nordseite: Neubauten, 1987 |
| Müggelschlößchenweg (Lage)           | 1890                                                                   | Wirtshaus Müggelschlößchen am Müggelsee, 1866 errichtet | um 1910                                    | Die Straße liegt zwischen Salvador-Allende-Straße und Straße Am Müggelsee und führt ein Stück darüber hinaus. Ostwärts ist der Weg die Pablo-Neruda-Straße, die früher ein Teil des Müggelschlößchenwegs war. An seinem westlichen Ende führt ein namenloser Fuß- und Radweg nach Süden bis zum Abfluss des Großen Müggelsees. | Müggelschlößchenweg, Blickrichtung Ost |
| Mühltaler Straße (Lage)              | 0660 (im Ortsteil)                                                     | ,Mühltal’, Ort in der Provinz Posen, seit 1945 Smukala Dolna, Ortsteil von Bydgoszcz in Polen | 7. Jan. 1928                               | Die Straße südlich der Dammheide liegt zwischen Semliner Straße (Ost) und der Feuersteiner Straße, wobei der Westabschnitt bereits zum Ortsteil Kaulsdorf-Süd gehört. Zuerst (um 1920) war sie die Straße 17. | Bild gesucht BW |
| Neptunsweg (*) (Lage)                | 0110                                                                   | Neptun, römischer Meeresgott | nach 1945                                  | Der Neptunsweg ist eine Privatstraße zur Erschließung der Wassersportsiedlung Klein-Venedig. Er geht nordwestwärts der Altstadt von der Wendenschloßstraße ab. | |
| Neue Wiesen (Lage)                   | 0490                                                                   | Feuchtgebiet Neue Wiesen, historische Bezeichnung des Flurstücks nach dem südöstlich begrenzenden „Neue Wiesengraben“ zwischen Falkendamm und dem Forst | nach 1960                                  | Im äußersten Südosten der Wendenschlosssiedlung liegt ein Straßensystem, das in zwei Teile gegliedert ist: Neue Wiesen I mit den Parzellen 1–6 und Neue Wiesen II mit den Parzellen 1a–8a. Die Bebauung der Grundstücke erfolgte gegen Ende der 1920er Jahre, als ein jüdischer Großgrundbesitz aufgeteilt worden war. | Neue Wiesen I |
| Niebergallstraße (Lage)              | 0470                                                                   | Ernst Niebergall (1815–1843), Schriftsteller | 15. März 1939                              | Die Niebergallstraße läuft vom Yachthafen Wendenschloß/Müggelbergallee (Nord) bis über den Peter-Gast-Weg und den Hugo-Wolf-Steig hinweg bis zum Dahmeufer (Süd). Bei der Straßenanlage wurde sie Wielandstraße genannt. An der (heutigen) Niebergallstraße 20 wurde 1893 ein zweigeschossiges Fachwerkhaus als Gaststätte errichtet, die später den Namen ,Freundschaft’ erhielt. Wenig bekannt ist, dass genau in der Gaststätte Wendenschloss am 5. Juni 1945 die ,Deklaration der Niederlage Deutschlands’ durch die alliierten Befehlshaber Marschall Schukow, General Eisenhower, Feldmarschall Montgomery und General Tassigny unterzeichnet wurde. Gleichzeitig wurde damit der alliierte Kontrallrat gegründet. Der Baukomplex steht zusammen mit dem quer angebauten Festsaal unter Denkmalschutz, wurde aber inzwischen abgerissen und mit Wohnhäusern bebaut. An der Einmündung des Peter-Gast-Wegs befindet sich die Wendeschleife der Straßenbahn (unteres Bild). | Gedenktafel an der Niebergallstraße · Niebergallstraße, Blickrichtung Dahme. Ganz hinten rechts ist das genannte Gebäude zu sehen. |
| Nixenweg (*) (Lage)                  | 0120                                                                   | Nixe, weiblicher Wassergeist | nach 1945                                  | Der Nixenweg ist eine Privatstraße zur Erschließung der Wassersportsiedlung Klein-Venedig. Er geht nordwestwärts der Altstadt von der Wendenschloßstraße ab. | |
| Oberspreestraße (Lage)               | 0790 (im Ortsteil)                                                     | Oberspree, Siedlung | 23. Nov. 1931                              | Die Straße, ab 1885 Berliner Straße, da sie nach Alt-Berlin führte, liegt zwischen der Langen Brücke und der Wendenheidebrücke an der Spindlersfelder Straße vor der Bahnlinie. Die Trasse wurde so angelegt, dass ein freier Blick auf das Schloss Köpenick möglich war. Ein erster Abschnitt der Straße, der in Berlin-Alt-Treptow liegt, wurde um 1920 bereits umbenannt. Die Straße setzt sich westwärts nach Adlershof und Oberschöneweide fort. Das frühere Dorotheen-Lyzeum (in der DDR-Zeit Oberschule „Alexander von Humboldt“), Oberspreestraße 173–181, ist ein gelistetes Baudenkmal und wurde nach Entwurf von Max Taut 1928/1929 errichtet. | Wendenheidebrücke: untere Straße ist die Oberspreestraße |
| Oettingstraße (Lage)                 | 0130                                                                   | Friedrich Wilhelm Oetting (1834–1892), Kaufmann und Kommunalpolitiker in Köpenick | 16. Jan. 1925                              | Die Oettingstraße, im Bereich Dammvorstadt, verbindet die Cardinalstraße in südöstliche Richtung mit der Joachimstraße. Sie wurde als Straße 3 in der Siedlung auf dem Oettingsfeld für den ,Beamten-Wohnungsverein Berlin-Köpenick’ angelegt. Die dreigeschossigen Wohnhäuser in offener Blockrandbebauung wurden 1922–1924 nach Plänen von Willy Wagenknecht und Heinrich Peter Kaiser errichtet. | Oettingstraße |
| Ostendorfstraße (Lage)               | 0910                                                                   | Friedrich Ostendorf (1871–1915), Baumeister und Architekturkritiker | 15. März 1939                              | Die Straße ist die östliche Parallelstraße zur Wendenschloßstraße und entstand mit der Villenkolonie Wendenschloß. Sie verläuft zwischen Lienhardweg (Nord) und Möllhausenufer (Süd), wobei der Müggelbergplatz und der Ekhofplatz sie jeweils unterbrechen. Vor dem Grundstück Ostendorfstraße 19 wurde für den Pfarrer Werner Sylten ein Stolperstein verlegt. Er hatte vielen Menschen in der NS-Zeit zum Untertauchen geholfen und wurde im KZ umgebracht. Mitten auf dem Müggelbergplatz errichtete die Bezirksverwaltung zudem einen Gedenkstein. In sehr vielen Straßen der Wohnanlage Wendenschloß Süd sind die Straßen unterschiedlich gepflastert, wie das untere Bild zeigt. | Ostendorfstraße · Straßenpflaster |
| Ottomar-Geschke-Straße (Lage)        | 1020                                                                   | Ottomar Geschke (1882–1957), Schlosser, Politiker | 4. Mai 1962                                | Die Ottomar-Geschke-Straße ist die nordöstliche Fortsetzung der in Adlershof verlaufenden Dörpfeldstraße. Nach Querung der Oberspreestraße und Ahornallee im Bereich Spindlersfeld endet sie auf einem namenlosen Erschließungsweg der ,KGA Spindlersfeld’. Bei der Namensgebung wurden die vorher bereits bestehenden Karl-Spindler-Straße (um 1873) und der Konstadter Weg (1922 im Adressbuch als Projektierte Straße und im Bebauungsplan Straße 21) zusammengefasst. 1964 wurde der Konstadter Platz aufgehoben und in den Straßenverlauf integriert. Am äußersten Ende dieser Straße ist das frühere Spindlerwerk zu einem Teil erhalten und unter Denkmalschutz gestellt. Nach Entkernung (im Jahr 2013) wurden die Gebäude zu Wohnungen umgebaut. Außerdem gibt es hier zwei Betreuungseinrichtungen – die Kita ,Knirpsenbude’ (mittleres Bild) und eine Tagesgruppe des Märkischen Sozialbetreuungswerks in einer Backsteinvilla (unteres Bild). | Ottomar-Geschke-Straße · Kita · Sozialbetreuungswerk |
| Pablo-Neruda-Straße (Lage)           | 0460 + 490                                                             | Pablo Neruda (1904–1973), chilenischer Dichter und Schriftsteller; Nobelpreisträger (1971) | 3. Nov. 1973                               | Die Straße liegt zwischen Müggelheimer Damm und Salvador-Allende-Straße. Die Namensvergabe für den ausgegliederten westlichen Bereich des Müggelschlößchenwegs erfolgte mit der Errichtung des Allende-Neubauviertels I. Sie umschließt auch die nördlich anliegenden Wohnbauten. Bemerkenswert ist, dass die Straße bereits zu Lebzeiten von Neruda umbenannt wurde. Diese Straße besitzt zwei nordwärts führende Erschließungsarme für die Wohnbebauung im Innenbereich. | Gedenktafel in dieser Straße – Haus Nummer 18 · Pablo-Neruda-Str. |
| Parrisiusstraße (Lage)               | 0570                                                                   | Oskar Parrisius, Charlottenburger Kaufmann und Grundstücksmakler, der die Flächen um die Bahnhofstraße erwarb und parzellieren ließ | um 1900                                    | Bei der Anlage des Straßensystems um 1896 soll sie Moltkestraße genannt worden sein. Sie läuft von der Bahnhofstraße (West) bis zur Gelnitzstraße (Ost). Der Ostabschnitt war zuvor die Straße 203 und wurde 1930 in die Parrisiusstraße einbezogen. | Parrisiusstraße |
| Pestalozzistraße (Lage)              | 0180                                                                   | Johann Heinrich Pestalozzi (1746–1827), Schweizer Pädagoge und Sozialreformer | um 1900                                    | Die Pestalozzistraße liegt im Bereich Köllnische Vorstadt und geht als Stichstraße von der Glienicker Straße südostwärts (bis zur früheren Begrenzung „Ackerland“) ab. | Pestalozzistraße |
| Peter-Gast-Weg (Lage)                | 0130                                                                   | Peter Gast, Pseudonym von Heinrich Köselitz (1854–1918), Schriftsteller und Komponist | 15. März 1939                              | Der Weg geht von der Niebergallstraße westwärts bis zum Ufer der Dahme. Er entstand mit dem Ausbau des Straßensystems um 1866 als Wendenstraße. Der Zugang zum Flussufer ist wegen des dort vorhandenen Bootshauses der Segelgemeinschaft Wendenschloss nicht mehr möglich. (unteres Bild) | Peter-Gast-Weg · Peter-Gast-Weg |
| Pflanzgartenplatz (Lage)             | 0230 × 230 × 80 (spitzes Dreieck)                                      | Pflanzgarten, ein historischer Flurname, der auf Pflanzenzucht hindeutet | 13. Juli 1934                              | Der Platz liegt im Bereich der Dammheide/Landhauskolonie Uhlenhorst, in dessen Umgebung Straßen nach Bäumen benannt worden waren. Er ist sowohl ein Stadtplatz als auch dessen westliche Begrenzung als Straße. | Pflanzgartenplatz |
| Pflanzgartenstraße (Lage)            | 0440                                                                   | Pflanzgarten, ein historischer Flurname, der auf Pflanzenzucht hindeutet | 13. Juli 1934                              | Die Straße liegt im Bereich der Dammheide/Landhauskolonie Uhlenhorst, in deren Umgebung ursprünglich Straßen nach Bäumen benannt worden waren. Sie verläuft von der Mahlsdorfer Straße nordwestwärts und endet als Sackgasse an der Dammheide. Bis zum Güldenauer Weg hieß sie ursprünglich Eichenallee, im weiteren Verlauf Ulmenstraße. Die Bebauung des Gebietes erfolgte 1910–1918 nach Entwürfen von Wilhelm Liefert und Erich Peters im Auftrag der ,Berliner Wohnungsbaugenossenschaft’ im englischen Landhausstil. So entstanden zahlreiche Einzelhäuser, aber nur wenige Mehrfamiliengebäude, alle nicht höher als zwei Geschosse. | Pflanzgartenstraße Ecke Güldenauer Weg |
| Piepertswinkel (Lage)                | 0280                                                                   | Piepertswinkel, Waldstück; vermutlich nach Joachim Pieper (17. Jh.), Stadtkämmerer in Berlin, dem diese Fläche gehörte | 1980                                       | Die Straße hat eine verwinkelte Führung. Sie beginnt an der Altgrabauer Straße in westliche Richtung, trifft dort auf die Argenauer Straße und wendet sich hier nach Norden, dann nach Nordosten. Bei Erreichen der Klingenburger Straße teilt sich der Piepertswinkel in einen nördlichen und einen südlichen Arm. Der Südliche verbindet sich mit seinem anfänglichen Verlauf. Die Straße wurde auf der Forstfläche Piepertswinkel im Verlauf früherer Forstwege angelegt. | Piepertswinkel |
| Platz des 23. April (Lage)           | 0130 × 80                                                              | 23. April 1945, genaues Datum, an dem die Rote Armee Köpenick befreite | 21. Juni 1945                              | Der Platz des 23. April hieß zunächst Heuplatz, dann war er ein Teil vom Stadtpark Köpenick. Er wird nordwestlich begrenzt von der Bahnhofstraße, östlich von der Alten Spree, südwestlich von der Lindenstraße. Die Umbenennung des Parks erfolgte anlässlich des Gedenkens an die Köpenicker Blutwoche, eine entsprechende Gedenkstätte mit einer Holztafel wurde eingerichtet. 1969 kam an deren Stelle die Sandsteinstele Die Faust, gestaltet von dem Bildhauer Walter Sutkowski. Hinter der Stele wurde eine geschwungene Reliefmauer aus Kunststein eingefügt (siehe Bild). Direkt am Platz befindet sich die denkmalgeschützte ehemalige Umformerstation, die auch den BVG-Mitarbeitern als Pausenhäuschen dient. | Platz des 23 April: Denkmal für die Köpenicker Blutwoche · Umformerstation und Pausenhäuschen an der Ecke Lindenstraße |
| Plehmpfad (Lage)                     | 0840                                                                   | Plehm, eine alteingesessene Fischerfamilie auf dem Kietz (14. Jh.) | 13. Juni 1936                              | Der Plehmpfad läuft vom Flansweg (Nord) bis über die Dregerhoffstraße hinweg (Süd). Er entstand aus den Straßen 65, 73 und Fußweg 267. | Plehmpfad |
| Pohlestraße (Lage)                   | 0310                                                                   | Paul Pohle (1883–1933), Laborant im Krankenhaus Köpenick, Sozialdemokrat, Opfer der Köpenicker Blutwoche | 31. Mai 1951                               | Bei ihrer Anlage vor 1893 hieß sie Elisabethstraße, ab 1948 Rasenbleiche. Die Pohlestraße verbindet die Südfahrbahn der Müggelheimer Straße mit der Charlottenstraße in Nord-Süd-Richtung. Südwärts geht ein unbenannter Fußweg weiter. Die Namensvergabe erinnert an den Ort des Verbrechens, denn die Folter erfolgte in einem Lokal dieser Straße. | |
| Pritstabelstraße (Lage)              | 1020                                                                   | Pritstabel, eine alteingesessene Fischerfamilie auf dem Kietz. „Pritzstabel“ ist auch eine historische Bezeichnung für einen Fischereiaufseher. | 23. Nov. 1933                              | Sie verläuft von der Wendenschloßstraße etwa mittig in der Villenkolonie bis zu Grüne Trift am Walde in West-Ost-Richtung leicht bogenförmig. Zuerst wurde sie Straße D genannt. Kurz nach dem Ende des Zweiten Weltkriegs trug der Verkehrsweg den Namen Waldeck-Manasse-Straße, was 1948 jedoch amtlich nicht bestätigt wurde. | Pritstabelstraße |
| Puchanstraße (Lage)                  | 0430                                                                   | Johann Augustus Puchan (18. Jh.), 1714 bis 1718 Bürgermeister von Köpenick | 27. März 1939                              | Die Puchanstraße in der Dammvorstadt verläuft zwischen Mandrellaplatz (Nordost) und Friedrichshagener Straße (Südwest). Als Haus Nummer 12 ist das ehemalige Amtsgericht erwähnenswert, das unter Denkmalschutz steht (siehe Bild). Die Straße wurde wesentlich früher angelegt, wie alte Karten vom Anfang des 20. Jahrhunderts zeigen. Eine Bezeichnung konnte aber (noch) nicht gefunden werden. | Puchanstraße Ecke Mandrellaplatz: Amtsgericht |
| Rautendeleinweg (Lage)               | 0260                                                                   | Rautendelein, elfenhafte Hauptfigur in Gerhart Hauptmanns Märchendrama Die versunkene Glocke | 26. Juli 1927                              | Der Rautendeleinweg, gelegen im Märchenviertel, beginnt etwa 100 Meter südöstlich der Rotkäppchenstraße als Fortsetzung der Aschenbrödelstraße und endet an der Dornröschenstraße (Südost). | Rautendeleinweg |
| Riebekeweg (Lage)                    | 0370                                                                   | Riebeke, vermutlich eine Namensableitung von Rohrbeck; dieser Mann war einer Urkunde zufolge um 1381 Köpenicker Ratsherr. | 23. Nov. 1933                              | Der Riebekeweg, in den 1920er Jahren angelegt als Straße J, verbindet den Mayschweg mit dem Lossowweg in gerader Nord-Süd-Führung. Er befindet sich im Bereich Wendenschloss-Süd. Eine Benennung der Straße nach Carl Adolf Riebeck (1821–1883), einem Bergwerksunternehmer aus Thüringen, kann jedoch nicht ausgeschlossen werden. | Riebekeweg |
| Rombiner Weg (Lage)                  | 0110                                                                   | ,Rombin’, Kleinstadt in der Provinz Posen, seit 1945 Rąbiń, Ortsteil von Krzywiń in Polen | 23. Nov. 1933                              | Der Rombiner Weg verbindet die Mozartstraße in West-Ost-Richtung mit der Hämmerlingstraße. Er befindet sich in der Dammvorstadt und wurde als Straße 4c angelegt. | Rombiner Weg |
| Rosenstraße (Lage)                   | 0140                                                                   | entweder nach Rosenschmuck in den Fenstern oder ironisch „Röschen“ für Dirnen | Ende 18. Jh.                               | Die Rosenstraße ist eine Verbindung zwischen Alt-Köpenick und Kirchstraße. Nach einem südwärtigen Versatz und einigen Knicken führt sie ostwärts weiter bis Katzengraben. Die früheren Namen lauteten Kliestowstraße (17. Jh.–ca. Anfang 18. Jh.) und Kleine Gasse (18. Jh.). | Blick in die Rosenstraße (links und Parkplatz) |
| Rotkäppchenstraße (Lage)             | 0740                                                                   | Rotkäppchen, Grimmsches Märchen | 26. Juli 1927                              | Die Straße wurde zu Beginn der 1920er Jahre als Straße D im Märchenviertel angelegt. Sie verläuft zwischen Genovevastraße (Nordost) und Dornröschenstraße. Über letztere führt sie als Sackgasse und Fußweg nach Südwesten bis zu einer Treppe an der Straße Mittelheide. Genau dort steht eine Märchenskulptur aus Sandstein (unteres Bild). | Rotkäppchenstraße · Rotkäppchenstr. (Fußweg) |
| Rudolf-Rühl-Allee (Lage)             | 2050 (im Ortsteil)                                                     | Rudolf Rühl (1842–1909), 1879 Stadtverordneter von Köpenick, 1884–1904 Stadtrat und zuständig für die Verwaltung des Köpenicker Stadtforstes | 29. März 2011                              | Die Allee hieß bis 2011 Köpenicker Allee. Sie bildet im größeren Abschnitt durch die Wuhlheide die Ortsteilgrenze zu Oberschöneweide. Sie beginnt im Norden als Fortsetzung der Verlängerten Waldowallee im Ortsteil Karlshorst, überquert am S-Bahnhof Wuhlheide die Bahnstrecke nach Frankfurt (Oder) und verlässt den Ortsteil im Süden 200 Meter vor der Straße An der Wuhlheide nach Oberschöneweide. | Bahnhof Wuhlheide an der Rudolf-Rühl-Allee |
| Rudower Straße (Lage)                | 1080                                                                   | Rudow, Richtung | um 1891                                    | Die Rudower Straße verbindet die Grünauer Straße kurz hinter dem Köllnischen Platz (Nordosten) in mehrfachen Verschwenkungen mit der Glienicker Straße im Süden. Jenseits wird sie zur Mahlower Straße. Sie bildet zuerst die nördliche Begrenzung, nach einem Schwenk um 90 Grad die westliche Begrenzung des Friedhofs der Laurentius-Gemeinde, der 1811 hierher verlegt worden war. Zwischen zwei Kleingartenanlagen bildet die Rudower Straße ein Erschließungskarree für hier gebaute Mehrfamilienreihenhäuser. Die Trasse folgt dem im 19. Jahrhundert vorhandenen Weg nach Potsdam. | Rudower Straße 23: Friedhof Köpenick |
| Salvador-Allende-Straße (Lage)       | 1590                                                                   | Salvador Allende (1908–1973), chilenischer Politiker | 3. Nov. 1973                               | Die Straße verläuft von der Kreuzung Fürstenwalder Damm/Bellevuestraße (Nord) über die Salvador-Allende-Brücke bis zum Müggelheimer Damm (Süd). Bei der Anlage des Straßensystems um 1910 wurde sie Achenbachstraße genannt. Die Vergabe des neuen Straßennamens erfolgte mit der Errichtung des ,Allende-Viertels’ (1971–1973; 1980–1983). Nennenswert ist das Krankenhaus Köpenick (Salvador-Allende-Straße 2–8), 1914 als Kreiskrankenhaus Teltows eröffnet. Es befindet sich seit 1992 in der Trägerschaft der DRK-Schwestern Berlin e. V. Vor dem Haus Nummer 43 wurde für Georg Eppenstein, ein Opfer der Köpenicker Blutwoche, ein Stolperstein verlegt. Die Allende-Straße verfügt im Inneren des Plattenbau-Wohngebiets über ein verzweigtes Erschließunssystem, das die Orientierung für Besucher schwierig macht. | Solidaritätskundgebung Berliner Bürger mit dem chilenischen Volk anlässlich der offiziellen Umbenennung zweier Straßen in Köpenick, 1973 · Berlin-Köpenick Salvador-Allende-Straße                                                                       |
| Sandschurrepfad (Lage)               | 0600                                                                   | Sandschurre, volkstümlich für einen Abbauort von Sand | 17. Juni 1936                              | Der Sandschurrepfad, zuerst als Straße 75 in der Villenkolonie Wendenschloß angelegt, verbindet die Pritstabelstraße (Nordnordwest) mit der Dregerhoffstraße. Darüber hinaus geht der Pfad ein kurzes Stück als Sackgasse weiter südwärts. | Sandschurrepfad |
| Schloßplatz (Lage)                   | 0070 × 70                                                              | Schloss Köpenick, seit 1963 Kunstgewerbemuseum | überliefert (17. Jh.), mit Unterbrechungen | Der Platz liegt vor der Schlossinsel an der Müggelheimer Straße. Beim 1990 vorgenommenen Straßenumbau samt Verbreiterung ging der Platzcharakter verloren und der Name wurde nicht weiter verwendet. Der Schloßplatz liegt zwischen Alt-Köpenick, Grünstraße und Müggelheimer Straße. Bis zum Umbau im Jahr 2000 fuhr von hier die Straßenbahn in die Grünstraße. Seit den 2000er Jahren ist der Name wieder amtlich eingetragen. Das untere Bild zeigt die Bronzestatue Die wilden Pferde von einer Künstlergruppe, nach 1990 geschaffen und aufgestellt. Auf dem Platz befindet sich die Schlossplatzbrauerei Coepenick, die kleinste Brauerei Deutschlands. | Übergang zum Schloss vom Schloßplatz aus · Schloßplatz Blick Richtung Alt-Köpenick (2011) |
| Schmale Gasse (Lage)                 | 0240                                                                   | Breite der Gasse | vor 1927                                   | Sie verbindet die Erlenstraße (West) nach einem leichten Schwenk mit der Kleingartenstraße (Nordost) in der Siedlung Kämmereiheide. Anfangs gab es anstelle der Kleingartenstraße nur den Forst als Grenze der Siedlung. | Schmale Gasse, Blickrichtung Ost |
| Schmale Straße (Lage)                | 0090                                                                   | Breite der Straße | vor 1925                                   | Sie führt von der Kreuzung Schubertstraße / Am Bahndamm / Hämmerlingstraße nordöstlich in ein kleines Siedlungsgebiet und soll bereits 1920 noch namenlos existiert haben. Der Verkehrsweg ist nicht nur schmal, sondern auch äußerst kurz. | Schmale Straße, ansicht von der Hämmerlingstraße aus |
| Schmausstraße (Lage)                 | 0380                                                                   | Johann Schmaus (1879–1933) und Sohn Anton Schmaus (1910–1934), Opfer des Nationalsozialismus in der Köpenicker Blutwoche, die in dieser Straße wohnten | 31. Juli 1947                              | Die Schmausstraße ist die nordostwärts führende Fortsetzung vom Stellingdamm. Sie verläuft vom Essenplatz über die Heidekrugstraße hinweg bis zum Waldrand. Bei ihrer Anlage in den 1920er Jahren hieß sie Alte Dahlwitzer Straße (bis 1933), dann Apelstraße. In dieser Straße, Hausnummer 83, lebte von 1926 bis 1933 auch die Sozialreformerin Marie Juchacz, an die eine Berliner Gedenktafel erinnert (siehe Bild). | Gedenktafel für Marie Juchacz · Schmausstraße |
| Schneewittchenstraße (Lage)          | 0410                                                                   | Schneewittchen, Grimmsches Märchen | 26. Juli 1927                              | Die Straße, in den beginnenden 1920er Jahren als Straße F angelegt, verbindet die Rotkäppchenstraße mit der Sterntalerstraße bogenförmig in West-Ost-Richtung. | Schneewittchenstraße |
| Schönecker Weg (Lage)                | 0120                                                                   | ,Schöneck’, Stadt in Westpreußen, seit 1945 Skarszewy in Polen | 4. Nov. 1935                               | Der Weg verläuft vom Wongrowitzer Steig zunächst in Südrichtung, nach einem rechtwinkligen Knick führt er auf die Filehner Straße. Der Verkehrsweg im Bereich Uhlenhorst hieß bei seiner Anlage Straße B. | Schönecker Weg |
| Schönerlinder Straße (Lage)          | 0170                                                                   | Schönerlinde, eine 1752 hier angelegte Kolonie für Spinnerfamilien. Zuerst nannte man sie Grünerlinde, um 1780 Schönerlinde. 1879 wurde die Siedlung Schönerlinde nach Köpenick eingemeindet. | um 1891                                    | Die Schönerlinder Straße verbindet die Adlershofer Straße (Nordwest) mit der Grünauer Straße (Südost) und liegt im Bereich Köllnische Vorstadt. | Baudenkmal Schönerlinder Str. 9 |
| Schrebergasse (Lage)                 | 0200                                                                   | Moritz Schreber (1808–1861), Arzt und Vorkämpfer für die Anlage kleiner Nutzgärten für Stadtbewohner | 7. Feb. 1958                               | Die Gasse befindet sich in der Siedlung Kämmereiheide. Sie verbindet die Erlenstraße mit der Birkenstraße. Zuerst – ab etwa 1926 – hieß die Gasse Schreberplatz. | Schrebergasse, Blickrichtung Ost |
| Schubertstraße (Lage)                | 0460                                                                   | Franz Schubert (1797–1828), Komponist | um 1910                                    | Die Schubertstraße, im Bereich Dammvorstadt, verlängert Am Bahndamm ab der Hämmerlingstraße nordwestwärts über die Birnbaumer Straße hinweg mit der Bachstraße. An der Ecke Birnbaumer Straße steht auf der Straße eine Berliner historische Wasserpumpe mit der Nummer 20. | Schubertstraße |
| Schüßlerplatz (Lage)                 | 0070 × 60 × 60 (Dreieck)                                               | Hugo Schüßler (1847–1908), Unternehmer und Stadtrat in Köpenick 1892–1908 | 1. Mai 1910                                | Der Platz liegt in der Altstadt und wird begrenzt von Rosenstraße (Nord), Jägerstraße (Südost) und Kietzer Straße (Südwest). Er wurde nach Beseitigung baufälliger Häuser auf Veranlassung des Bürgermeisters Langerhans 1905 angelegt. Die amtliche Namensbestätigung erfolgte erst am 7. Januar 1928 durch den Berliner Polizeipräsidenten. In der heutigen Zeit wird um ihn herum geparkt. An zwei Seiten stehen niedrige Bäume, in der Mitte lädt eine Rundbank um einen historischen mehrarmigen Kandelaber zum Verweilen. Der Platzbelag besteht aus kleinteiligem Pflaster. | |
| Seelenbinderstraße (Lage)            | 1230                                                                   | Werner Seelenbinder (1904–1944), Sportler und Opfer des Nationalsozialismus | 31. Juli 1947                              | Die Straße ist ein West-Ost-Verkehrsweg, der an der Hämmerlingstraße beginnt, die Bahnhofstraße kreuzt und an der Hirschgartenstraße endet. Bei der Anlage des Straßensystems um 1895 erhielt sie den Namen Kaiser-Wilhelm-Straße, 1939 benannte man sie in Kirdorfstraße um. Zahlreiche Wohnbauten für den Köpenicker Beamten-Wohnungsverein im Stil des Neuen Bauens (Nummern 61–69, 75, 77) entstanden von 1926 bis 1930 nach Entwürfen von Willy Wagenknecht und Heinrich Peter Kayser. Der Baudenkmalskomplex Seelenbinderstraße 91–99 (siehe oberes Bild) diente nach seiner Errichtung um 1930 bis 1945 als Polizeischule und 1945–1947 als Dienststelle der sowjetischen Staatssicherheitsbehörde MGB, an deren Opfer eine Gedenktafel erinnert. Nach 1949 wurde das Gebäude bis 1990 vom DDR-Verteidigungsministerium genutzt, seit 1991 ist es Sitz des Finanzamtes Treptow-Köpenick. Im Carl-Arthur-Bühring-Haus (Seelenbinderstraße 42) befindet sich die Bundesgeschäftsstelle der NPD. | Finanzamt · Seelenbinderstraße Blickrichtung Osten |
| Segewaldweg (Lage)                   | 0430                                                                   | Segewald, Ratsherr in Köpenick (Ende des 14. Jh.) | 23. Nov. 1933                              | Der Weg befindet sich im Bereich der Villenkolonie Wendenschloß und führt westwärts von der Wendenschloßstraße bis zur Straße 236 in Richtung Dahme. Bei seiner Anlage im 19. Jahrhundert hieß er Zufahrtsstraße zur Glasfabrik, westwärts von der Marienstraße abgehend (1925). | |
| Semliner Straße (Lage)               | 0550                                                                   | ,Semlin’, Ort in Westpreußen, seit 1945 Somonino in Polen | 16. Aug. 1928                              | Die in den 1920er Jahren im Bereich Uhlenhorst angelegte Straße 41 wurde 1928 umbenannt. Sie liegt zwischen Gehsener Straße (Süd) und Mühltaler Straße (Nord), über die sie als unbefestigte Stichstraße weiterführt. | Semliner Straße |
| Siegfried-Berger-Straße (Lage)       | 0440                                                                   | Siegfried Berger (1918–2002), Streikführer im Funkwerk Köpenick beim Aufstand 1953 | 1. Feb. 2007                               | Die Straße geht westlich von der Wendenschloßstraße Richtung Dahme ab. Der um 1920 als Straße 244 angelegte Verkehrsweg erhielt den neuen Namen amtlich vier Tage nach dem 5. Todestag von Berger. An der Seite zur Wendenschloßstraße sind einige Original-Gebäude des Bolle-Hofs erhalten, die anschließenden Wohnbauten benutzen Reste der Bebauung, wie das Bild zeigt. | Wohnhäuser Siegfried-Berger-Straße |
| Slevogtweg (Lage)                    | 0260                                                                   | Max Slevogt (1868–1932), Maler und Grafiker | 15. März 1939                              | Die Straße, bei ihrer Anlage um 1895 Reuterstraße, befindet sich ganz im Süden von Wendenschloß. Sie verläuft in Süd-Nord-Richtung zwischen Möllhausenufer und Ekhofstraße. Eines der Wohnhäuser fällt durch seine Stützfigur in Form eines weiblichen Aktes auf und ist denkmalgeschützt. Die Villa am Slevogtweg 5–7 wurde nach Bauplänen von Kurt Schramm 1914 fertiggestellt. | |
| Sommerwiesenweg (Lage)               | 0140                                                                   | Der Name bezieht sich auf das nahe gelegene Wiesengelände am Kuhgraben | 11. Mai 2015                               | Die Straße liegt in einem Neubaugebiet und zweigt vom Feldblumenweg ab. | Berlin-Köpenick Sommerwiesenweg |
| Spindlergasse (Lage)                 | 0050                                                                   | Johann Heinrich Spindler und Wilhelm Spindler, zwei in dieser Straße ansässige Nagelschmiedemeister [Vater und Sohn], (18. und 19. Jh.) | vor 1894                                   | Sie führt vom Katzengraben im Bereich Altstadt bis zum Ufer der Spree. Ursprünglich war der schmale Verkehrsweg eine Wassergasse für die Feuerwehr. | |
| Spindlersfelder Straße (Lage)        | 2110                                                                   | Spindlersfeld, Erschließungsstraße für den Ortsbereich | 16. Juli 2002                              | Die Nord-Süd-Straße wurde als Umfahrung der Köpenicker Altstadt angelegt. Sie ist Teil der geplanten TVO und verläuft von der Straße An der Wuhlheide über die Wilhelm-Spindler-Brücke der Spree bis zur Glienicker Straße, direkt östlich parallel zur Bahntrasse des Berliner Außenrings. Der erste Teilabschnitt bis zur Oberspreestraße wurde am 7. Oktober 2002 eröffnet, der Abschnitt bis zur Glienicker Straße wurde am 9. August 2007 freigegeben. In Straßenmitte verläuft die Ortsteilgrenze zu Berlin-Adlershof. Eine Straße dieses Namens gab es bereits zuvor an anderer Stelle, sie wurde 1962 in Ernst-Grube-Straße umbenannt. | Spindlersfelder Straße im Jahr 2006; die Brücke über die Ottomar-Geschke-Straße ist noch im Bau |
| Spinnpfad (Lage)                     | 0070                                                                   | Spinnen, Bezugnahme auf den Seidenweber und Koloniegründer Carl Spindler | 13. Juni 1936                              | Der Pfad liegt im Bereich Spindlersfeld und geht als Sackgasse nordwärts von der Gloriastraße ab; er umfasst 10 Hausnummern. Bei der Anlage der Kolonie um 1900 hieß der Verkehrsweg Straße B. | Spinnpfad |
| Spitzerstraße (Lage)                 | 0260                                                                   | Paul Spitzer (1906–1933) und Josef Spitzer (1907–1933), Arbeiter und Kommunisten, die infolge von Misshandlungen während der Köpenicker Blutwoche starben | 31. Juli 1947                              | Die Spitzerstraße verbindet die Müggelheimer Straße mit der Luisenstraße. Sie liegt im Kietzer Feld und hieß zuerst ab ca. 1870 Albrechtstraße. | Spitzerstraße |
| Spreestraße (Lage)                   | 0110                                                                   | Spree, Fluss durch Berlin und Köpenick | vor 1912                                   | Sie geht südwestwärts von der Lindenstraße ab und umfasst nur sechs Parzellen. | Blick in die Spreestraße von der Lindenstraße aus. |
| Stahnweg (Lage)                      | 0070                                                                   | Stahn, alteingesessene Fischerfamilie um 1577; Caspar Stahn war einer der Überlebenden des Dreißigjährigen Kriegs im Kietz | 23. Nov. 1933                              | Der Stahnweg ist eine kurze Stichstraße im Bereich Wendenschloß Süd (anfänglich auch Siedlung Cöpenick genannt), die vom Finkeldeweg ostwärts abgeht. Ein früherer Straßenname ist nicht überliefert, es wird ein Buchstabe gewesen sein, wie andere Straßen in der Siedlung. | Stahnweg |
| Stellingdamm (Lage)                  | 0770                                                                   | Johannes Stelling (1877–1933), Sozialdemokrat, 1921–1924 Ministerpräsident des Freistaates Mecklenburg-Schwerin; Reichstagsabgeordneter; in der Köpenicker Blutwoche umgebracht | 31. Juli 1947                              | Der Stellingdamm geht ostwärts von der Mahlsdorfer Straße ab und führt bis zum Essenplatz. Bei der Anlage des Straßensystems um 1920 wurde er Dahlwitzer Straße nach der Richtung genannt. Zwischen der Bahntrasse und Mittelheide, um die Dahlwitzer Straße und den Lindenhof herum, entstand die ,Siedlung Elsengrund’ in zwei Bauabschnitten, 1919–1921 und 1921–1928. Den Erschließungsplan und die Baupläne lieferte Otto Rudolf Salvisberg für die Gemeinnützige Cöpenicker Siedlungsgesellschaft. Bereits in der ersten Bauphase um 1920 errichtete die Stadt Berlin unter der Nummer 15 die Gasanstalt Cöpenick. (unteres Bild) | Stellingdamm 30 · Stellingdamm 15, Baudenkmal ehemalige Gasanstalt |
| Sterntalerstraße (Lage)              | 0640                                                                   | Die Sterntaler, Grimmsches Märchen | 26. Juli 1927                              | Die im Märchenviertel liegende Straße wurde um 1920 angelegt und hieß zuerst Straße E. Bei ihrer Benennung wurde sie nach alter Rechtschreibung Sternthaler Straße geschrieben. Danach schrieb man den Namen in zwei Wörtern, was nach den Regeln der Namensbildung dann einem Ort Sternthal hätte entsprechen müssen. Der Verkehrsweg führt in leichter Südostverschwenkung von der Rotkäppchenstraße bis Mittelheide und setzt sich als Heidekrugstraße fort. | Sterntalerstraße |
| Strandschloßweg (Lage)               | 1870                                                                   | Gaststätte Strandschloß am Müggelsee, zu der die Straße führte | nach 1939                                  | Der Strandschloßweg beginnt am Müggelheimer Damm (West) und verläuft über die Erwin-Bock-Straße hinaus hinter dem Gelände des Köpenicker Krankenhauses durch die Kämmereiheide bis nahe an den Großen Müggelsee. Er wurde beim Bau des Allende-Viertels II als Straße ausgebaut. Ein kurzer mittlerer Abschnitt dieser Straße kam 1981 zur Alfred-Randt-Straße. Die namensgebende Gaststätte wurde während des Zweiten Weltkriegs zerstört und danach nicht wieder aufgebaut. | Strandschloßweg, Sicht Richtung Osten ab Salvador-Allende-Straße |
| Straße am Wald (Lage)                | 0490                                                                   | Waldgebiet Wuhlheide, das tangiert wird | nach 2000                                  | Die Straße im Innovationspark Wuhlheide ist eine Privatstraße. Sie verbindet die Köpenicker Straße ostwärts mit der Straße Am Wuhleufer. Von ihr gehen nach Süden namenlose Erschließungsstraßen ab. Gemäß einem im Gewerbepark vorhandenen Straßenplan sind Buchstaben für die Straßen vergeben worden (A–F). Eine Vorortbesichtigung zeigt, dass anstelle von Straßenschildern Hinweisschilder zu den Gewerbebauten angebracht wurden, wie Hallen 41, 42 oder Häuser 1, 3, 5. (Stand: August 2014) Die Zufahrt zum Gelände ist nachts und am Wochenende gesperrt. | Straße am Wald |
| Straße im Walde (Lage)               | 0500                                                                   | Waldgebiet Dammheide, das sich bis Berlin-Kaulsdorf hinzieht | 5. Juli 1922                               | Sie liegt in der Kolonie Uhlenhorst, beginnt an der Mahlsdorfer Straße in nordwestlicher Richtung und endet als Sackgasse. Ursprünglich reichte sie nur bis zum Güldenauer Weg. Gemäß dem Bebauungsplan war sie zunächst die Straße 33. | Straße im Walde |
| Straße zum Müggelhort (Lage)         | 2610                                                                   | Müggelhort, Landzunge zwischen Großem und Kleinem Müggelsee | nach 1990                                  | Die so benannte Asphaltstraße führt vom Müggelheimer Damm (nahe Köpenick/Müggelheim) auf die Halbinsel Müggelhort, die von Müggelspree, Kleinem und Großem Müggelsee begrenzt ist und mit einer 120 Meter breiten Landverbindung am Köpenicker Forst liegt. Das sechs Meter breite Asphaltband der Straße ist nach 2008 auf 2200 Metern vom Müggelheimer Damm her mit unterbrochenen Längsmarkierungen (also überfahrbaren) versehen worden. Die befahrbare Straßenbreite ist so in eine einspurige „Fahrstraße“ und auf beiden Seiten verlaufende meterbreite Fuß- und Radwege aufgeteilt. Die Straße endet an einem Parkplatz und erschließt die Siedlung Müggelhort im Südteil folgend über den (nichtamtlichen) Elsnerweg sowie die Ausflugsgaststätte (Straße zum Müggelhort 1) mit dem Anleger der Fähre F23 und der Rettungsstation (ohne Anschrift) im Nordteil. Das Wirtshaus existiert seit 1900 auf dieser Landzunge. Die Verbindung zum Wirtshaus erfolgte wenigstens 1922 über die Waldwege des Stadtforsts und wurde später als Straße ausgebaut. Da der Verkehrsweg auch eine postalische Adresse ist, ist es naheliegend, dass „Straße zum Müggelhort“ für Wegebeschreibungen schon länger genutzt wird. Die Grundstücke der Straße umfassen neben „Straße zum Müggelhort 1“ (Waldgaststätte) die Grundstücke 2–36 (gerade) im Südteil der Siedlung (südlich vom Elsnerweg) und im Siedlungsnordteil die ungerade nummerierten 3–15 sowie 17–27, wobei letztere am Elsnerweg entlang liegen. | Ende der Straße zum Müggelhort an der Gaststätte · Straße vom Parkplatz gesehen zum Müggelheimer Damm |
| Straße zum Müggelturm (Lage)         | 2350                                                                   | Müggelturm, Aussichtsturm in den Müggelbergen | nach 2000                                  | Die Straße geht südwärts vom Müggelheimer Damm ab und führt zum Parkplatz am Müggelturm in sehr verschlungener Führung. Der hier genannte Straßenname taucht offiziell erstmals um das Jahr 2000 in Stadtkarten auf. Er entstand wahrscheinlich durch Zusammenfassung einzelner früherer Abschnitte wie In den Müggelbergen oder Am Teufelssee. Namensbezug ergibt sich wohl durch den früheren Spindlerturm des Wäscherei- und Färbereibesitzer Carl Spindler (siehe Bild). Spindler ließ vom Baumeister Carl Geist um 1890 einen Aussichtsturm errichten; zeitgleich wurde die Ausflugsgaststätte am Fuße des Turms eröffnet. | Der alte Müggelturm von Spindler beauftragt |
| Thürnagelstraße (Lage)               | 0240                                                                   | Christoph Daniel Thürnagel, Bürgermeister von Köpenick 1785–1796 | 16. Aug. 1928                              | Die Thürnagelstraße, in der Dammvorstadt gelegen, verbindet die Borgmannstraße (West) mit der Gelnitzstraße (Ost). Bei ihrer Anlage wurde sie Straße 202 genannt. | Thürnagelstraße |
| Uhlenhorster Straße (Lage)           | 0410                                                                   | Uhlenhorst, Name der Siedlung, in der die Straße angelegt wurde; Der Siedlungsname bezieht sich auf das Nest von Eulen (norddeutsch ,Uhl’). | 5. Juli 1922                               | Die Uhlenhorster Straße, im Märchenviertel gelegen, verbindet die Dornröschenstraße (Nord) mit der Schmausstraße (Süd) und wurde zunächst Straße F genannt. Bei der Ersterwähnung im Berliner Adressbuch 1922 wird hier ein Restaurant ,Pferdebucht’ angegeben. | Uhlenhorster Straße |
| Unter den Birken (Lage)              | 0570                                                                   | Birken, europäische Laubbaumart | 1912                                       | Die Straße geht nordwestlich von der Mahlsdorfer Straße ab. Bis zur Kreuzung mit dem Güldenauer Weg besitzt sie zwei getrennte Fahrstreifen. Danach führt sie in gleiche Richtung als Sackgasse weiter. Als namenloser Fußweg setzt sie sich bis zur Deutschhofer Allee im Ortsteil Berlin-Kaulsdorf fort. | Unter den Birken |
| Verlängerte Hämmerlingstraße (Lage)  | 0590                                                                   | Weiterführung der Hämmerlingstraße | nach 2000                                  | Die Straße am äußeren Rand des Innovationsparks Wuhlheide ist eine Privatstraße nur für Wohn-Anlieger. Sie bildet derzeit [veraltet] eine Querstraße zur Hämmerlingstraße in Ost-West-Richtung. Eine geplante direkte Verlängerung der Hämmerlingstraße ist (noch) nicht ausgeführt, sie würde durch eine Kleingartenanlage führen. | Verlängerte Hämmerlingstraße |
| Verlängerte Köpenicker Straße (Lage) | 0480                                                                   | Ableitung der Köpenicker Straße | nach 2000                                  | Die Straße geht von einem Knick der Köpenicker Straße südwestwärts ab und ist eine Privatstraße nur für Anlieger. Sie führt als Stich- und Zufahrtsstraße an der äußeren Grenze der Gewerbefläche des Innovationsparks entlang bis zum Eingang E. Ein Straßenschild ist nicht vorhanden (Stand August 2014). | Verlängerte Köpenicker Straße |
| Verlängerte Mozartstraße (Lage)      | 0460                                                                   | Bezug zur Mozartstraße | nach 2000                                  | Die unbefestigte Straße verläuft als Querstraße zur Mozartstraße parallel zur Wuhle. | Verlängerte Mozartstraße |
| Waldburgweg (Lage)                   | 0260                                                                   | Richtung zur Gaststätte Waldburg am S-Bahnhof Hirschgarten, die 1903 eröffnet worden war | 9. Aug. 1922                               | Er geht vom Essenplatz ostwärts ab und endet als Kraftverkehrsstraße an der Heidekrugstraße. Danach führt er als unbefestigter Verkehrsweg in östliche Richtung durch ein Waldgebiet weiter bis zum Bahnhof Hirschgarten. Zunächst wurde der östliche Abschnitt Waldburgstraße genannt. | Waldburgweg, vom Essenplatz aus gesehen |
| Waldnesselweg (Lage)                 | 0200                                                                   | Waldnessel, eine krautige Blühpflanze | 2. Nov. 2005                               | Der Waldnesselweg bildet die Süd-Nord-Verbindung zwischen Grüne Trift am Walde und Müggelheimer Damm. Jenseits setzt sich der Weg als Erwin-Bock-Straße fort. | Waldnesselweg |
| Waldpromenade (Lage)                 | 1830 (im Ortsteil)                                                     | Wald, Pflanzenformation aus überwiegend Bäumen und Promenade, Spazierweg | vor 1920                                   | Die Straße verläuft überwiegend im Ortsteil Berlin-Mahlsdorf; sie bildet jedoch die Ortsteilgrenze. Der Südrand der Straße, die Dammheide und die Mittelheide gehören zu Köpenick. Hier befindet sich nur in einem kleinen Mittelabschnitt eine Bebauung. | Bild gesucht BW |
| Wäscherinnenweg (Lage)               | 0110                                                                   | Der Name nimmt Bezug auf die früher hier ansässige Großwäscherei | 29. Juni 2019                              | Die Straße liegt in der Wasserstadt Spindlersfeld und führt von der Ernst-Grube-Straße zur Adolf-Heyden-Straße. | Bild gesucht BW |
| Weinbergstraße (Lage)                | 0220                                                                   | Weinberg, an dessen Hängen die Kirchengemeinde im 18./19. Jh. Weinreben anbaute | vor 1912                                   | Der namensgebende Kalkberg wurde ab Mitte des 19. Jh. bei der Produktion von Sandsteinblöcken abgetragen. Die Weinbergstraße liegt zwischen Gelnitzstraße und Seelenbinderstraße in der Dammvorstadt. | Weinbergstraße |
| Wendenschloßstraße (Lage)            | 3250                                                                   | Wendenschloß, eine ehemalige Gaststätte im Südbereich dieser Straße und die erste villenkolonie an dieser Stelle | 9. Nov. 1926                               | Die Wendenschloßstraße beginnt an der Salvador-Allende-Straße (Nord), macht an der Kreuzung mit dem Müggelheimer Damm einen leichten Bogen südwärts und führt bis zum Möllhausenufer (Süd). Sie wird fast in ganzer Länge von der Straßenbahn befahren. Angelegt wurde der Verkehrsweg gegen Ende des 19. Jahrhunderts in drei unterschiedlich benannten Abschnitten: die Marienstraße, die Verlängerte Marienstraße (Mitte und nördlich) sowie die Rückertstraße. Das Benennungsdatum 1926 gilt für die Teile der Marienstraße. Der Südabschnitt bis zum Möllhausenufer behielt den Namen Rückertstraße noch bis 1939. Die ebenfalls namensgebende Villenkolonie entstand ab 1892 im Auftrag der Stadt Köpenick durch Parzellierung des ,Eichhorn’. Entlang dieser Straße entwickelten sich bereits um 1900 viele Wassersportklubs und der Betriebshof Köpenick und in den 1920er Jahren Fabriken und weitere Einrichtungen. Nach der Wende kam auf der parzelle 176 ein modernes Blockheizkraftwerk hinzu. | Wendenschloßstraße · Nordostbereich der Wendenschloßstraße mit Brücke über den Stichkanal |
| Westendstraße (Lage)                 | 0200                                                                   | westliches Ende der Köllnischen Vorstadt | vor 1920                                   | Sie verbindet die damalige Berliner Straße (seit 1931 Oberspreestraße) (Nord) mit der Rudower Straße (Süd) im Bereich Spindlersfeld. In Plänen um 1912 soll sie bereits ausgewiesen worden sein aber noch namenlos. Denkmalgeschützt sind hier die Wohnhäuser Nummer 4 und Nummer 6 von 1912/13 sowie zwei komplette Wohnblöcke (Nummern 8–22 und Nummern 42–52) aus den 1930er Jahren (am rechten Bildrand zu sehen). | Westendstraße |
| Wirsitzer Weg (Lage)                 | 0180                                                                   | ,Wirsitz’, Stadt in der Provinz Posen, seit 1945 Wyrzysk in Polen | 4. Nov. 1935                               | Er verbindet die Filehner Straße (West) mit dem Güldenauer Weg (Ost). Angelegt wurde der Weg als 'Straße A'. | Bild gesucht BW |
| Wolfsgartenstraße (Lage)             | 0240                                                                   | Wolfsgarten, Flurname nach einst dort befindlichen Wolfsgruben | vor 1922                                   | Die Straße liegt zwischen Stellingdamm und Janitzkystraße und besitzt 44 Parzellen. | Wolfsgartenstraße, von der Janitzkystr. aus gesehen |
| Wongrowitzer Steig (Lage)            | 0780                                                                   | ,Wongrowitz’, Stadt in der Provinz Posen, seit 1945 Wągrowiec in Polen | 4. Dez. 1930                               | Als Vogtlandstraße nach 1920 angelegt, liegt sie zwischen Kaulsdorfer und Mahlsdorfer Straße. Die Parzellen 2–10, um 1922 im Besitz der Gemeinnützigen Wohnungsbaugesellschaft Berlin mit Sitz in der Gemeinde Lichtenberg, wurden von diesem Unternehmen bebaut. | Wongrowitzer Steig |
| Zu den sieben Raben (Lage)           | 0300                                                                   | Die sieben Raben, Grimmsches Märchen | 26. Juli 1927                              | Sie verläuft zwischen Dornröschenstraße (Nord) und Janitzkystraße (Süd) im Märchenviertel. Angelegt wurde der Verkehrsweg als Straße C. Hier befindet sich seit 1898 die Neuapostolische Gemeinde Berlin-Köpenick (Hausnummer 12, siehe Bild). | Zu den sieben Raben: Blick auf die neuapostolische Kirche |
| Zum Dahmeufer (Lage)                 | 0180                                                                   | Dahme, befindet sich etwas westlich in Straßenrichtung | 1. Okt. 2009                               | Das hier bis zur Dahme führende Straßennetz erhielt anfangs ein Nummernsystem zwischen 234 und 241, das erst nach und nach durch Eigennamen ersetzt wird. Die Straße 235 wurde mit der geplanten Bebauung im 21. Jh. benannt. Zum Dahmeufer befindet sich im westlichen Bereich der Wendenschloßsiedlung. Sie geht westlich vom Bockmühlenweg ab. Direkt an das Ufer des Flusses führt jedoch nur ein Fußweg (unteres Bild). | Zum Dahmeufer · Zum Dahmeufer (Fußweg-Ende) |
| Zum Langen See (Lage)                | 0920                                                                   | Langer See, Teilstück im Lauf der Dahme, auf den die Straße zuführt | 24. Juni 1960                              | Bei der Anlage des Straßensystems im Bereich der Villenkolonie Wendenschloß wurde der Verkehrsweg Körnerstraße genannt, ab 1939 dann Buchhornstraße. Die Straße verläuft vom Lienhardweg bis zum Möllhausenufer in Nord-Süd-Richtung. | Zum Langen See |
| Zum Schmetterlingshorst (Lage)       | 0780                                                                   | ,Schmetterlingshorst’, Ausflugsgaststätte im Stadtforst Köpenick am Langen See | 1. Okt. 2009                               | Der Verkehrsweg geht von der Straße zum Müggelturm nach Süden ab und führt zur 1912 eröffneten Gaststätte am Langen See. Direkt an der Gaststätte, die seit den 1990er Jahren nur ein Imbissanbieter mit Biergarten ist, befinden sich die Parzellen 1 und 2 (siehe Bild). Das Restaurant beherbergt eine umfangreiche Schmetterlingsausstellung, die im 20. Jahrhundert zusammengetragen worden ist. Der teilweise unbefestigte Weg existierte bereits viele Jahre vor der offiziellen Namensgebung als Forstweg. | Zum Schmetterlingshorst |
| Zum Wuhleblick (Lage)                | 0150                                                                   | Wuhle, am westlichen Straßenende | 2. Juni 2008                               | Die vormalige Straße D18 zwischen Kaulsdorfer Straße und Görsdorfer Straße wurde 2008 benannt. Ein Fußgängersteg über das namensgebende Flüsschen führt zur Mozartstraße am anderen Ufer. | Zum Wuhleblick |
| Zur Güterbahn (Lage)                 | 0200                                                                   | Güterbahnhof Köpenick | 1. Nov. 2010                               | Die Straße, um 1900 als Waldstraße angelegt, führt in einer Stichstraße nordwärts vom Brandenburgplatz (Kaiser-Wilhelm-Straße), ein anderer Zweig führt nordostwärts zur Trasse der Bahnstrecke Berlin–Görlitz. Viele Jahre erfolgte der Gütertransport zwischen dem Kabelwerk an der Friedrichshagener Straße und dem Güterbahnhof auf dem Schienenweg durch diese Straße. | Zur Güterbahn, vom Brandenburgplatz gesehen |
| Zur Nachtheide (Lage)                | 0750                                                                   | Nachtheide, ein historischer Flurname | 24. Juni 1960                              | Angelegt wurde sie Ende der 1920er Jahre als Straße 281. Die Straße führt vom östlichen Dahmeufer in West-Ost-Richtung bis zum Teich an der Nachtheide, wo sie sich in ein Karree aufspaltet. Sie quert unter anderem die Wendenschloßstraße, die Grüne Trift und die Köpenzeile. | Zur Nachtheide |

## Ehemalige und geplante Straßen
| Ursprünglicher Name                            | von           | bis           | umbenannt                                               | Namensgeber und weitere Anmerkungen |
| ---------------------------------------------- | ------------- | ------------- | ------------------------------------------------------- | --- |
| Achenbachstraße                                | nach 1910     | 10. Okt. 1973 | → Salvador-Allende-Straße                               | Adolf von Achenbach, Landrat des Kreises Teltow „aus Anlass der Errichtung des Kreiskrankenhauses Cöpenick“ benannt |
| Albert-Beyer-Straße                            | 1. Mai 1945   | 1948          | → Kiekebuschstraße                                      | Albert Beyer, Widerstandskämpfer gegen das NS-Regime; die Benennung wurde amtlich nicht bestätigt |
| Albrechtstraße                                 | nach 1870     | 31. Juli 1947 | → Spitzerstraße                                         | Die Albrechtstraße wurde wahrscheinlich nach dem preußischen Thronfolger Albrecht benannt. |
| Alte Dahlwitzer Straße                         | nach 1919     | 9. Sep. 1933  | → Schmausstraße                                         | Sie wurde zunächst 1933 in Apelstraße umbenannt, im Jahr 1947 erhielt sie den Namen nach Vater und Sohn Schmaus, die Opfer der Köpenicker Blutwoche wurden. |
| Alte Fürstenwalder Straße                      | 18. Jh.       | 21. Apr. 1932 | → Am Generalshof                                        | Die Alte Fürstenwalder Straße nach Fürstenwalde bestand seit dem 19. Jahrhundert. Bei der Bebauung wurde die Straßenführung verändert, ein Teil eingezogen und ein Teil erhielt den Namen Am Generalshof. |
| Am Katzengraben                                | 27. Feb. 1927 | 10. Mai 1951  | → Katzengraben                                          | Im Jahr 1951 mit der ehemaligen Wilhelmstraße zusammengefasst. Der Name deutet darauf hin, dass hier die zu viel geborenen Hauskatzen ersäuft wurden. |
| Am Wuhlebach                                   | 16. Jan. 1925 | 1958          | → Kaulsdorfer Straße                                    | Trasse östlich parallel zur Wuhle |
| Amselstraße                                    | 1912          | 9. Juni 1933  | → Güldenauer Weg                                        | (im Bereich Uhlenhorst), benannt nach der Singvogelart Amseln |
| Amtsplatz                                      | um 1721       | 19. Jh.       | aufgehoben                                              | Platz vor dem Amtshaus |
| An der Spree                                   | vor 1918      | nach 1940     |                                                         | Lage angegeben mit 'nahe Achenbachstraße'; hier sind im Jahr 1926 zwei Gaststätten genannt: Neu-Ahlbeck und Neu-Heringsdorf Ab 1931 hieß diese Straße Weg nach Neu-Heringsdorf. Außer den Gaststätten ist hier der Berliner Damen-Ruder Klub ansässig. Und im Adressbuch des Jahres 1940 ist An der Spree wieder enthalten. Auf einer historischen Ansichtskarte aus dem Jahr 1918 wird Neu-Heringsdorf als „Riesen-Gaststätte“ beworben, drei miteinander verbundene einstöckige Gebäude, jede Menge Gartentische, eine Mehrfach-Kettenschaukel, ein Musikpavillon und eine Dampferanlegestelle sind direkt am Spreeufer zu sehen. |
| Apelstraße                                     | 9. Sep. 1933  | 31. Juli 1947 | → Schmausstraße                                         | Zuvor Alte Dahlwitzer Straße; 1933 umbenannt nach Walter Apel, einem SA-Mann, der zusammen mit Kumpanen in der Köpenicker Blutwoche die Familie Schmaus misshandelt und umgebracht hatte und dann durch einen Schuss in Notwehr starb. |
| Beethovenstraße                                | nach 1910     | 28. Sep. 1935 | → Birnbaumer Straße                                     | Ludwig van Beethoven, Komponist |
| Berliner Straße                                | 1885          | 23. Nov. 1931 | → Oberspreestraße                                       | Richtung nach Alt-Berlin |
| Biesdorfer Straße                              | 18. Jh.       | 24. Apr. 1948 | → Hämmerlingstraße                                      | Weg nach Biesdorf, dem nördlichen Nachbarort |
| Bismarckplatz                                  | nach 1885     | 10. Okt. 1936 | → Cardinalplatz                                         | Otto von Bismarck (1815–1898), Ministerpräsident von Preußen, erster Reichskanzler des Deutschen Reiches |
| Breite Straße                                  | 18. Jh.       | Mitte 18. Jh. | → Alt-Köpenick                                          | Die erste Köpenicker Straße (Schloßstraße) wurde auf Kurfürstliche Order verbreitert und erhielt mit dem Schlossneubau den Namen Schloßstraße. |
| Buchhornstraße                                 | 15. März 1939 | 24. Juni 1960 | → Zum Langen See                                        | mit Buchen bestandene Landzunge („Horn“). |
| Buschdorfer Straße                             | 7. Jan. 1928  | um 1970       | aufgehoben                                              | ,Buschdorf’, Provinz Pommern, seit 1945 Zakrzewo (Powiat Złotowski) in Polen |
| Dahlwitzer Platz                               | nach 1919     | 9. Sep. 1933  | → Essenplatz                                            | von 1933 bis 1947 Gleuelplatz |
| Dahlwitzer Straße                              | nach 1919     | 31. Juli 1947 | → Stellingdamm                                          | Richtung nach Dahlwitz |
| Dahlwitzer Weg                                 | nach 1920     | ?             | ?                                                       | Richtung nach Dahlwitz |
| Dahmestraße                                    | nach 1892     | 15. März 1939 | → Hugo-Wolf-Steig                                       | Straße zum Fluss Dahme |
| Eichenallee                                    | um 1913       | 13. Juli 1934 | → Dammheidestraße → Pflanzgartenstraße                  | Eichen |
| Eichhornstraße                                 | nach 1892     | 15. März 1939 | → Lienhardweg                                           | ,Eichhorn’, Flurname für die mit Eichen bestandene, durch die Windung der Dahme gebildete Landzunge (Horn oder Kap) Nach Parzellierung des Eichhorns und des benachbarten Buchhorns entstand 1892 nach einem Bebauungsplan von Hans Schütte die Villenkolonie Wendenschloß. |
| Elisabethstraße                                | vor 1893      | 20. Apr. 1948 | → Pohlestraße                                           | Elisabeth, Kurfürstin von Brandenburg, Ehefrau des Kurfürsten Joachim I |
| Eschenstraße                                   | nach 1913     | 13. Juli 1934 | → Dammheidestraße                                       | Eschen, Laubbäume, häufig als Straßenbäume gepflanzt |
| Falkendammer Straße                            | 19. Jh.       | 10. Okt. 1936 | → Falkendamm                                            | Flurname Falkenhain |
| Fontanestraße                                  | nach 1895     | 20. Mai 1937  | → Bendigstraße                                          | Theodor Fontane (1819–1898), Schriftsteller des poetischen Realismus |
| Friedrichshagener Chaussee                     | vor 1893      | um 1920       | → Friedrichshagener Straße                              | Chaussee nach Friedrichshagen |
| Friedrichstraße                                | 19. Jh.       | 10. Mai 1951  | → Lüdersstraße                                          | Friedrich der Große, König von Preußen |
| Friedrich-Wilhelm-Platz                        | 1894          | 31. Juli 1947 | → Futranplatz                                           | Ab 1811 auf einem aufgehobenen Bestattungsplatz der Laurentiusgemeinde angelegt und zunächst namenlos; 1874 benannt nach Friedrich Wilhelm, Kurfürst von Brandenburg, der in Cöpenick geboren worden war |
| Froschteichplatz                               | 26. Juli 1927 | um 1985       | überbaut und aufgehoben                                 | Froschkönig, Grimmsches Märchen, im Märchenviertel |
| Gellertstraße                                  | um 1922       | um 1941       | aufgehoben                                              | in der Villenkolonie Wendenschloß, zwischen Rückertstraße und Dahme verlaufend; nur ein Grundstück angegeben. Wahrscheinlich nach dem Dichter Christian Fürchtegott Gellert benannt, denn mehrere Straßen in der Umgebung erhielten Namen nach deutschen Dichtern (Goethe, Schiller). Bis 1935 wurde stets vermerkt „Grundstück gehört zur Rückertstraße 6“. Im Jahr 1940 gibt es den Straßennamen noch, er trägt jedoch den Hinweis „Wendenschloßstraße 410 und 416“. |
| Gleuelplatz                                    | 9. Sep. 1933  | 31. Juli 1947 | → Essenplatz                                            | Zuvor Dahlwitzer Platz; benannt nach Ronert Gleuel, einem SA-Mann, der in der Köpenicker Blutwoche umgekommen ist |
| Goetheplatz                                    | nach 1895     | 25. Aug. 1939 | → Müggelbergplatz                                       | Johann Wolfgang von Goethe (1749–1832), Dichter |
| Goethestraße                                   | nach 1895     | 25. Aug. 1939 | → Müggelbergallee                                       | Johann Wolfgang von Goethe (1749–1832), Dichter |
| Große Trift                                    | um 1800       | um 1910       | → Landjägerstraße                                       | Auf der Trift wurde das Vieh auf die Weide getrieben. |
| Günther-Roß-Straße                             | 20. Mai 1937  | 31. Juli 1947 | → Bendigstraße                                          | Günther Roß, ein SA-Standartenführer, der bei der Köpenicker Blutwoche umgekommen ist; zuvor Fontanestraße |
| Heinzelmännchenplatz                           | 26. Juli 1927 | um 1985       | überbaut und aufgehoben                                 | Die Heinzelmännchen waren der Sage nach Kölner Hausgeister. Der Platz befand sich im Märchenviertel. |
| Heuplatz                                       | 18. Jh.       | 30. Juni 1945 | → Platz des 23. April                                   | Heu, getrocknetes Gras, das sich die Köpenicker noch im 19. Jh. von diesem Platz holten. Später wurde daraus der Stadtpark Köpenick, der historische Name blieb jedoch vorerst erhalten. |
| Hinter dem Gehege                              | nach 1750     | 19. Jh.       | → Gartenstraße                                          | Gehege, umzäunte Fläche für Tierhaltung |
| Hohenzollernplatz                              | nach 1900     | 27. März 1939 | → Mandrellaplatz                                        | Hohenzollern, Besitzer vom Schloss Köpenick |
| Hoher Weg                                      | um 1930       | 23. Nov. 1933 | → Berlewitzweg                                          | erhöhte Lage des Verkehrsweges; Ein Teil des Hohen Wegs wurde am 23. November 1933 in Berlewitzweg umbenannt. Der verbliebene Abschnitt von der Dregerhoffstraße bis zum Lienhardweg behielt seinen ursprünglichen Namen noch bis zum 5. Mai 1961 und wurde danach eingezogen. |
| In den Müggelbergen, auch Am Teufelssee        | um 1920       | nach 1943     | →Straße zum Müggelturm                                  | Weg/Straße in den Müggelbergen |
| Kaiser-Friedrich-Straße                        | um 1890       | 24. Jan. 1938 | → Kiekebuschstraße                                      | Kaiser Friedrich |
| Kaiserin-Auguste-Viktoria-Straße               | nach 1896     | 27. März 1939 | → Puchanstraße                                          | Auguste Viktoria von Schleswig-Holstein-Sonderburg-Augustenburg, deutsche Kaiserin |
| Kaiser-Wilhelm-Straße                          | nach 1895     | 27. März 1939 | → Seelenbinderstraße                                    | auch eine Verl. Kaiser-Wilhelmstraße gab es (1927); beide benannt nach Kaiser Wilhelm I. |
| Karl-Spindler-Straße auch Carl-Spindler-Straße | 17. Mai 1904  | 4. Mai 1962   | → Ottomar-Geschke-Straße                                | Karl Spindler (1841–1902), Unternehmer mit Bezug zu Spindlersfeld |
| Kirdorfplatz                                   | 27. März 1939 | 31. Juli 1947 | → Mandrellaplatz                                        | Emil Kirdorf, Industrieller und Unterstützer des Nationalsozialismus; zuvor Kaiser-Wilhelm-Platz |
| Kirdorfstraße                                  | 27. März 1939 | 31. Juli 1947 | → Seelenbinderstraße                                    | Emil Kirdorf, Industrieller und Unterstützer des Nationalsozialismus; zuvor Kaiser-Wilhelm-Straße |
| Kleine Gasse                                   | 18. Jh.       | Ende 18. Jh.  | → Rosenstraße                                           | Ausmaße der Gasse |
| Kleine Hege auch Kleine Heege                  | vor 1929      | nach 1988     | aufgehoben                                              | kleiner Platz zwischen Gartenstraße und Kietz |
| Kleingartenplatz                               | um 1927       | nach 1943     | ?                                                       | in der Siedlung Kämmereiheide |
| Kleinstraße                                    | 9. Sep. 1933  | 31. Juli 1947 | → Janitzkystraße                                        | Franz Klein, Mitglied des SA-Sturms, der in der Köpenicker Blutwoche durch Notwehr erschossen wurde. Zuvor – ab etwa 1920 – hieß der Verkehrsweg Ravensteiner Straße. |
| Kleiststraße                                   | nach 1892     | 15. März 1939 | → Möllhausenufer                                        | Heinrich von Kleist (1777–1811) Dramatiker, Erzähler, Lyriker und Publizist |
| Kliestowstraße                                 | 17. Jh.       | Anf. 18. Jh.  | → Rosenstraße                                           | Martin Kliestow, um 1603 Bürgermeister in Köpenick |
| Konstadter Platz                               | 17. Mai 1930  | 18. Jan. 1964 | → Ottomar-Geschke-Straße                                | ,Konstadt‘, Stadt in der Provinz Oberschlesien, seit 1945 Wołczyn in Polen. In die Straße einbezogen bei der Neubebauung. |
| Konstadter Weg                                 | 17. Mai 1930  | 4. Mai 1962   | → Ottomar-Geschke-Straße                                | Konstadt, Ort in der Provinz Oberschlesien, seit 1945 Wołczyn in Polen; Der Weg trug im Bebauungsplan die Bezeichnung Straße 21 und verband die Chaussee nach Cöpenick (in Adlershof) mit der Oberspreestraße am Bahnhof Spindlersfeld. Der Weg ging in die neu trassierte Ottomar-Geschke-Straße ein. |
| Köpenicker Allee                               | 15. Jh.       | vor 1893      | → Mahlsdorfer Straße                                    | Köpenick, Richtung |
| Köpenicker Straße                              | um 1880       | 8. März 1935  | aufgehoben                                              | Köpenick, Richtung |
| Körnerstraße                                   | nach 1895     | 25. März 1939 | → Zum Langen See                                        | Theodor Körner (1791–1813), Schriftsteller |
| Kurfürstenallee                                | nach 1885     | 10. Okt. 1936 | → Cardinalstraße                                        | brandenburgischer Herrschertitel vor der Königswürde in Preußen für die Hohenzollern |
| Kurfürstliche Freiheit                         | um 1705       | um 1765       | → Freiheit                                              | Der Kurfürst hatte hier angesiedelten Bürgern Steuerfreiheit gewährt. |
| Laubingerplatz                                 | 25. Aug. 1939 | 24. Juni 1960 | → Müggelbergplatz                                       | Otto Laubinger, Schauspieler und Anhänger der NS-Bewegung |
| Laubingerstraße                                | 25. Aug. 1939 | 24. Juni 1960 | → Müggelbergallee                                       | Otto Laubinger, Schauspieler und Anhänger der NS-Bewegung |
| Lebendorfer Straße                             | um 1906       | vor 1922      | → Bellevuestraße                                        | ,Lebendorf‘, Ort in der Provinz Westpreußen, seit 1945 Ortsteil von Gollub in Polen |
| Lessingstraße                                  | nach 1895     | 15. März 1939 | → Ostendorfer Straße                                    | Gotthold Ephraim Lessing (1729–1781), Dichter der deutschen Aufklärung |
| Litzmanndamm                                   | 25. Aug. 1939 | 31. Juli 1947 | → Alt-Köpenick                                          | Karl-Siegmund Litzmann (1893–1945), Anhänger des Nationalsozialismus, Generalkommissar für Estland |
| Litzmannplatz                                  | 25. Aug. 1939 | 31. Juli 1947 | → Schloßplatz                                           | Karl-Siegmund Litzmann (1893–1945), Anhänger des Nationalsozialismus, Generalkommissar für Estland |
| Marienstraße                                   | 1870          | 9. Nov. 1926  | → Wendenschloßstraße                                    | Henriette Marie von Brandenburg-Schwedt |
| Marktplatz                                     | nach 1713     | 1878          | → Alt-Köpenick                                          | zuvor Schloßstraße, danach Litzmanndamm, dann Max-Betcke-Straße |
| Max-Betcke-Platz                               | 1. Mai 1945   | 31. Juli 1947 | → Schloßplatz                                           | zuvor Marktplatz, Litzmannplatz; Max Betcke (1868–1944), Kommunalpolitiker und Händler |
| Max-Betcke-Straße                              | 1. Mai 1945   | 31. Juli 1947 | → Alt-Köpenick                                          | zuvor Schloßstraße, Marktplatz, Litzmanndamm; Max Betcke (1868–1944), Kommunalpolitiker und Händler. 1939 wurde sie in Lietzmanndamm umbenannt und trug zwischen 1945 und 1947 den bezirklich festgelegten Namen Max-Betcke-Straße, der aber amtlich nicht bestätigt wurde. |
| Moltkestraße                                   | nach 1896     | um 1900       | → Parrisiusstraße                                       | Helmuth Karl Bernhard von Moltke, preußischer Generalfeldmarschall |
| Müggelschlößchenstraße                         | um 1910       | 1973          | → Pablo-Neruda-Straße (ein Teil)                        | Nur der Bereich im Allende-Viertel wurde umbenannt, der größere Abschnitt behielt seinen Namen Müggelschlößchenstraße. |
| Neuer Weg                                      | vor 1873      | nach 1873     | → Mentzelstraße                                         | Hinweis auf die Neuanlage des Verkehrswegs |
| Osteroder Eck                                  | 25. Aug. 1939 | um 1970       | beim Bau des Allendeviertels aufgehoben                 | ,Osterode’, Ort in der Provinz Ostpreußen, seit 1945 Ostróda in Polen |
| Rasenbleiche                                   | 20. Apr. 1948 | 31. Mai 1951  | → Pohlestraße                                           | Vormals wurde hier Weißwäsche auf flussnahen Rasenflächen gebleicht. |
| Ravensteinstraße                               | nach 1919     | 9. Sep. 1933  | → Janitzkystraße                                        | Ravenstein, Teil der heutigen Gemeinde Dahlwitz-Hoppegarten mit der Ravensteiner Mühle an der Erpe in der benachbarten Gemeinde Hoppegarten in Brandenburg. Die Umbenennung betraf nur einen östlichen Abschnitt der Straße, die gesamte Ravensteinstraße gehört seitdem zu Mahlsdorf. |
| Reuterstraße                                   | nach 1895     | 15. März 1939 | → Slevogtstraße                                         | Fritz Reuter (1810–1874), Schriftsteller |
| Rückertstraße                                  | nach 1892     | 15. März 1939 | als Südabschnitt in die → Wendenschloßstraße einbezogen | Friedrich Rückert (1788–1866), Schriftsteller |
| Schillerplatz                                  | nach 1892     | 15. März 1939 | → Ekhofplatz                                            | Friedrich Schiller, Schriftsteller |
| Schillerstraße                                 | nach 1892     | 15. März 1939 | → Ekhofstraße                                           | Friedrich Schiller, Schriftsteller |
| Schloßstraße                                   | 18. Jh.       | 25. Aug. 1939 | → Alt-Köpenick                                          | Schloss Köpenick, zuvor auch Litzmannstraße und Max-Betcke-Straße. Die älteste Straße Köpenicks hieß ursprünglich Breite Straße und wurde im Zusammenhang mit dem Schlossneubau um 1690 in Schloßstraße umbenannt. |
| Schreberplatz                                  | um 1928       | 7. Feb. 1958  | → Schrebergasse                                         | Moritz Schreber, Arzt und Erfinder der Kleingärten für Stadtbewohner. |
| Spindlersfelder Straße                         | 1931          | 4. Mai 1962   | → Ernst-Grube-Straße                                    | Berlin-Spindlersfeld, Ortslage von Köpenick. Sie verlief zwischen Berliner Straße (später Oberspreestraße) und einer Projektierten Straße mit dem Hinweis „Bahnhof Spindlersfeld und zwei Beamtenhäuser“. Nördlich davon, bis zum Ufer der Spree, erstreckte sich außerdem der Sportplatz der Berliner Turnerschaft. 1936 wurde die Straße wohl verlängert und amtlich eingetragen. Im Jahr 1929 hatte sich hier auf den Parzellen 26–38 (zwischen Straße 58 und Privatbahn) die Duco AG eingerichtet. Sie produzierte nach amerikanischen Patenten spezielle Schutzlacke auf Nitrocellulosebasis, später Kunstlacke unter dem Namen „Ducolux“, Öllacke und Abbeizmittel. Der Verbleib dieser Chemiefabrik ist nicht bekannt. Nach der Wende vergab man den Straßennamen neu für eine Altstadtumfahrung auf anderer aber nahe gelegener Trassierung, siehe Spindlersfelder Straße. |
| Spreegasse                                     | 18. Feb. 1927 | 7. Feb. 1958  | aufgehoben                                              | Spree |
| Straße zum Güterbahnhof                        | nach 1870     | 25. Juli 1935 | → Elcknerplatz                                          | Bahnhof der Niederschlesisch-Märkischen Eisenbahn, Richtung |
| Stubenrauchstraße                              | um 1909       | 27. März 1939 | → Kinzerallee                                           | Ernst von Stubenrauch, Landrat des Kreises Teltow und 1908/1909 Polizeipräsident von Berlin Es gab auch eine Verl. Stubenrauchstraße (1922, 1927). |
| Ulmenstraße                                    | um 1913       | 13. Juli 1934 | → Pflanzgartenstraße                                    | Ulmen, Laubbäume, beliebt für Parks und Straßenbepflanzung |
| Unter den Eichen                               | um 1913       | 13. Juli 1934 | → Pflanzgartenplatz                                     | Eichen, in Deutschland verbreitete Laubbaumart |
| Vogtlandstraße                                 | nach 1920     | 4. Dez. 1930  | → Wongrowitzer Steig                                    | Der Name bezog sich auf die Region Vogtland zwischen Sachsen und Bayern. Die erste Bezeichnung war bis 1930 Straße D29. |
| Waldburgstraße                                 | 5. Juli 1922  | 9. Aug. 1929  | → Waldburgweg                                           | Zuerst hieß der Verkehrsweg Straße E; danach bekam er den Namen der Gaststätte 'Waldburg' am Bahnhof Hirschgarten, zu der er hinführte. |
| Waldeck-Manasse-Straße                         | 1. Mai 1945   | 1948          | → Pritstabelstraße                                      | Waldeck Manasse, Schriftsteller und sozialdemokratischer Politiker |
| Waldstraße                                     | um 1900       | 7. Jan. 1928  | → An der Wuhlheide                                      | am Wald der Wuhlheide entlang |
| Wendenstraße                                   | nach 1895     | 15. März 1939 | → Peter-Gast-Weg                                        | Wenden, andere Bezeichnung der Slawen, die sich in Cöpenick eine Burg errichtet hatten |
| Wielandstraße                                  | nach 1892     | 15. März 1939 | → Niebergallstraße                                      | Christoph Martin Wieland, Dichter |
| Wilhelmstraße                                  | 19. Jh.       | 10. Mai 1951  | → Katzengraben                                          | Friedrich Wilhelm I., König von Preußen |
| Willibald-Alexis-Straße                        | nach 1900     | 13. März 1939 | → Logauweg                                              | Willibald Alexis, Pseudonym für Georg Wilhelm Heinrich Häring, Schriftsteller (18./19. Jh.) |
| Zufahrtsstraße zur Glasfabrik                  | um 1850       | 23. Nov. 1933 | → Segewaldweg                                           | Hinweis auf die „Marienhütte“ |

- Alte Adressbücher enthalten noch weitere nummerierte Straßen, die bei den oben gelisteten Neubenennungen nicht erwähnt sind. Man unterschied bei deren Anlage die Bereiche Cöpenick Nord (N), Amtsfeld (A) bzw. Siedelung Cöpenick (C) und Siedlung Kietzer Feld (K), deshalb gibt es die Straßen 8 und 10 beispielsweise zweimal. Hier sind die in den Jahren 1922 bis 1943 gefundenen Nummernstraßen aufgezählt, in Klammern ist ihre Lage genannt:
8 (N, A), 10 (N, C), 19 (N), 23 (N), 24 (N), 28 (N), 29 (N), 142 (K), 230 (zwischen Dahme und Wendenschloßstraße 154–168, markant Wassersportheim und Berliner Ruder-Verein „Löcknitz e.V.“ sowie an der Wendenschloßstraße ein Fabrikneubau)[129], 262 (K), 263 (K), 265 (K), 267 (K), 272 (K), 274 (K), 275 (K), 277 (K), 281 D10 (N).
Durch Abgleich der angegebenen Verläufe ließe sich die eine oder andere dieser Straßen vielleicht als Vorläufer heutiger mit Eigennamen gekennzeichneter Straßen zuordnen.

- Früher gehörten zu Köpenick auch die Blütenauer Straße und die Deutschhofer Allee. Diese wurden später nach Berlin-Biesdorf und Berlin-Kaulsdorf eingemeindet → siehe Blütenauer Straße und Deutschhofer Allee.

## Weitere Örtlichkeiten in Köpenick

### Kleingartenanlagen

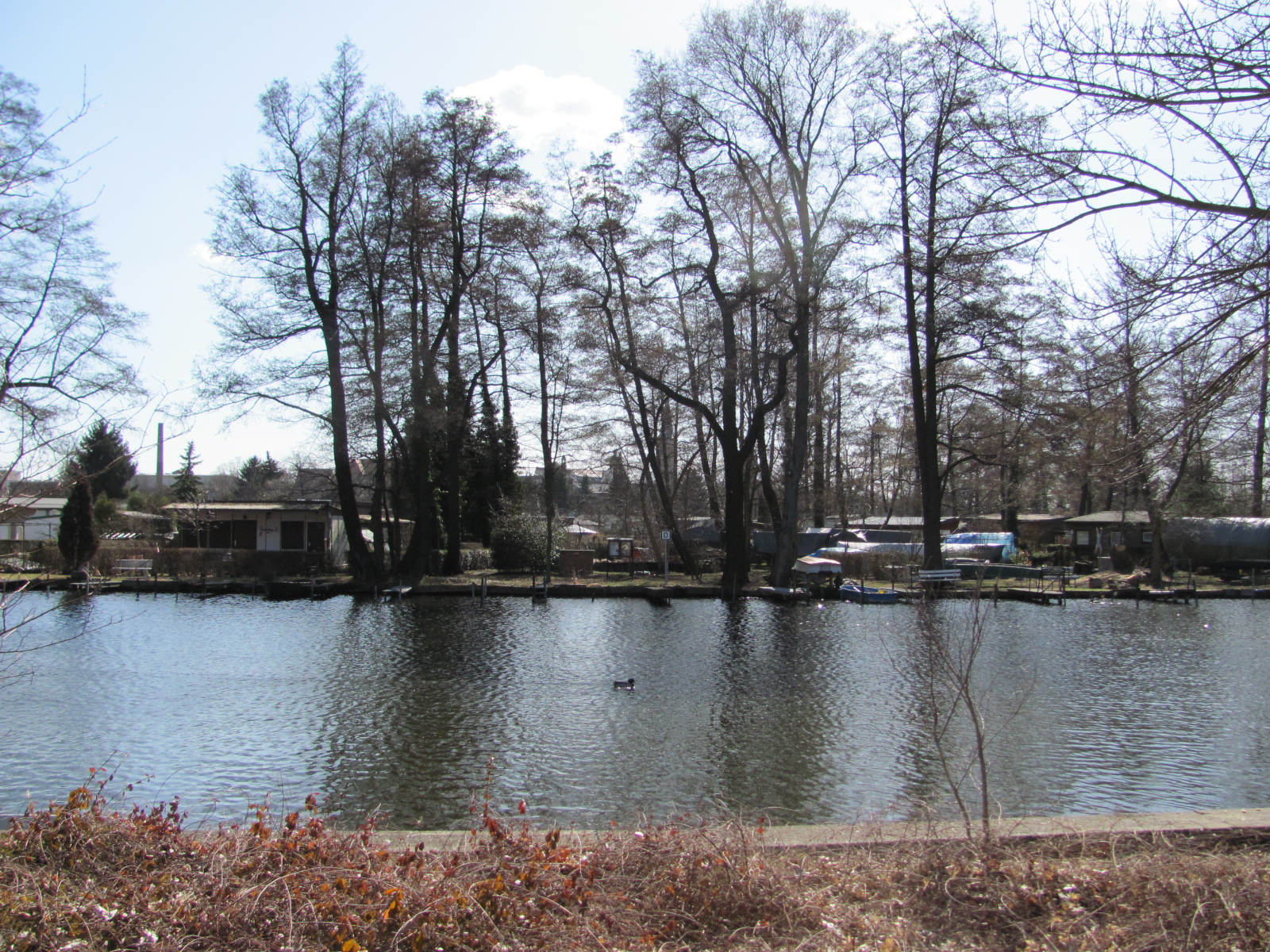
Kleingärten auf der Baumgarteninsel, 2011

Im Ortsteil bestehen rund zwanzig Kleingartenanlagen (KGA), die sich teilweise aus den Laubenkolonien ergaben und deshalb auch Kolonien genannt sind. Der Bestand der im Plan aufgenommenen KGA ist nur teilweise gesichert. Dauerkleingartenanlagen nach Kleingartenentwicklungsplan sind durch die Eintragung in der entsprechenden Stufe im Flächennutzungsplan oder durch Festlegung im Bebauungsplan gesichert, als „fiktive Daueranlagen“ werden dabei jene geführt, die erst nach dem Erlass des Bundeskleingartengesetzes gegründet oder angemeldet wurden.
- KGA ,Am Bahndamm‘ (Hämmerlingstraße/Am Bahndamm, Lage), Kleingartenflächen[133] mit 32 Parzellen auf 10.217 m² privatem Pachtland. Die Gartenanlage verblieb auf der Fläche zwischen der Straße Am Bahndamm, der Wuhle und dem nordwestlich anschließenden Eigenheimgebiet an der Schmalen Straße.[134]
- KGA ,An der Dahme‘ (Wendenschloßstraße 330/332, Lage), ungesicherte Anlage[135] mit 48 Parzellen auf 13.850 m² privatem Gelände. Die Anlage belegt die Fläche zwischen Dahme und Wendenschlossstraße gegenüber der Dregerhoffstraße. Ein nördlicher Teil wurde für die neuerbaute Wohnanlage Wendenschloßstraße 308–324b (gerade) umgewidmet.

- ,BLW Bahnhof Köpenick‘ (Ecke Thürnagelstraße, Lage) mit elf Parzellen auf 4500 m² Bahngelände im Südwesten des Güterbahnhofs Köpenick. BLW steht für den Verein „Bahn LandWirtschaft“, der im Jahr 1910 eigens gegründet wurde, um kleinste Flächen in der Nähe von Bahntrassen zu Schrebergärten zu machen.[136]

- KGA ,Gartenfreunde Wuhlheide‘ (S-Bahnhof Wuhlheide, Lage), die Dauerkleingartenanlage[137] hat auf 78.700 m² landeseigener Fläche 114 Parzellen mit einem Dauerbewohner, der Zugang erfolgt von der Rudolf-Rühl-Allee aus. Die Flächen dieser KGA sind wenigstens teilweise für den Straßenausbau vorgesehen, für die geplante Osttangentiale entlang der Bahnstrecke und der Rudolf-Rühl-Allee. Der westliche Teil der Anlage liegt (mit der Hälfte der Gesamtfläche) in Oberschöneweide und die nördlichen Anlagen der Gartenfreunde Wuhlheide gehören zu Karlshorst, Bezirk Lichtenberg.

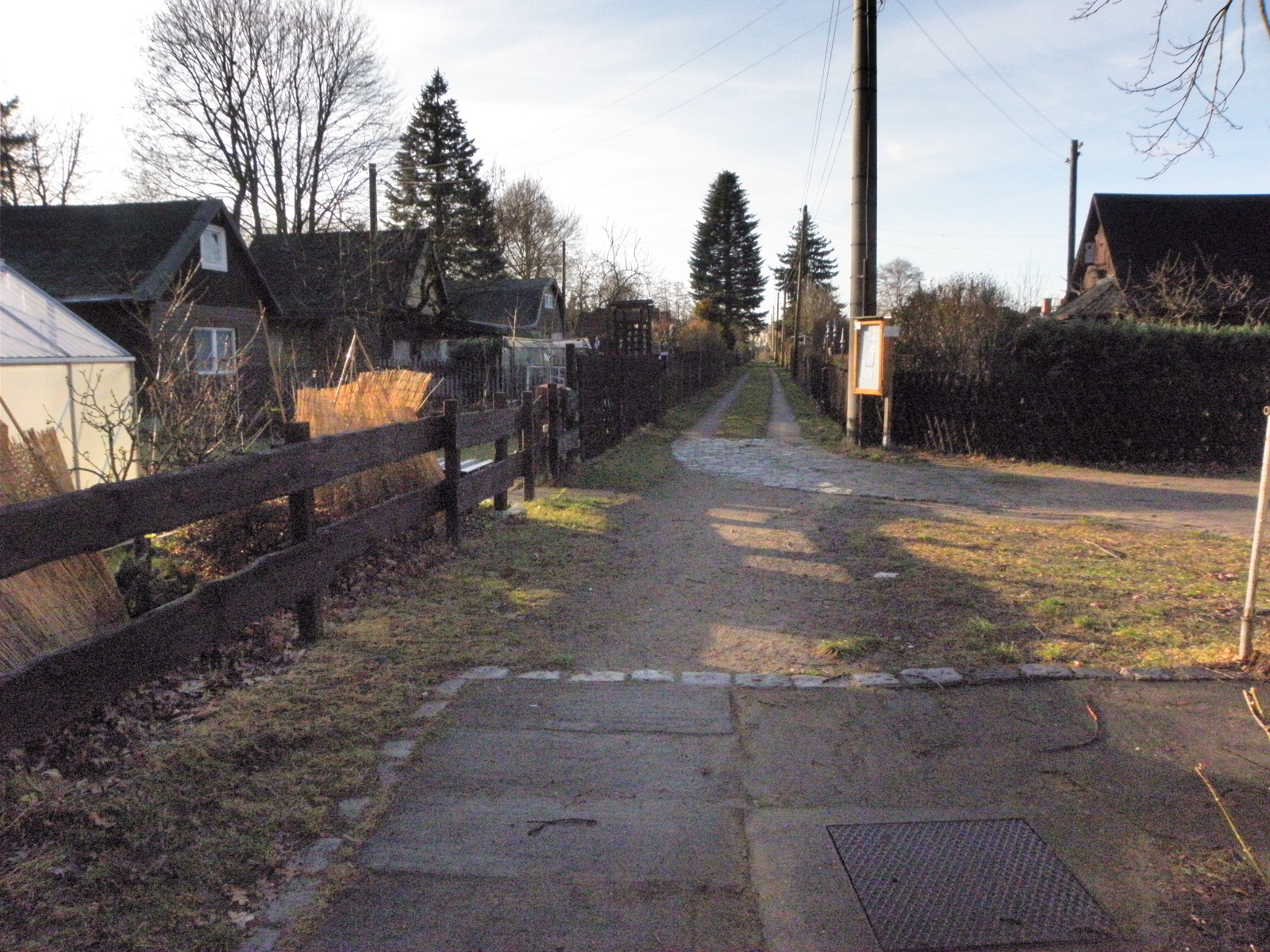
KGA Wendenaue II

- Die Kolonie ,Fraternitas 1891‘ (Wendenschloßstraße) besteht nach dem Entwicklungsplan und den amtlichen Unterlagen[134] aus der KGA ,Wendenaue I‘ (Nr. 9144, Wendenschloßstraße 380–386, Lage) einer ungesicherte Anlage[135] auf 19.966 m² mit 50 Parzellen, davon einer mit Dauerwohnrecht. Hinzu kommen die 9 Parzellen der nördlicheren KGA ,Wendenaue II‘ (Nr. 9145, Wendenschloßstraße 370, Lage) auf 2540 m² Vereinsgelände.[135] Beide gehören dem Segelclub Fraternitas 1891 e. V und werden durch parallele Wege (Edmund-, Andersonweg) südlich der Yachtwerft Berlin erschlossen, wobei direkt am Dahmeufer das Bootshaus der Gartenfreunde und Segler steht. Anschließend befindet sich der SC Brise 1898 e.V.

- KGA ,Baumgarteninsel‘[138](Lage): Dauerkleingartenanlage[137] mit 146 Parzellen auf 62.053 m² landeseigenem, sowie 28 Parzellen auf 17.134 m² privatem[133] Pachtland. Der Status ist fiktive KGA. Die Gartenanlage liegt ausschließlich auf der gleichnamigen Köpenicker Insel zwischen Spree und Alter Spree nördlich der Altstadt. Im Rahmen der vom Bezirk durchzuführenden Georeferenzierung zur Einführung des bundesweiten ALKIS durchnummeriert: 38, 49, 54, 72, 95, 115, 120, 137, 151, 164, 170. Die Anlagenwege von Nordwest nach Südost heißen Apfel-, Kirschen-, Quittenweg, von Nordost nach Südwest: Birnen-, Walnuß-, Aprikosen-, Pfirsisch-, Pflaumenweg. Die Kleingartenanlage Baumgarteninsel ist nur mit dem Boot zu erreichen. Ein Zugang besteht im Südosten durch den Katzengrabensteg zwischen Freiheit und Krusenick.

- KGA ‚Erpetaler Weg‘ (Erpetaler Weg, Nummer laut Kleingartenentwicklungsplan 9105) mit 16 Parzellen, davon vier Dauerbewohnern auf 11.900 m² landeseigenem Pachtland[133] liegt an der Stadtgrenze zu Hoppegarten-Waldesruh und wird durch den Kumberger Weg in Mahlsdorf erschlossen. Hier bestand am Ende des Zweiten Weltkriegs eine Behelfsheimsiedlung, woraus sich noch die Dauerbewohner ergeben.

- KGA ,Glienicker Straße‘ (Glienicker Straße / Vollkropfgraben, Lage) in der Köllnischen Vorstadt[134] befindet sich auf privatem Pachtgelände. 35 Parzellen mit einem Dauerbewohner auf 17.500 m² sind als gesicherte Kleingärten im Entwicklungsplan aufgenommen.[133] Dagegen liegen 70 Parzellen auf 34.660 m² privatem Gelände (Glienicker Straße 26) südlich der Straße, für das eine andere Nutzung vorgesehen ist.[135] Dieser Teil der Anlage liegt zu beiden Seiten vom Olmweg, mit den Gartenwegen Wiesen-, Amsel- und Kuckucksweg (südwestlich) und Olm- und Stieglitzweg (nordöstlich). Die Gartenanlage Glienicker Straße 7 befindet sich nördlich der Glienicker Straße (in Adlershof als Glienicker Weg weiter) zwischen den Bahngleisen der Nordost-Süd- und dem nach Westen abbiegenden Streckenteil des Grünauer Kreuzes mit dem Westrand an der Ortsteilgrenze zu Adlershof (Sechser- und Jostweg).

- KGA ,Grünauer Straße 1920‘ (Grünauer Straße 154/Betonweg, Lage), 83 Parzellen (Nr. 9111a) auf 37.303 m² auf landeseigenem Land[137] und 35 Parzellen (Nr. 9111b) auf 8.350 m² auf privater Pachtfläche[133] bilden die Dauerkleingartenanlage. Für weitere 22 Parzellen (Nr. 9111c) auf 5.648 m² ist der Bestand (fiktive KGA) noch nicht gesichert.[139] Die Anlage a und b liegt westlich der Grünauer Straße in Höhe der Rohrwallinsel, südlich der Justizvollzugsanstalt. Die Anlagenwege sind von Nord nach Süd Rosen-, Nelken-, Sonnenweg (letzter schräg) und parallel zur Grünauer Straße der Neue Weg und im südlichen Teil der Tulpenweg. Der ungesicherte Anlagenteil Müllerecke (9111c) mit den 22 Parzellen liegt nördlich davon direkt an der Dahme (Ostseite der Grünauer Straße) gegenüber vom Abschiebegewahrsam hinter den Grundstücken Grünauer Straße 87–115 und ist mit den Nummern 101a-c und 103a georefenziert.

- KGA ,Im alten Wolfsgarten‘ (Mahlsdorfer/Genovevastraße, Lage) ist eine Daueranlage[137] mit 65 Parzellen auf 28.300 m² landeseigenem Pachtland. Auf Grund der Umstände besitzt sie den Status einer gesicherten fiktiven Anlage. Sieben unbenannte Anlagenwege gehen nach Nordost von der Genovevastraße in die Mittelheide im Südosten der Mahlsdorfer Straße.

- KGA ,Klein-Venedig I‘ (Nr. 9119, Wendenschloßstraße 76, Lage) ist eine gesicherte Anlage mit elf Parzellen auf 3360 m² privatem Pachtland[133] und dazu gehört die fiktive Anlage ‚Klein Venedig II‘ (09120, Wendenschloßstraße 54–60) mit weiteren zehn Parzellen auf 5.200 m² landeseigenem Pachtland, auf denen zwei Dauerbewohner siedeln.[137] Beide Anlagenteile liegen an der Siedlungskolonie Klein-Venedig (Neptun- und Nixenweg) in der Köpenicker Altstadt zwischen Wendenschloßstraße und Spree. Die Anlage I direkt am Spreeufer und II östlich der Siedlung am Sport- und Tennisplatz.

- KGA ,Klondyke‘ (Mahlower Straße, Lage) ist eine Dauerkleingartenanlage auf 24.972 m² Privatgelände mit 93 Parzellen und davon zwölf Dauerbewohnern.[133] Die Anlage liegt nördlich vom Abschiebegewahrsam (Justizvollzugsanstalt) auf dem Gelände zwischen Mahlower und Grünauer Straße über den Vollkropfgraben hinweg. Die Anlagenwege nordöstlich vom Graben sind von Nordost nach Südwest benannt: Ceresbogen, Helios-, Neptunsweg, Poseidonseck, von Nordwest nach Südost als Ceresbogen, Eos-, Lunagang (nur Nordost), Nymphenwinkel, Quellpfad (nur Südwest). Der Teil südöstlich vom Vollkropfgraben trägt keine Namen.

- KGA ,Müggelspree‘ (Wendenschloßstraße 30, Lage) besteht aus drei Anlagenteilen (9126a–c). Als gesichert gelten 4559 mit 13 Parzellen (9126a) auf landeseigenem[137] und 12.065 m² mit 22 Parzellen, davon sieben Dauerbewohner (unter 9126c) auf privatem[133] Pachtland. Zur Kolonie gehören weitere sieben Parzellen auf 4165 m² privatem Gelände deren Bestand noch nicht gesichert ist.[135] Die Anlage liegt direkt am Spreeufer nördlich vom Sportplatz an der Wendenschloßstraße (Nordabschnitt), nach Osten folgt die KGA Spreeaue, im Westen liegt die Siedlung Klein-Venedig.[140]

- KGA ,Mühlenfließ‘ (Friedrichshagener Straße 54–56, Lage) auf privatem Pachtgelände sind 32 Parzellen auf 13.196 m² auf Anlagenteil a im Bestand gesichert[133] und acht Parzellen im Anlagenteil b auf 3634 m² sind durch den beschlossenem B-Plan[139] gesichert. Weitere vier Parzellen (Teil 9128c) auf 1458 m² Privatland sind jedoch nach FNP einer anderen Nutzung[135] vorgesehen. Die Anlage liegt südlich der Grundstücke 66–110 (gerade) der Seelenbinderstraße an der Alten Erpe (hier Bellevuegraben genannt) entlang.

- KGA ,Neue Wiesen‘ (Zur Nachtheide, Lage) ist eine Dauerkleingartenanlage mit 38 Parzellen auf 16.550 m² privater Fläche.[133] Die Anlage liegt am Westende der Straße Zur Nachtheide, südlich vom Forststück der Nachtheide und nordwestlich vom Feuchtgebiet am Neuen Wiesengraben. Die Grundstücke Neue Wiesen 4a, 18 und 27 sind bebaut mit Wohnhäusern, der südliche Teil der Gartenanlage wurde dafür als Wohnsiedlung entwidmet. Im Gegensatz zu den Straßen Neue Wiesen nennen Einwohner diese KGA auch manchmal Neue Wiesen III.

- KGA ,Spreeaue‘ (Wendenschloßstraße 30b–c, Lage) mit 17 Parzellen (davon ein Dauerbewohner) auf 6.137 m² (Privatland) gilt als Anlage im Bestand gesichert.[133] Die im Kleingartenentwicklungsplan mit Nummer 9139 aufgeführte 40 Meter breite Anlage liegt am Südufer der Müggelspree westlich der Salvator-Allende-Straßenbrücke und dem hier liegenden Sportplatz, sie grenzt an die KGA Müggelspree.

- KGA ,Spree-Eck‘ (Gutenbergstraße 16/17, Lage) ist eine Daueranlage mit 2282 m² landeseigenem Land mit 48 Parzellen.[137] Mit der Lage am Ostufer der Spree an der Dahmemündung, am Spree-Eck, ist die Anlage vorwiegend für Bootsanleger genutzt.

- KGA ,Wuhlemündung‘ (9149, Hämmerlingstraße 118, Lage) ist eine Daueranlage mit fünf Parzellen auf 1646 m² landeseigenem Land.[137] Mit der Lage am Südufer der Wuhle westlich der Schinderbrücke liegen die Kleingärten nach Westen hin.

- KGA ,Wuhlewiesen‘ (9150, Görsdorfer/Hämmerlingstraße, Lage) ist eine Daueranlage mit 23.073 m² landeseigenem Land mit 56 Parzellen.[137] Mit der Lage am Ostufer der Wuhle (vorwiegend) südlich der Mozartstraße verbleiben diese Gärten an der (projektierten) verlängerten Mozartstraße.

- KGA ,Zum Steingarten‘ (Salvador-Allende-Straße 50a, Lage) ist eine nur vorläufig gesicherte Anlage auf 4375 m² mit 21 Parzellen.[139] Sie liegt nördlich vom Amtsgraben hinter den Wohnhäusern der Salvator-Allende-Straße 44–50 (südlicher gelegen) und 52–74 (westlicher gelegen).

### Entwidmete Anlagen
Die vormalige KGA ,Köpenick-Nord‘ (Wuhlewiesen) (12555, Lage) zwischen Birnbaumer, Hämmerling-, Mozartstraße und Wuhle wurde zum Teil aufgehoben. Sie ist mit den Grundstücken 1–63 in der Liste der Wohngrundstücke eingetragen. Im Kleingartenentwicklungsplan ist sie nicht enthalten, sondern wurde zu öffentlichem Bauland umgewidmet, verblieben ist eine kleine Fläche.
Für die KGA ,Salvador-Allende-Straße‘ (Salvador-Allende-Straße 42, Lage) mit 17 Parzellen (davon 4 Dauerbewohner) auf 5.576 m² Landesfläche ist eine Umwandlung in öffentliches Bauland im Einvernehmen mit den ansässigen Kleingärtnern geschehen. Das Gelände liegt südlich der Müggelspree und östlich der Wohnanlage Salvator-Allende-Straße 75/76 zur Azaleenstraße auf beiden Seiten des Amtsgrabens vor dessen Mündung.

### Parks und Friedhöfe
- Bellevuepark[141] (Lage)
- Ernst-Grube-Park (Lage)

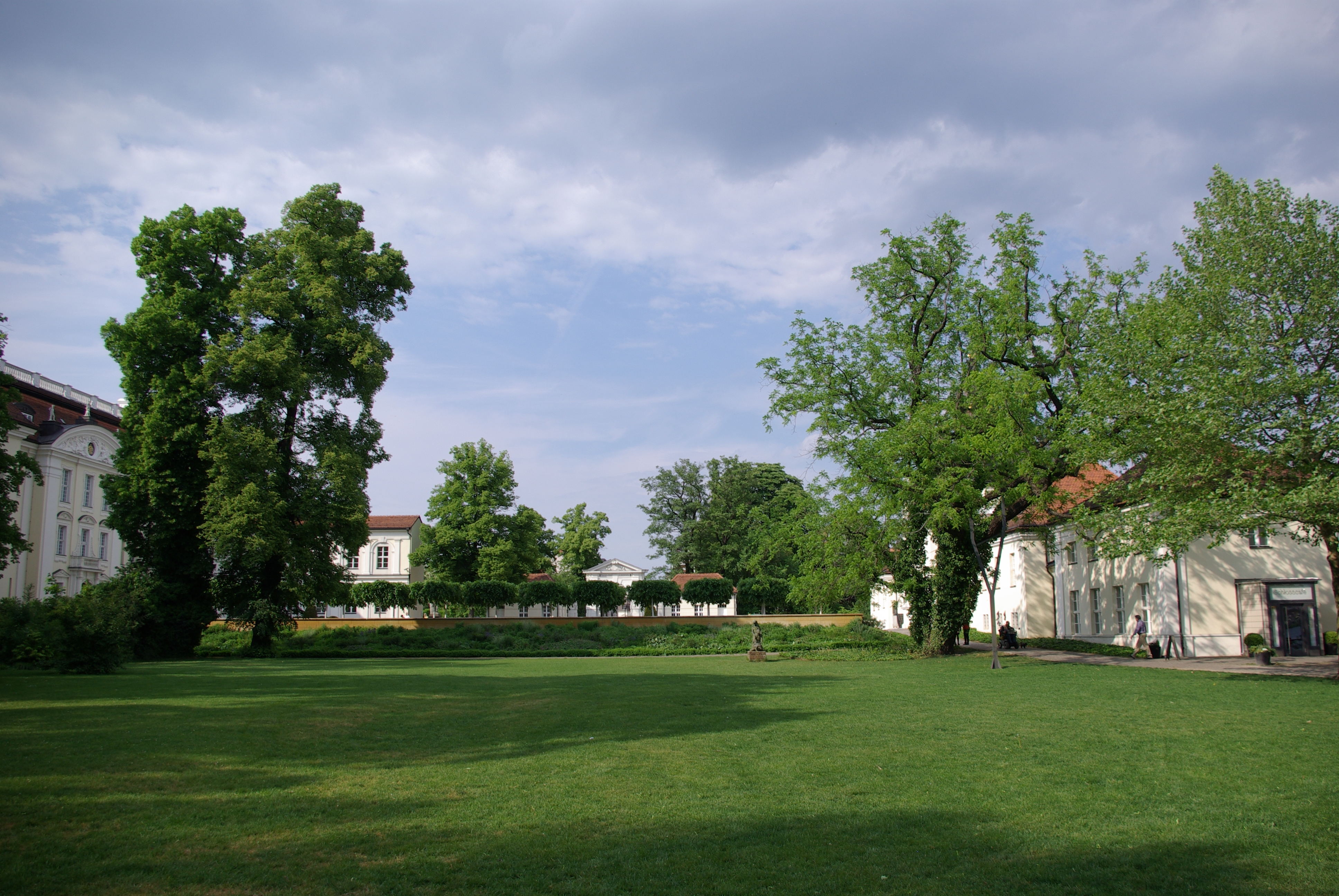
Schlosspark Köpenick

- Friedhof der Laurentius-Gemeinde Köpenick, Rudower Straße (Lage)
- Innovationspark Wuhlheide[142] (Lage)
- Luisenhain (Lage)
- Maria-Jankowski-Park (Lage)
- Mentzelpark (Lage)
- Schlosspark auf der Schlossinsel (Lage)
- Stadion Alte Försterei (Lage)
- Volkspark (Lage)
- Wasserwerk Köpenick (Lage). Das Wasserwerk ist stillgelegt.

### Weitere Plätze, Inseln, Bauwerke und Flächen

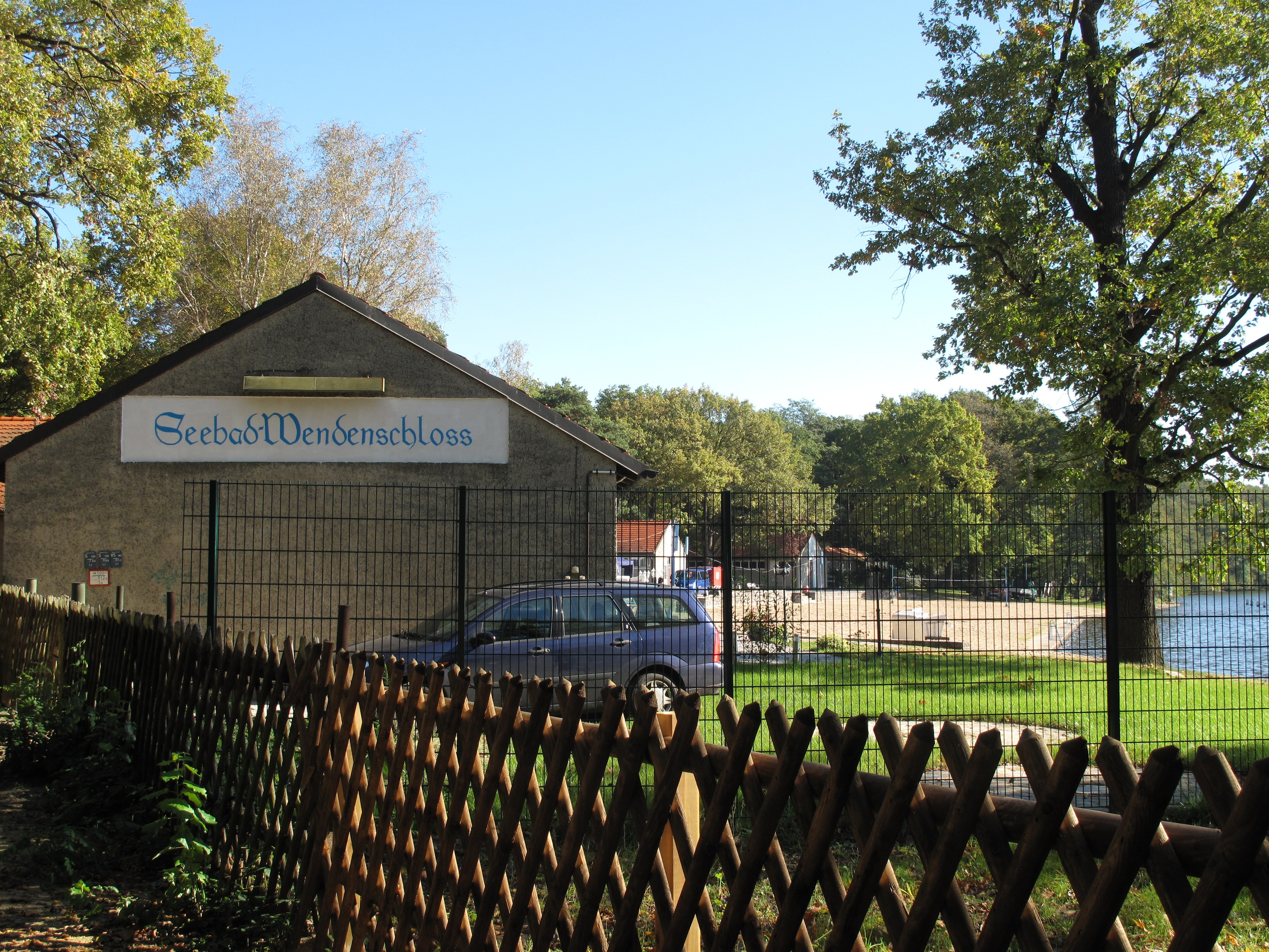
Eingang Seebad Wendenschloß

Die folgenden Örtlichkeiten sind keine Straßen oder Plätze, jedoch im Amtlichen Straßenverzeichnis aufgeführt und haben postalische Bedeutung. Im Besonderen gehören zu Köpenick umfangreiche Flächen der Berliner Stadtforsten, die hier nicht im Einzelnen benannt werden. Die Angaben zu den Gewässern und Fließen um Köpenick sind im Artikel Berlin-Köpenick beschrieben. Gewerbeflächen befinden sich an verschiedenen Orten im Ortsteil.
- Baumgarteninsel (Lage) mit 82.315 m² wird sie durch Kleingärten genutzt. Der Katzgraben wurde als zusätzliches Teilstück der Spree zur Entwässerung der Kietzer Wiesen angelegt und 1867 für die Schifffahrt verbreitert, wodurch diese Insel[143] entstand.

- Badestelle ,Müllerecke’ am Westufer der Dahme

- Bahnhaus Wuhlheide mit dem Grundstück 1

- Clubhaus Müggelsee (Lage), Grundstücke 1–75 (ungerade)

- Ausflugsgaststätte ,Marienlust’ (Lage), Grundstücke 1–25 (ungerade).
Die ehemalige Ausflugsgaststätte, ab 1990 als Diskothek genutzt, brannte 1997 vollständig nieder.[144] Sie ist seitdem nicht mehr in Betrieb.

- ,Müggelseeperle’ (Lage) mit den Grundstücken 1/2; wird zu einem Hotel ausgebaut.

- Regattahäuser (Lage) am Müggelsee

- Rohrwallinsel (Lage) mit 9.456 m², auf ihr befinden sich Bootsanleger und Gebäude der Wassersportler. Der Uferbereich wurde 2008 saniert und teilweise erneuert.[145] Diese Insel liegt in der Dahme zwischen Wendenschloß und Grünauer Vorstadt nahe der Müller-Ecke, weiter südlich liegen Großer (zu Grünau) und Kleiner Rohrwall (zu Schmöckwitz), die im Langen See liegen und nicht den Zusatz „-insel“ im Namen haben.

- ,Seeterrassen Rübezahl’ (Lage), Grundstücke 1–40, die Ausflugsgaststätte am Müggelsee ist[veraltet] im Umbau.

- Schlossinsel (Lage) mit Schloss (seit den 1970er Jahren Kunstgewerbemuseum) und Schlosskapelle. Die Insel wird durch den Schlossgraben zwischen Frauentog und Dahme von der Köpenicker Altstadt getrennt.

- Waldgaststätte Müggelhort: Straße zum Müggelhort 1
- Seebad Wendenschloß (Lage)

- Wuhlewiesen (Lage) mit den Grundstücken 43–46